# 白ワイン

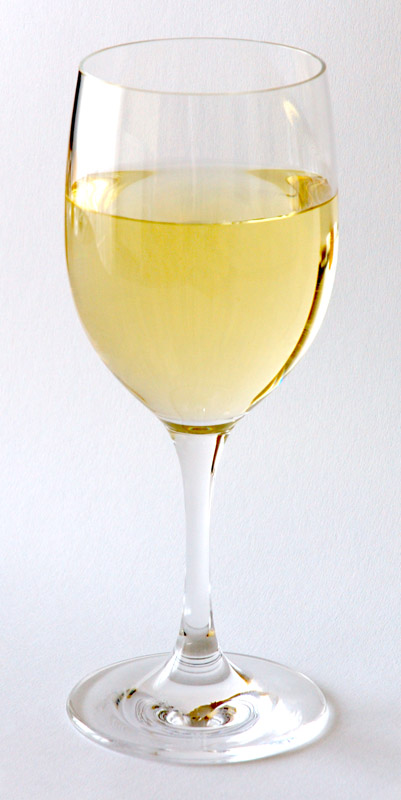
白ワインのグラス

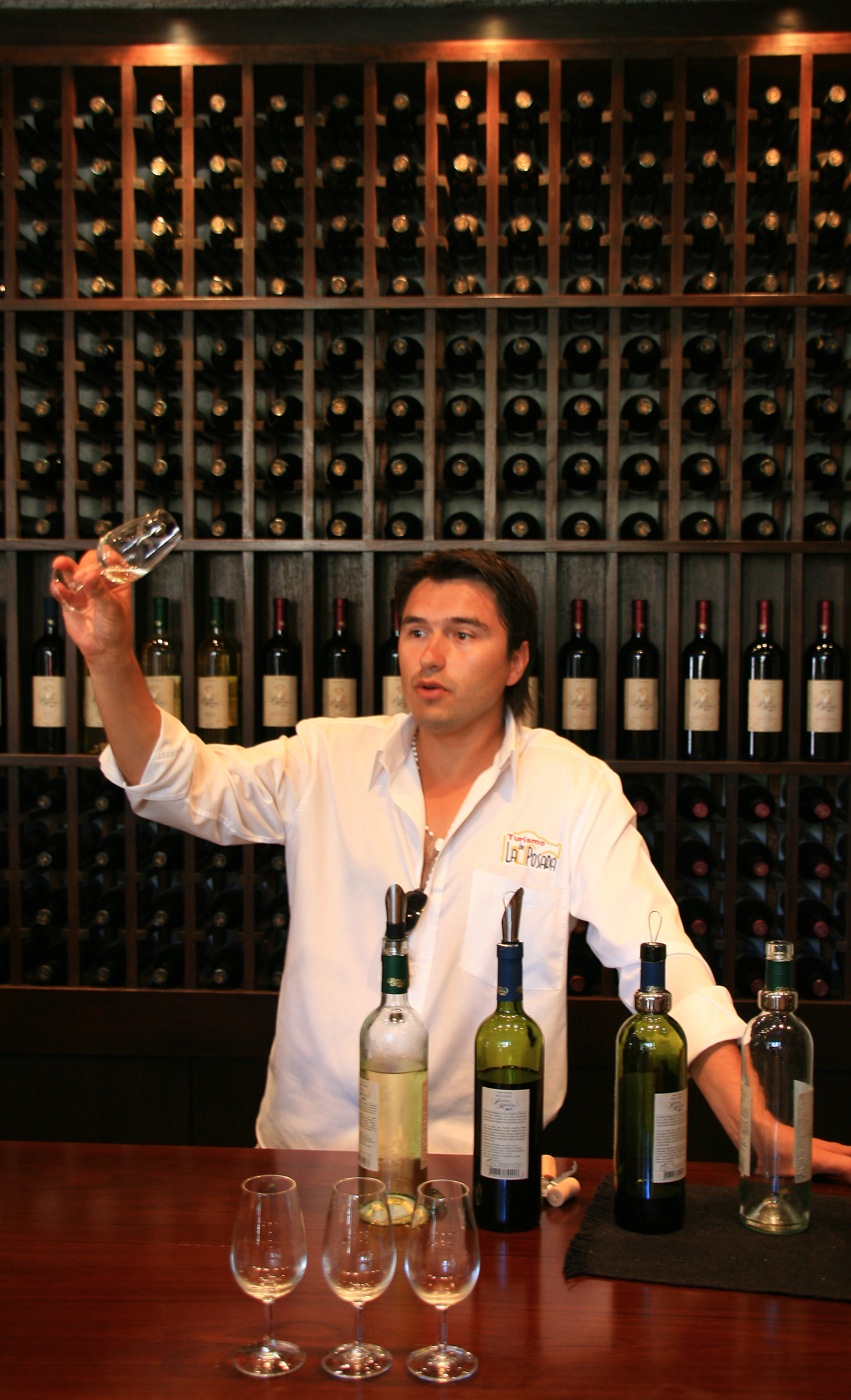
アルゼンチンのカファヤテでのトロンテスワインテイスティング

白ワイン（しろワイン、英: white wine、仏: vins blanc）もしくは白葡萄酒（しろぶどうしゅ）は、麦わら色、黄緑色、または黄金色を持つワインである。任意の色の皮のブドウを用い、皮を取り除いた非着色の果肉部分をアルコール発酵させることで製造される。白ワインは少なくとも2500年前から存在している。
白ワインのバラエティの広さは、使われるブドウ品種、ワイン醸造の方法、および糖の残量の割合などが多種多様であることに由来する。白ワインは、主にシャルドネ、ソーヴィニヨン、リースリングなど、緑色または黄色の白ブドウから作られる。また、色の付いていない果汁を使うことで、有色の果皮のブドウからも白ワインを作ることができる。例えば、黒ブドウであるピノ・ノワールは白のシャンパンの製造に一般的に使用されている。
多くの種類の白ワインの中で、辛口の白ワインが最も一般的である。辛口ワインは果汁中の糖分を完全に発酵させることで作られ、多かれ少なかれ芳香と刺激を合わせ持っている。一方、甘口ワインは、全てのブドウ糖がエタノールに変換される前に発酵を停止させることによって生産されるが、これには酒精強化（ミュタージュ、仏 : mutage）と呼ばれる手法がある。果汁にもともと含まれる糖分を増加させる方法として、ブドウの樹上での過熟、干しぶどう化（パスリヤージュ）、貴腐の利用、補糖がある。ほとんどが白であるスパークリングワインは、発酵で生じた炭酸ガスがワインに溶けており、ボトルを開けると炭酸ガスが発泡するワインである。
白ワインは、食事の前のアペリティフ、デザートと共に、あるいは食中酒 (テーブルワイン)として頻繁に飲まれている。白ワインは、主だった赤ワインと比べ、スタイル、味ともに、爽やかで軽いと見なされている。加えて、酸味や香りがあり、肉を柔らかくできたり、ディグレイズ (肉類の出汁にワインを加えてソースを作る調理法)に使えるため、調理の際によく使われる。

## 歴史

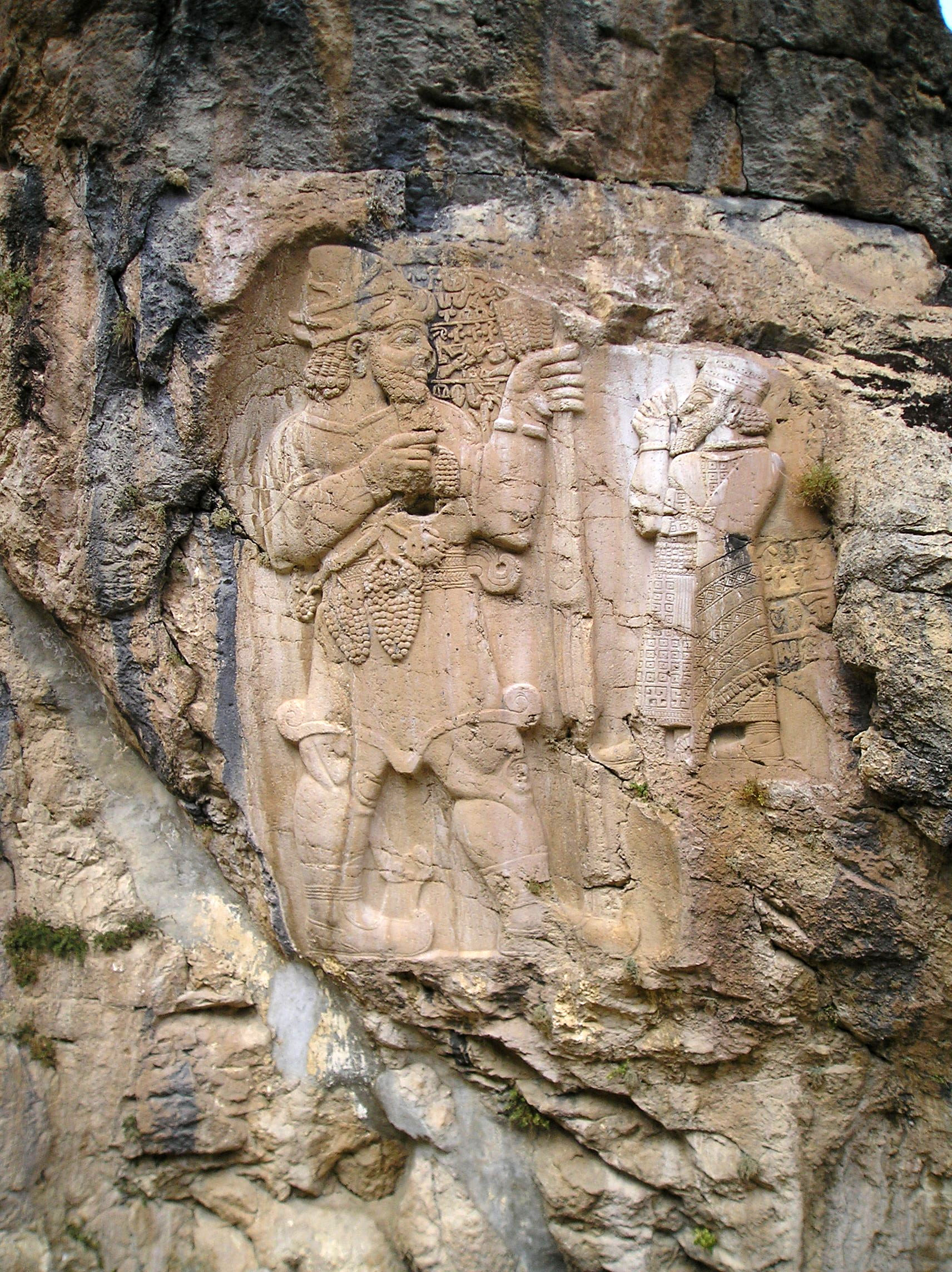
シリア・ヒッタイト王国群タバルの王ワルパラワ (Warpalawa)は、タルンタ神 (Tarhunta)にブドウの房を献上している様子が、トルコのイヴリスの岩の彫刻（紀元前0～1,000年代初頭に作られた）に描かれている

### 古代
世界で最古のワインの痕跡は、現在のイランで、7500年前の記録が発見されている。しかし、考古学的発掘の結果でも、ワイン生産が始まった時期の決定には至らなかった。碑文研究では、中東のワインの存在が伝えられている。初期のワインは「高原地域」 (アナトリアとアルメニアの山岳国境)で生産され、特に紀元前3000年頃からメソポタミアに輸入された。ハットゥシャの粘土板には、ワインにはヒッタイト語で"ウィヤナ (wiyana)"という単語で、シュメール語で"ゲスティン (GEŠTIN)"、アッカド語で"カラヌー (karânu)"という単語が充てられている。赤 (赤ワイン)はSA5 GEŠTIN、軽いワイン(おそらく白ワインを指す)はKÙ.BABBARGEŠTIN、良いワインはDUG.GAGEŠTIN、蜂蜜入りワインはLÀLGEŠTIN、新しいワインはGIBIL、酸味のあるワインはGETIN EMSAと表される。
古代ギリシアでは、ワインは、ヒポクラテスが生まれた紀元前460年頃には既に開発・利用されており、彼は頻繁に薬としてワインを患者に処方していた。「白ワイン」や「苦みのある白ワイン」が彼の治療に用いられており、当時のワイン生産の多様性を示している。
古代ローマ時代、ギリシア人によって培われたブドウ栽培方法を模範として長い間ワイン生産が行われ、その生産には白ワインも含まれていた。豊かなローマ貴族たちは、食事にかける費用こそが威信の象徴であるとして、盛大な宴会を開催していた。高価な食品の代表格はワインであった。最も豊かな市民は、ナポリ湾に豪華なヴィラを建てたが、そこはギリシア人が持ち込んで以降ブドウ栽培が営まれている場所であった。古代のブドウであるaminumから作られる甘口白ワインはグリューワインとして飲むために作られた。現在におけるマディラワインとも似ている。ローマ帝国が北方地域を征服していくにれ、ローマ人はブドウ栽培を増していき、軽く甘くないワインを生産した。地中海品種の北限に達すると、それ以北の地域に適応した新しい野生品種の探索に拍車がかかった。実例として、飲用可能な水は滅多に手に入らなかったが、ライン川のほとりに植えられたブドウのおかげでローマ軍は安全な飲み物を入手できた。ワインは夏には冷やして、冬には温めて飲まれたが、この習慣は21世紀の現在においても続いている。

### 中世

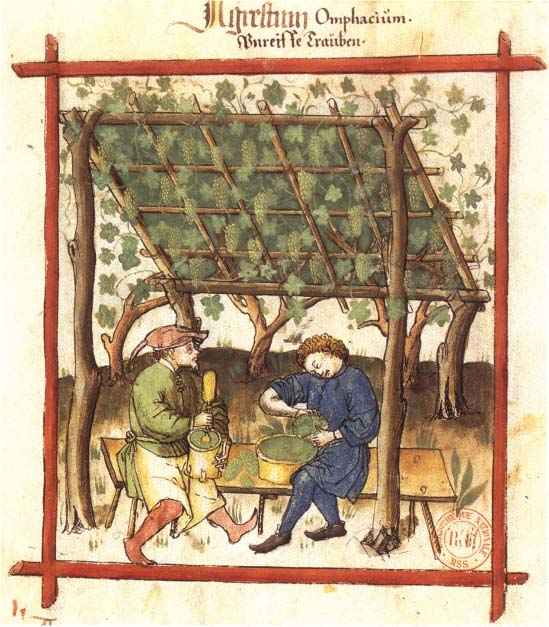
中世後期の白ブドウ

ワイン商人は西ローマ帝国の滅亡に生き残れず、ブドウ栽培は破滅的に激減した。ゲルマン族はビールを飲むことを好み、ワイン貿易に価値を見出さなかった。ヴァイキングが大西洋の航路を分断すると、ブドウ栽培の減少は深刻化した。南部ではイスラームの人々が聖戦や襲撃を行っていため、ラングドック、プロヴァンス、南イタリア、ドウロ渓谷では人口が減少した。人々は奴隷にされたり、脅威から逃亡したりしたのである。
ブドウ栽培の文化についての知識は、カトリック教会によって保護されてきた。ワインはミサの祝典に必要であり、修道士は高緯度地域でもブドウを植え、修道院の領地は増えていった。運搬や保管が難しいため、長らくワインは生産地で消費されてきた。ワインの取引は、貴族や高位の聖職者が豊かになったことで再興したが、これはローマ人と同様に、"テーブルの上の芸術"が主人の名声を反映するものであったからである。
河川貿易はブドウ畑の発展において非常に重要であった。ゲルマン諸国は、ライン川とドナウ川の水運の恩恵を受け、生産品を輸出することができた。カール大帝は、全地域のブドウ栽培に関する一連の規則を含む彼の法典 (英: Capitulare de villis)を制定することによって、この成長を後押しした。この頃は、ドイツとオーストリアにおいて白ワイン文化が大きく発展した時代である。中央ヨーロッパのブドウ園は10万haに達し、1990年代の3倍半の面積を有した。13世紀から、商人たちは、裕福な貴族のためのワインであった"ヴィヌム・フランシウム" vinum francium (フランクのワイン)と、大衆によって飲まれた"ヴィヌム・ハンニカム" vinum hunicum (フン族のワイン)を区別した。中世末期には、リースリング とシルヴァーナー が品種として認識されていた。
ヨーロッパの貿易の一部は大西洋沿岸にそって海路で行われた。イギリス人、オランダ人、およびスカンジナビア人のワイン需要のために、ボルドーからラ・ロシェルにわたる地域でブドウの作付けが流行した。ラ・ロシェルから輸出されるワインとしては、辛口の白ワインはほとんど生産されていなかった。対して、ボルドーではガロンヌ川沿いの後背地から主にワインを輸出していた。17世紀にシャラント川の沿岸にワイン作りが持ち込まれ、シャラントの白ワインはコニャックとして広まった。同時期にオランダで人気のあった辛口白ワインはナント港周辺、ロワール渓谷のミュスカデAOCとグロ・プランAOC (旧VDQS)で作られていた。ロワール渓谷とフランス南西部のブドウ園は、ロワール川とガロンヌ川の水運の恩恵により、販売網を構築していた。
地中海沿岸では十字軍がライバル関係にあったヴェネツィアとジェノヴァの両共和国を大いに豊かにした。豊かなフランクの領主の軍隊への補給のために、これらの共和国はギリシャ産のワインを提供した。多くの白ワインを輸出したモネンバシア港は、マルヴァジーアの品種にその名を残している。十字軍はマスカットのワインも発見した。国へ帰ると、王族や裕福な貴族達は東方で楽しんだ甘口ワインを買おうと躍起になった。それらはラングドック＝ルシヨンやスペインのブドウ園で作られたものであった。これらのワインは、アルコール度数が高く北ヨーロッパへの長い旅路の間でも保存が効くため、貿易も容易であった。

### 近世

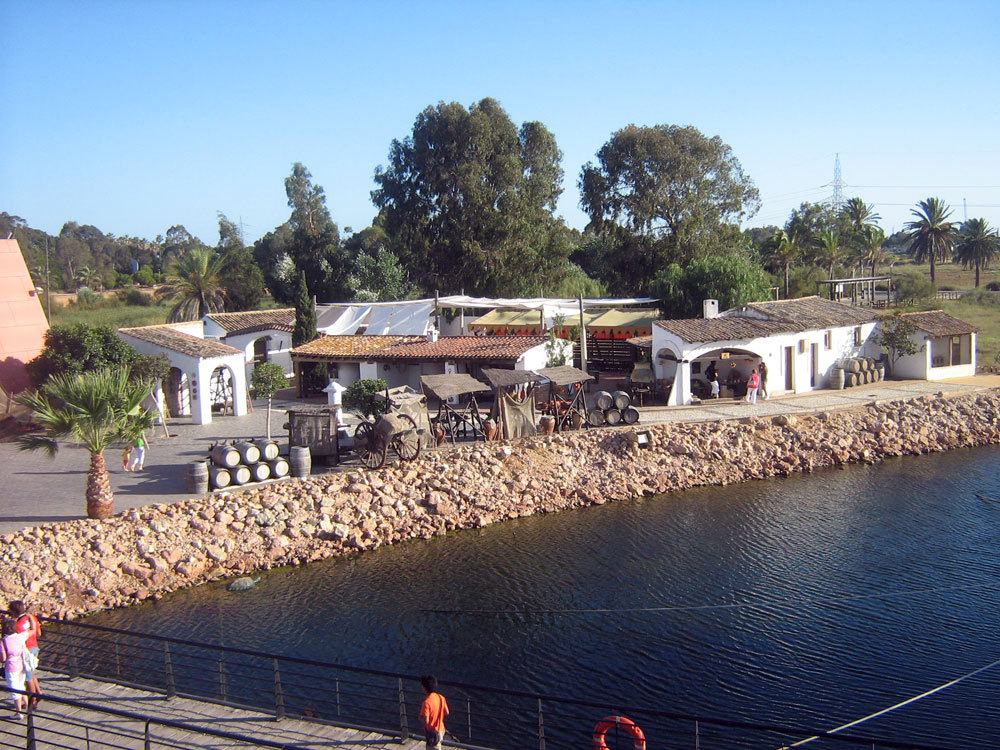
再建されたかつてのパロス・デ・ラ・フロンテーラ港

1453年、オスマン帝国はコンスタンティノープルを領有すると、ヴェネツィア人とジェノバ人の立場は悪化した。地中海東部と北ヨーロッパのワイン取引は急激に減少した。時を同じくして、スペインはレコンキスタが完了し、特にイギリスとオランダの消費者に対して地中海ワインを自国産のものに置き換えた。サンルーカル・デ・バラメーダ港では、今日のシェリー酒の元となる白ワインの大量の輸出が始まった。このワインは"sack (袋)"と呼ばれ、イングランドで大流行した。両国間の敵対心の高さ (1588年にアルマダの海戦イギリス・オランダ連合軍はスペインの無敵艦隊を破っている）にもかかわらず、貿易は継続され、時には購入できなかった場合にも海賊によって盗品が提供された。スペインの港からは、毎年500リットル入りの樽で40,000-60,000個ものワインがイングランドとオランダに向けて輸出された。この3000kLという量は現在の生産量の3分の2に相当する。
16世紀に入り初めて、ヨーロッパブドウがアメリカ大陸に持ち込まれ、メキシコ、ペルー、ボリビア、アルゼンチン、チリに植えられた。このほかにも、メキシコで栽培されていた土着のブドウが存在したが、この先コロンブス期のブドウは酸味が強すぎるためワイン生産向きではなく、acachulと呼ばれる果物と蜂蜜で甘くした飲み物を作るために使われていたのである。
小氷期は、北部のブドウ栽培にとっていわば破滅の前兆であった。ブドウはドイツ北部とバーデンから消え、ブドウ栽培可能な限界の標高は220メートルにまで下がった。ハンス=ユルゲン・オットーは、「すべてのブドウ畑が苦しみ、栽培地域が減少した」と語った。イングランドでもブドウ栽培は見られなくなった。黒ブドウは未熟であると十分に着色せず、未熟なタンニンによりワインが渋くなるのに対して、白ブドウはたとえ十分に熟していなくても、少し酸味が強い程度で十分飲めるワインになるため、ブドウが熟すのが遅いブドウ園では白ブドウが好んで栽培された。寒い冬に発酵が途中で止まることがあり、そこからシャンパンの二次発酵のプロセスが発見された。

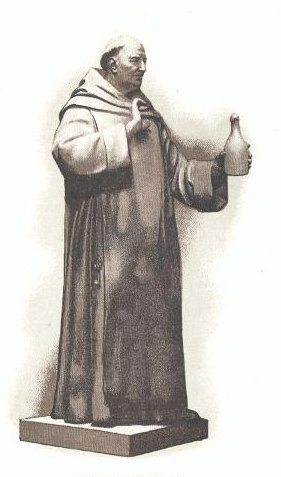
ドン・ペリニヨン (伝説的なシャンパンの創始者)

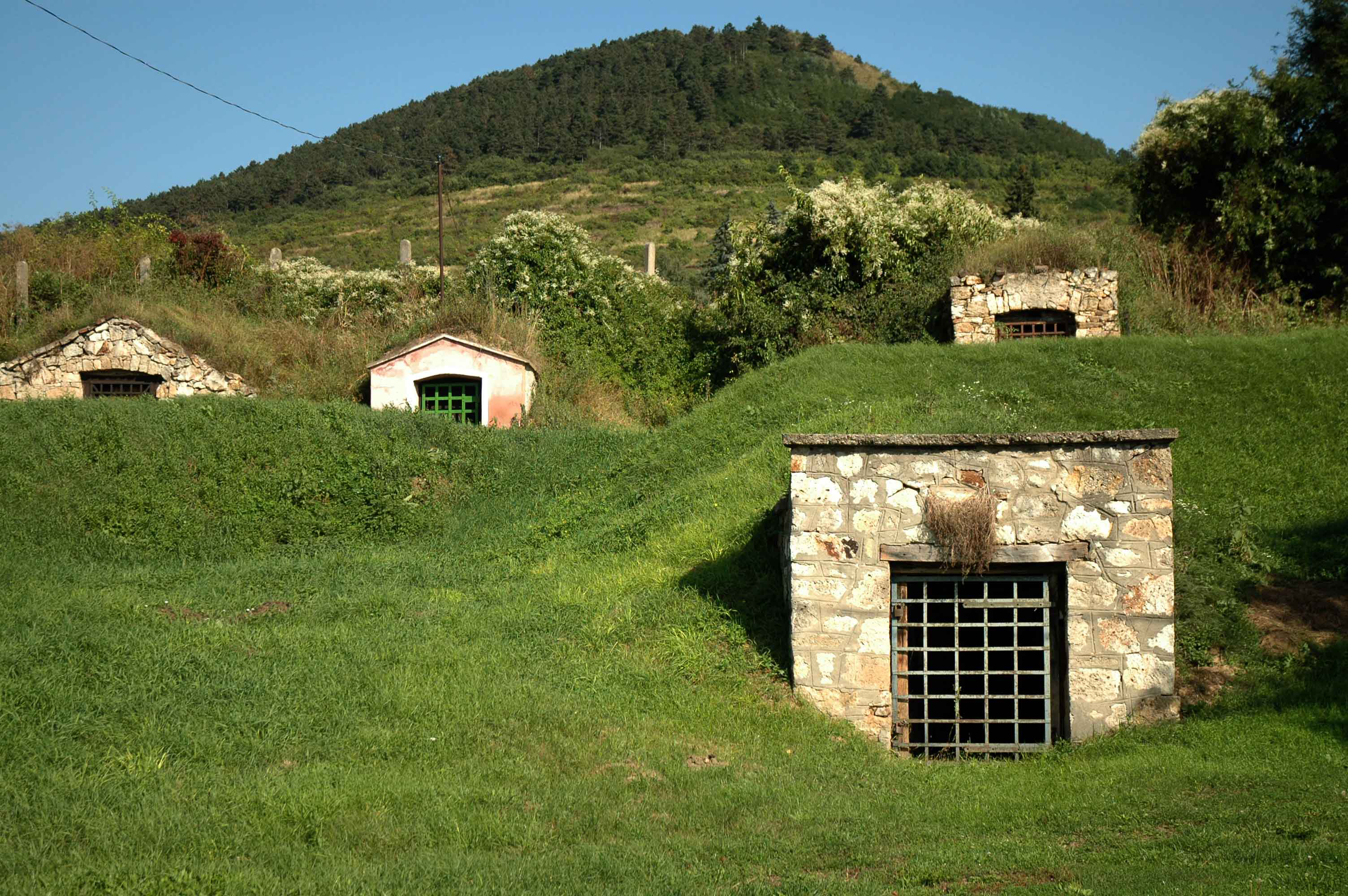
ハンガリーのトカイ地方のワインセラー。甘口ワイン造りの工程が長らく秘密にされていた。

大衆の一部が豊かになることで、希少なワインが流行した。このような現象は、イギリスにおいてシェリー酒が発展する際にも見られたが、同じことが中央ヨーロッパでも起こったのである。白ブドウにおいて貴腐が良い影響をもたらすことは1650年頃にハンガリーで発見され、トカイワインが発展する要因となった。ワイン評論家のヒュー・ジョンソンは「3世紀前のトカイは世界でも最高の甘口ワインだった。これは長年にわたって行われてきたワイン造りの伝統のなかで継承されてきたのである。」 と語っている。特別に過熟させたブドウを用いることは貿易上秘密とされ、ワイナリーの地下セラーでの熟成も品質の向上に寄与したが、その期間も秘匿されていた。トカイワインはハプスブルク家に賞賛されたこともあり、有利な条件で貿易することができた。模倣が試みられたが全て無駄となり、貴腐の利用は秘密のまま維持された。120年後、ライン川の険しい河岸で、非常に遅く収穫する方法が行われた。ソーテルヌでも、1836年にシャトー・ラ・トゥール・ブランシュで同じようにして甘口ワインを作ることができると示された。このような非常に遅摘みのブドウからは、当時、何年も樽熟成させた非常に高価なワインが作られていた。
他の地域でも、利益につながるような発見がなされていた。すなわち、伝説的なシャンパンの創始者であるドン・ペリニヨンによる発見である。北部のブドウ園では、十分にブドウが熟したり色づいたりはしないだろうと思われていたのにもかかわらず、彼は素晴らしいワインを作り上げ、シャンパーニュの地で作られたワインへの熱狂を引き起こしたのである。
安価な辛口白ワインを飲む流行は18世紀にパリで始まった。パリの人々は、消費税を免れるために市壁の外に出向き、生産者の敷地でワインを飲む習慣があった。川沿いに開かれた居酒屋のような店はギャンゲット（仏：Guinguettes）と呼ばれた。これに因んで、そこで出されていたワインは "guinguet"と呼ばれるようにもなった。これはセーヌ川やマルヌ川沿いの丘陵地で作られたワインで、酸味が強いものであったが、当時の輸送環境では他地域へ運ぶことはできなかった。

### 現代

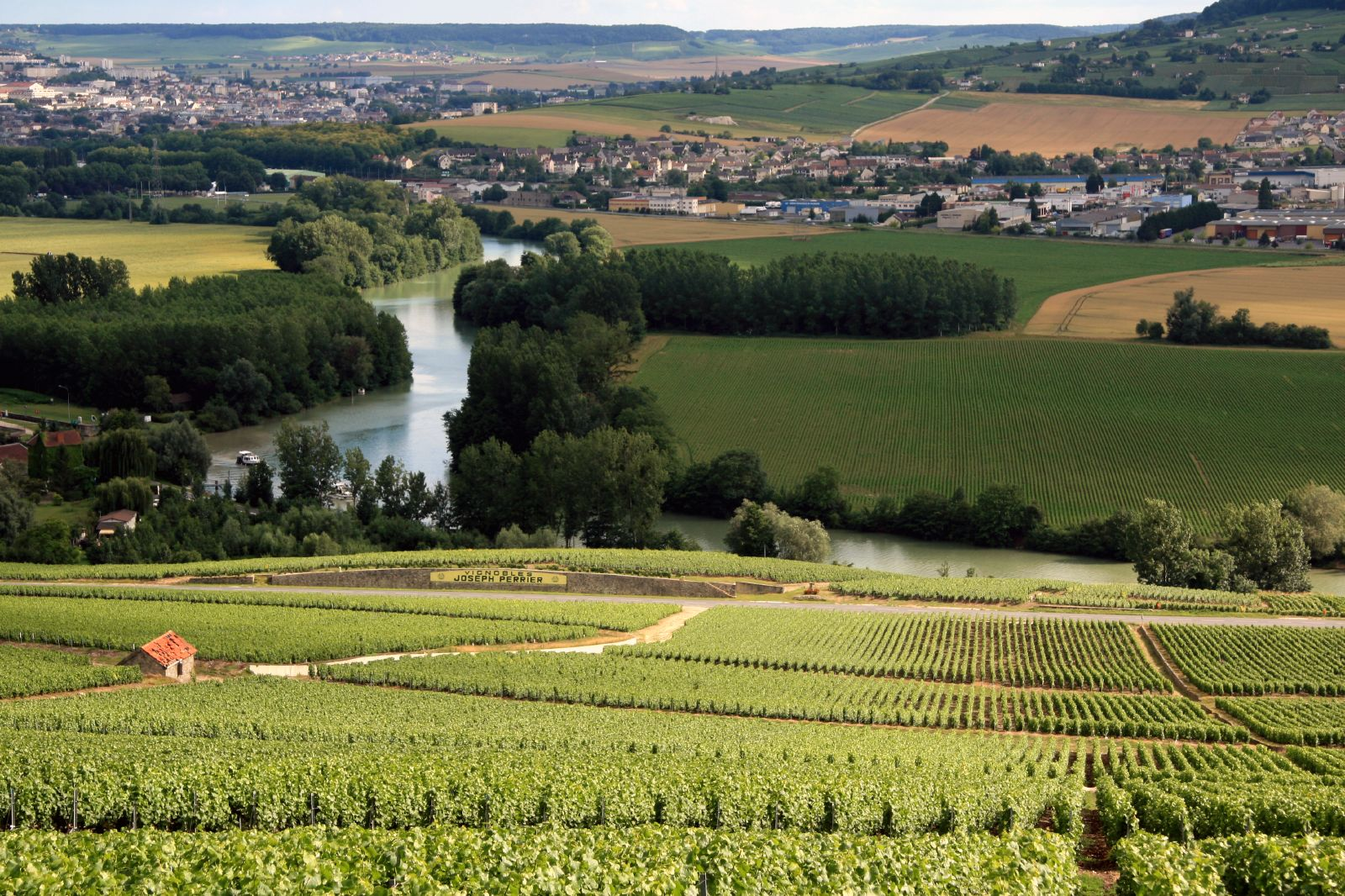
シャンパーニュの丘の風景

18世紀に作られたシャンパンは、次の世紀には世界的に広まった。シャンパンは瓶に入れなければならず、きわめて高価なものになったが、欧州の王族たちは自らの宮廷の洒落た演出としてこのワインを用いた。ワイン評論家のヒュー・ジョンソンはシャンパンが重要な外交的役割を演じたと認めている。タレーランはウィーン会議の交渉テーブルにこのワインを用意し議論中に交渉相手をリラックスできるようにした。1815年のロシア軍によるシャンパーニュ地方の占領により、スパークリングワインがロシアの貴族に広まった。ヴーヴ・クリコ・ポンサルダン (ヴーヴ（仏：Veuve）は未亡人の意)は「彼らが今日飲んだ分は、明日支払うでしょう」と言い、彼女のワインを客のために予約したという。
ガラス工業が、特に石炭の使用により進歩し、ガラス瓶の使用が大衆化した。スパークリングワインの生産は劇的に増加し、アメリカ大陸に広がった。スパークリングワインは工業的に生産されるようになり、シャンパーニュ以外の地域では盛り上がりを見せたが、シャンパンの評判は芳しいものではなくなった。シャンパンが商業的に飛躍したのは産業革命の賜物であるが、これは中産階級が裕福になりシャンパンを購入できるようになったためである。

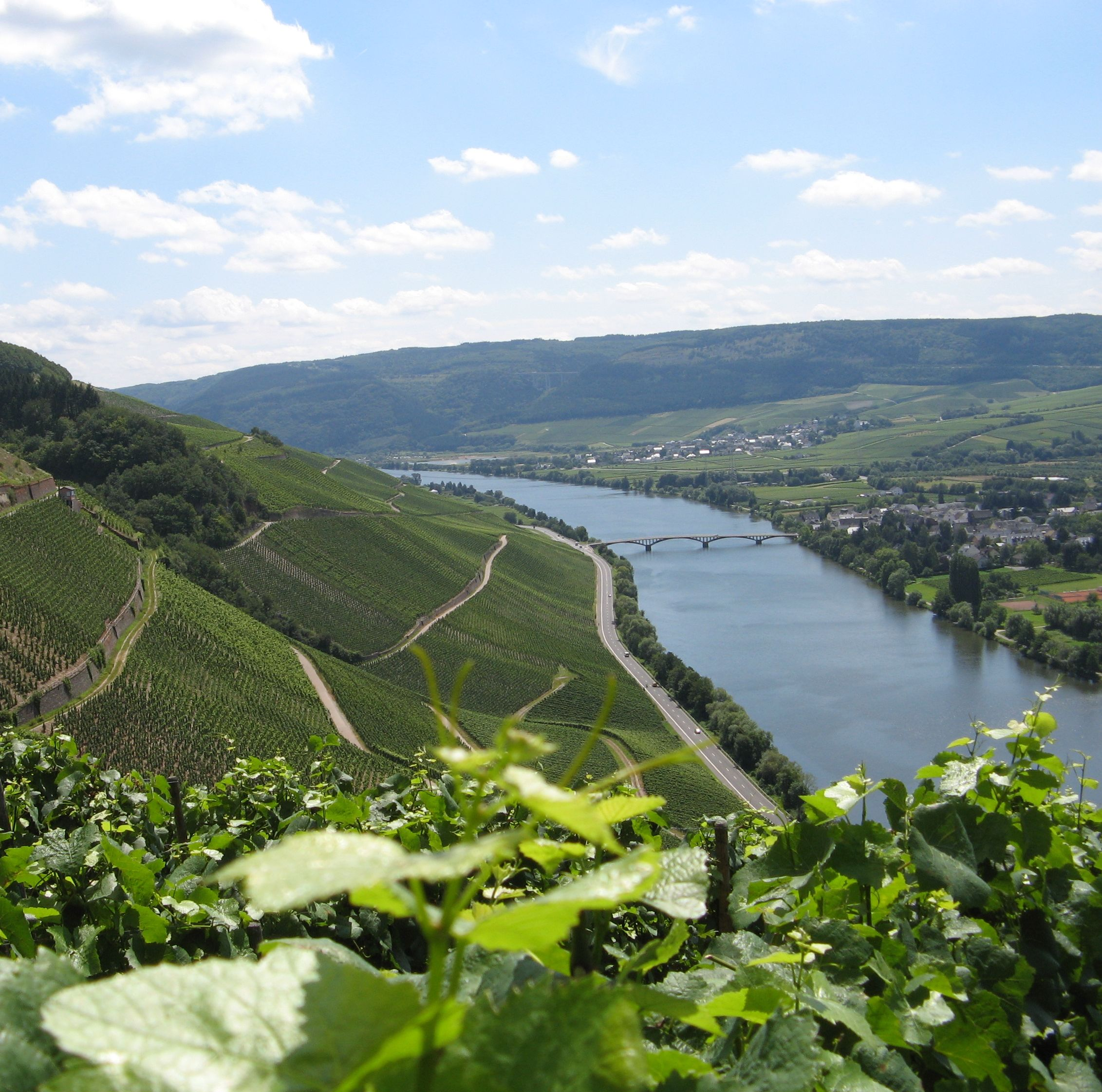
ドイツのシュヴァイヒ市のアンベルクのブドウ園のモーゼル岸の急斜面

19世紀、フィロキセラが蔓延（19世紀のフィロキセラ禍）する前は、ワインの黄金時代であった。産業革命により豊かになった中産階級が高品質なワインの顧客となり、農村から移動した工場労働者たちにより大量生産される安価なワインの巨大な市場が生まれた。白ワインでの有名な例は、ドイツのブドウ栽培である。フランス第一帝政時代のフランスの占領下で、ドイツのワイン生産者は自由を経験していたため、その後も貴族や聖職者が奪われたブドウ園を取り戻すことはできなかった。レイトハーヴェストの手法は広く普及しており、程度の差こそあれ甘口ワインにすることで、強い酸味とバランスをとっていた。1872年にはガイゼンハイム大学ブドウ育種研究所が創設され、多種多様な組み合わせで交配が試みられ、新たな品種が生まれる源泉となった。ここで生まれた品種で最もよく知られているものはミュラー・トゥルガウである。同時期に、スイスはレマン湖沿岸で、主に白ワインを生産するブドウ園が拓かれた。
20世紀には、それまでワイン造りが知られていなかった国でのブドウ栽培が活況を呈した。しかしながら、発酵中の温度が高いとワインの出来は不安定になった。より大きな発酵槽を使用すると、発酵時に問題が生じる。酵母は熱を発生するので、熱が逃げにくい大きな発酵槽では微生物の活動が低下する35℃を超える。すると発酵は遅くなり、最悪止まる。そうなるとワインを冷却したあと、発酵を再開するために酵母を新たに添加する必要があるが、そうするとワインの香りに悪影響を及ぼすばかりか、乳酸菌汚染の危険性もある。カリフォルニアでは、発酵中の温度管理技術が発展した。この技術は、白ワインの生産において革命的であった。当時のヨーロッパ産のワインは単にブドウを破砕して造っていたが、それとは正反対にこの技術を用いて作るワインは爽やかで生き生きとした非常にフルーティーなワインになった。1960年から1990年の間に、これらのワイン製造方法はヨーロッパにも持ち込まれ、今や冷蔵設備の使用は白ワインを生産するほとんどの地域で広く使用されている。

### 日本の歴史
日本に最初にワインが伝来した記録は「後法興院記」で、1483年 (文明15年)に、関白近衛家の人物がワインを飲んだという記述があり、おそらくこれが最古の記録であるが、白か赤かは不明である。日本で最初のワイン製造に関する記録は、江戸時代初期の1628年、豊前小倉藩主の細川忠利が家臣である上田太郎右衛門にワイン造りを命じたという記述である。近年の研究で、日本に自生していたヤマブドウを使っていたが、糖度が低いため酵母を付着させた黒大豆を加えていたことが分かっている が、このワインが白であったか赤であったかは分かっていない。しかし、その後の鎖国政策などで日本にワイン製造の文化が根付くことはなかった。
日本で本格的にワイン生産が行われるようになったのは、明治時代に入り、文明開化を受けて洋風文化を積極的に取り入れるようになったことに起因する。これに先駆けて山梨県（旧甲斐国）では江戸時代後期には既に勝沼村（甲州市勝沼町）の一部地域において、商品作物としての甲州葡萄の栽培が主に生食用として行われていた。江戸時代末、これらを元に、甲府在住の山田宥教と詫間憲久の二人の共同出資によってワインの醸造を行ったのが日本の近代的なワイン醸造の先駆けとされている。甲州は白ワイン用ブドウ品種であり、現在のところ日本国内での白ワイン製造が行われた記録としては最古と考えられる。
その後、殖産興業政策の一環として山梨県ではワイン製造が奨励され、1877年 （明治10年）「大日本山梨葡萄酒会社」が設立された。当初は山梨を中心にアメリカ系のブドウ品種 （主に白ワイン品種としてデラウェアや、赤ワイン品種としてアジロン・ダック）の栽培が中心であったが、その後、国策によって味わいがより優れたヨーロッパ品種が全国に導入された。しかし、欧州系品種の導入によって寄生していたフィロキセラ感染による農地荒廃が起き、1885年 （明治18年）に日本のワイン製造の歴史は頓挫した。当時、アメリカ種に拠っていた山梨県だけがこの禍から逃れることができたことが、今日、ワイン製造の文化が最も根付いた地域に成長した礎となった。1939年 （昭和14年）3月に物品税が、1940年 （昭和15年）3月29日に酒税法 (果実酒に関する施行規則)が公布され、徐々に酒造の統制が進んでいった。届出・認可のない自家醸造は「闇酒 (密造酒)」とされ、廃れていった。
戦後、生産に適した地域ではある程度の規模をもったワイン醸造が民生用として再開されたが、輸入果汁や輸入ワインに頼る部分も多く、国内需要も伸びないまま、国内ワインは発展途上と言われ評価は低かった。日本人の嗜好としては、当初はワインの酸味や渋味が全く受け入れられず、長らく蜂蜜など糖分を加えた甘口ワインが主流であり、サントリーの「赤玉ポートワイン」や「ハチブドー酒」のような甘味果実酒であった。
その後、1964年の東京オリンピック や1970年の大阪万博 をきっかけに、本格的なワインに対する一般の認知度が高まり、消費量が伸びていった。国内ワイナリーは欧州に倣った垣根式栽培法を取り入れ、害虫に強いヨーロッパ系新種のブドウ栽培を開始した。1990年代前半までは、日本人には赤ワインの渋みが受け入れられなかったことから白ワインの比率は赤ワインの2～3倍を占めていたが、1997年、ワインポリフェノールによる健康効果などが話題となって赤ワインブームが起き、1998年には赤ワイン60%、白ワイン32%と消費量で2倍の差がついた。その後は、白ワイン、ロゼワインの比率が高まり、現在では白と赤の比率はほぼ変わらない程度に戻っている。その他にも洋酒に関する輸入関税の緩和、食文化の多様化によるブームなどの要因もあり、一過性の増減はあるものの、ワイン需要は伸び続けている。
近年、純国内栽培によるワインも生産されるようになり、国際的な評価も高まっている。2002年からは、山梨県が主導して「国産のぶどうを100パーセント使用して造った日本産ワイン」を対象とする国産ワインコンクール（2015年からは日本ワインコンクールと改称）が始まった。

## 地理的分布

### 製造

#### 気候帯

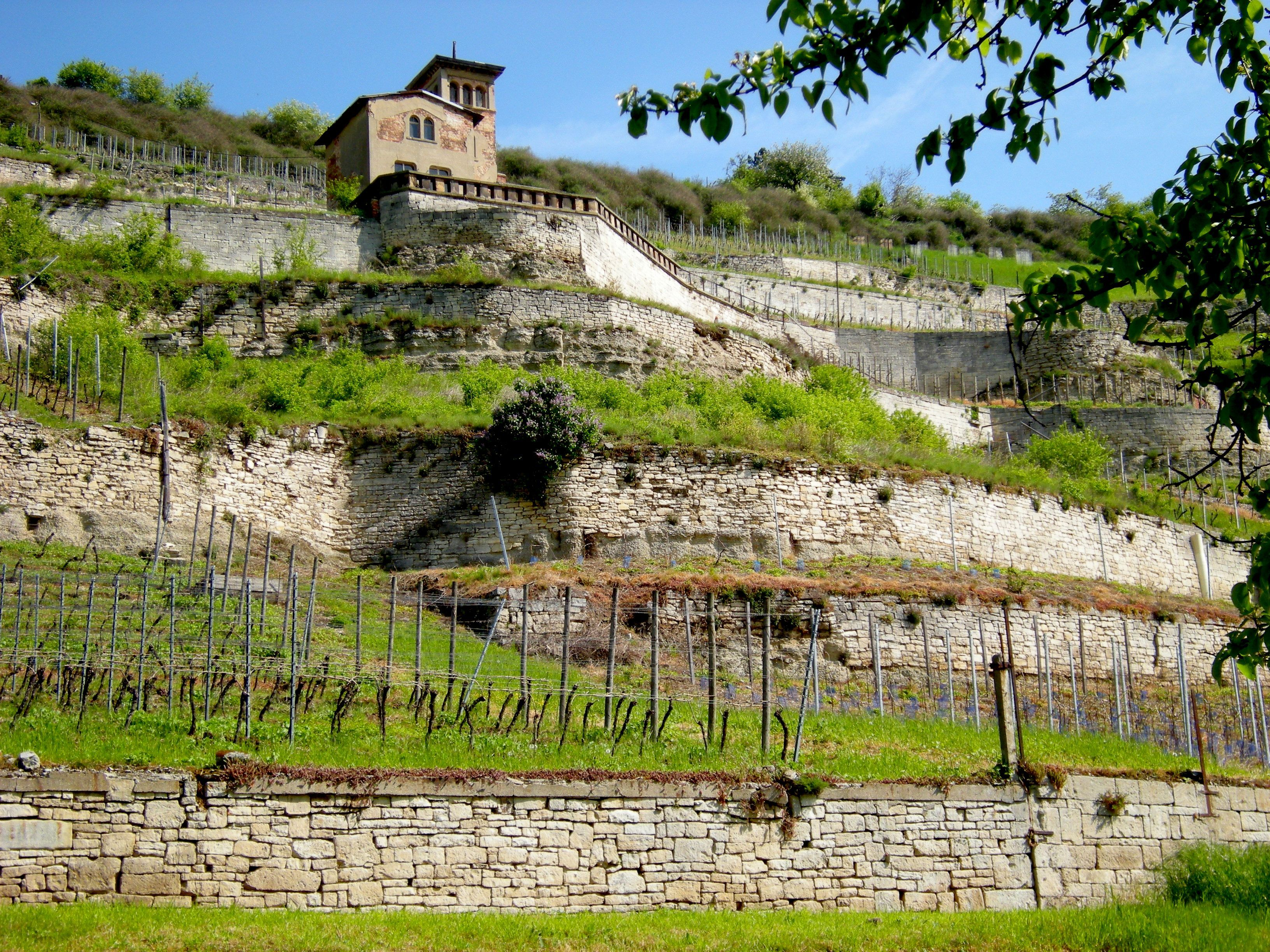
世界で北限の一つであるドイツのブドウ園

多くのワイン生産国で白ワインが生産されているが、白ブドウは搾汁時にタンニンを抽出しないため、タンニンの成熟度は問題にならず、赤ブドウより熟すのに必要な熱量が少なくて済む。加えて、味のバランスは、酸味に起因する顕著な爽やかさに基づいている。辛口白ワインの生産のためのブドウは完全に熟す直前に収穫される。このような条件で作られるため、辛口の白ワインはより北部または山岳地帯のブドウ園でも生産が可能である。
ヨーロッパでは、スイスのブドウ畑（生産面積の50%以上が白ブドウ）、ルクセンブルクのブドウ園（生産地域の93%が白）、ドイツのブドウ園（2006年の生産面積の63.1%）で白ワイン生産が主である。フランスでは、ほとんどの白ワイン が北側半分の地域(アルザス、ジュラ、シャンパーニュ、ロワール渓谷)で生産されている。スペインでは対照的に、カスティーリャ・ラ・マンチャはスペインのブドウ園の50%を占めるが、この熱く広大な地域では主に白ワインが生産されている。カタルーニャ地方では多くの白ブドウが生産され、カバと呼ばれるスパークリングワインに形を変える。カバの生産面積は、カタルーニャ地方の総生産面積65,600ha のうち45,000ha を占める。
アメリカ大陸では白ワインと赤ワインの両方が発展しており、そのうちいくつかは現在世界中で認められている。カナダはワイン生産には明らかに不利な気候であるが、アイスワインついては優れたものが生み出される。カナダは世界最大のアイスワイン生産国である。
暖かい南部地域でも白ワインは生産されるが、生産割合は少ない。また、地中海周辺で作られるミュスカ、マデイラ、マルサラなどのように、ヴァン・ド・リキュールやヴァン・ドゥー・ナチュレル のような酒精強化ワイン（英：fortified wine, 仏：vin muté） が一般的である。

#### 地質帯

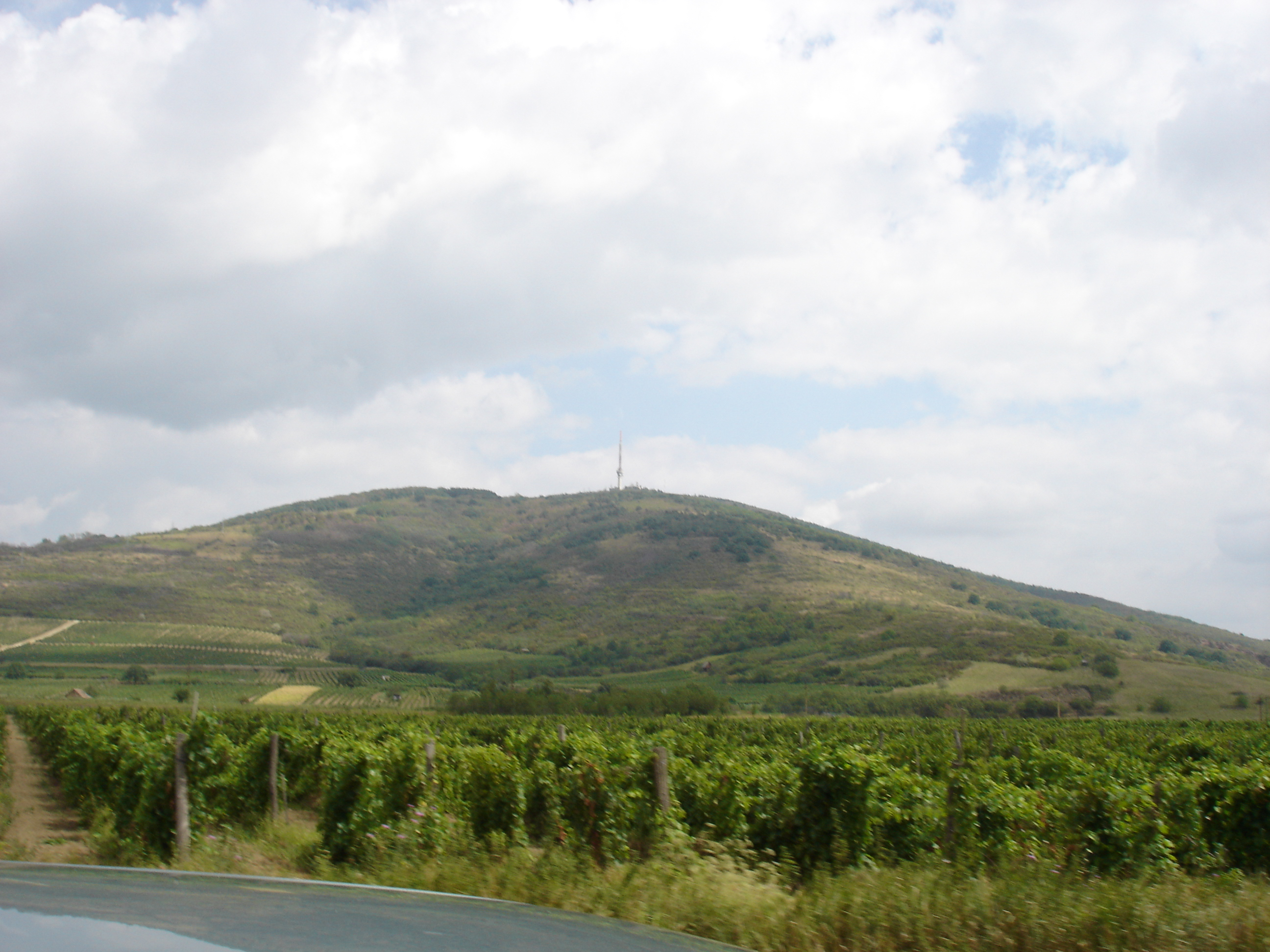
トカイの火山地形

農学者のクロード＆リディア・ブルギニヨン夫妻 によると、赤ワインは石灰岩を基盤とした土壌によく適しているのに対し、白ワインは変成岩（アルザス、モーゼル、アンジュー）や火山岩（ハンガリーとスロバキアのトカイ）の土壌で最も高品質なものが生み出される。
また、白ワインは、シャンパーニュのワイン生産地域の白亜や、シャサーニュ・モンラッシェの珪藻土の表土の下に石灰岩が存在する土壌のような、石灰質土壌を持つ土地でも生産され、これらは世界で最も名高いワインに数えられる。

### 消費
| 国名             | 比率(%) |
| 世界平均         | 40.6%   |
| オーストラリア   | 60%     |
| チェコ           | 60%     |
| ニュージーランド | 56%     |
| ルクセンブルク   | 53%     |
| フィンランド     | 50%     |
| イギリス         | 47%     |
| オーストリア     | 46.9%   |
| アイルランド     | 44%     |
| アメリカ         | 40%     |
| ドイツ           | 39.8%   |
| アルゼンチン     | 39%     |
| イタリア         | 37%     |
| スウェーデン     | 36%     |
| カナダ           | 35.1%   |
| スイス           | 31%     |
| オランダ         | 30%     |
| ロシア           | 30%     |
| ベルギー         | 28.4%   |
| スペイン         | 28%     |
| デンマーク       | 27%     |
| ノルウェー       | 25.1%   |
| チリ             | 25%     |
| ポルトガル       | 25%     |
| フランス         | 21%     |
| 日本             | 46%     |

※日本の国民一人当たり年間消費量は3.2L。

## ブドウ品種

### 世界の白ワイン用ブドウ品種
白ワインを開発するために、数多くの種類のブドウ品種が使用されている。そのうちいくつかは、マーケティング上の努力もあって、高い評価を得ている。特に、以下の3種は「3大白ワイン用ブドウ品種」 と呼ばれることがある。
- シャルドネ :ブルゴーニュ原産の品種であり、当地では長きにわたって村名AOCやプルミエクリュ（1級畑）、グランクリュ（特級畑）などの名前で売られてきた。それとともに、新たな生産地にも拡がっており、ワインはブドウ品種名を付けて売られている。スパークリングワイン、スティルワインのどちらにも使われる。典型的には、他の白ワインと比較して、よりボディーがふくよかで豊かな柑橘類の風味がある。このワインとは、魚料理や家禽料理と合わせることが一般的である。それは、フランスから米国、オーストラリア、南アフリカ、日本に至るまで、非常に幅広い気候と地質をもった地域で高品質のワインが作れるため、世界中に分布が拡がっている[30]。
- ソーヴィニヨン・ブラン : フランス中央部からボルドーにかけてのブドウ園が発祥の地であり、南西部からロワール渓谷に広がっている。アングロサクソンの消費者に注目されたことで、この品種は米国、オーストラリア、ニュージーランド、南アフリカでも栽培されるようになった。野菜やミネラルのアロマが特徴であり[a 4]、やや平坦でフルーティーさには欠けている傾向にある。顕著な香りとしては、青リンゴ、ナシ、グースベリーなどの酸味のある青い果実から、メロン、マンゴー、ブラックカラントなどのトロピカルフルーツに至るまでさまざまである。一般的に、シーフード、家禽料理、サラダとペアリングされる。
- リースリング : ドイツ、アルザス、スイスにまたがる地域発祥の品種である。収量を抑え、大陸性気候のもとで栽培すると、さまざまな土壌で高い品質のワインを作ることができる[a 5]。この品種は他の白ワインと比較してはるかに軽く、典型的には青リンゴのアロマを有する。一般的にリースリングと相性が良いとされる料理は、魚、鶏肉、豚肉である[31]。

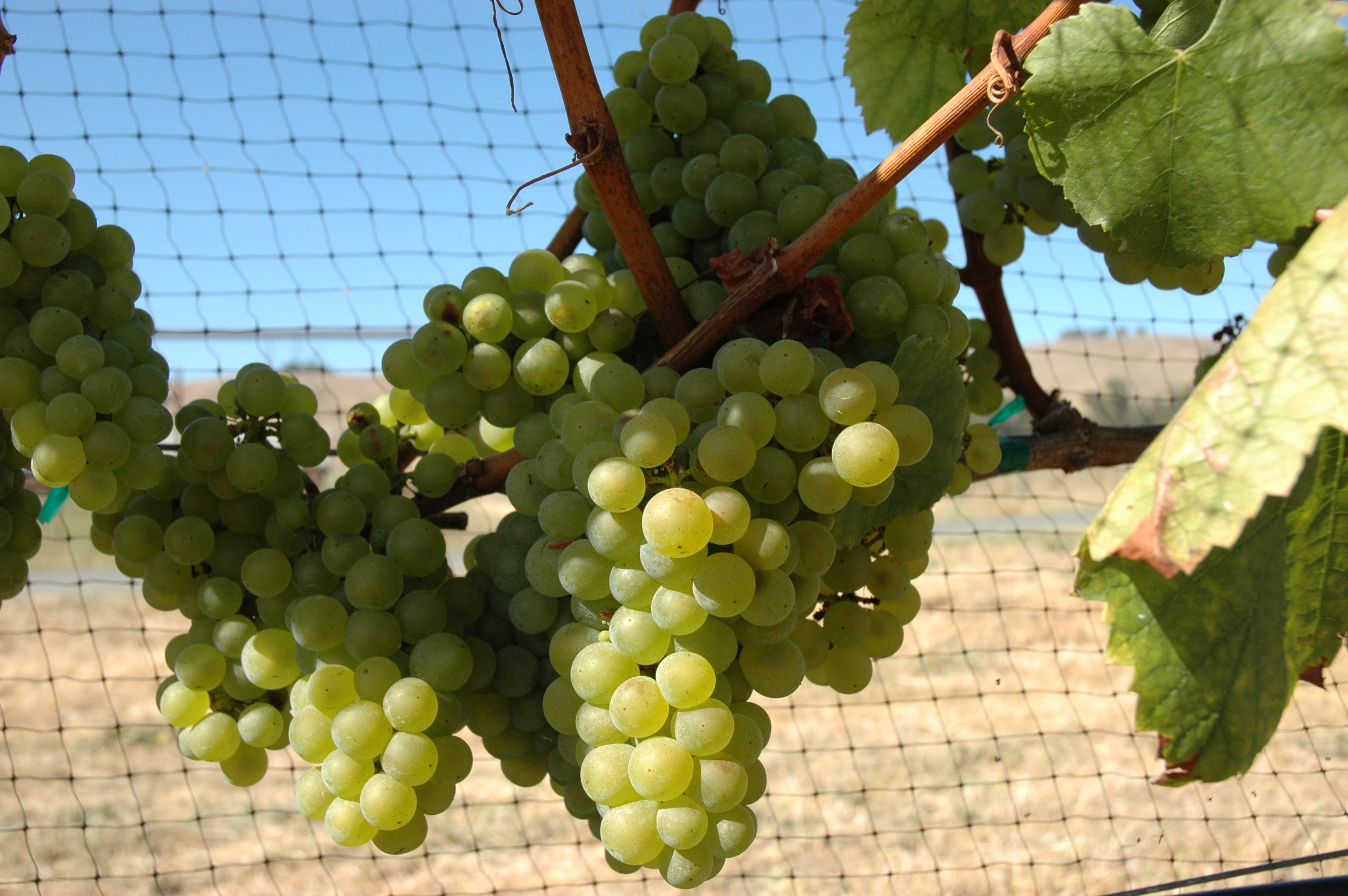
シャルドネのブドウ
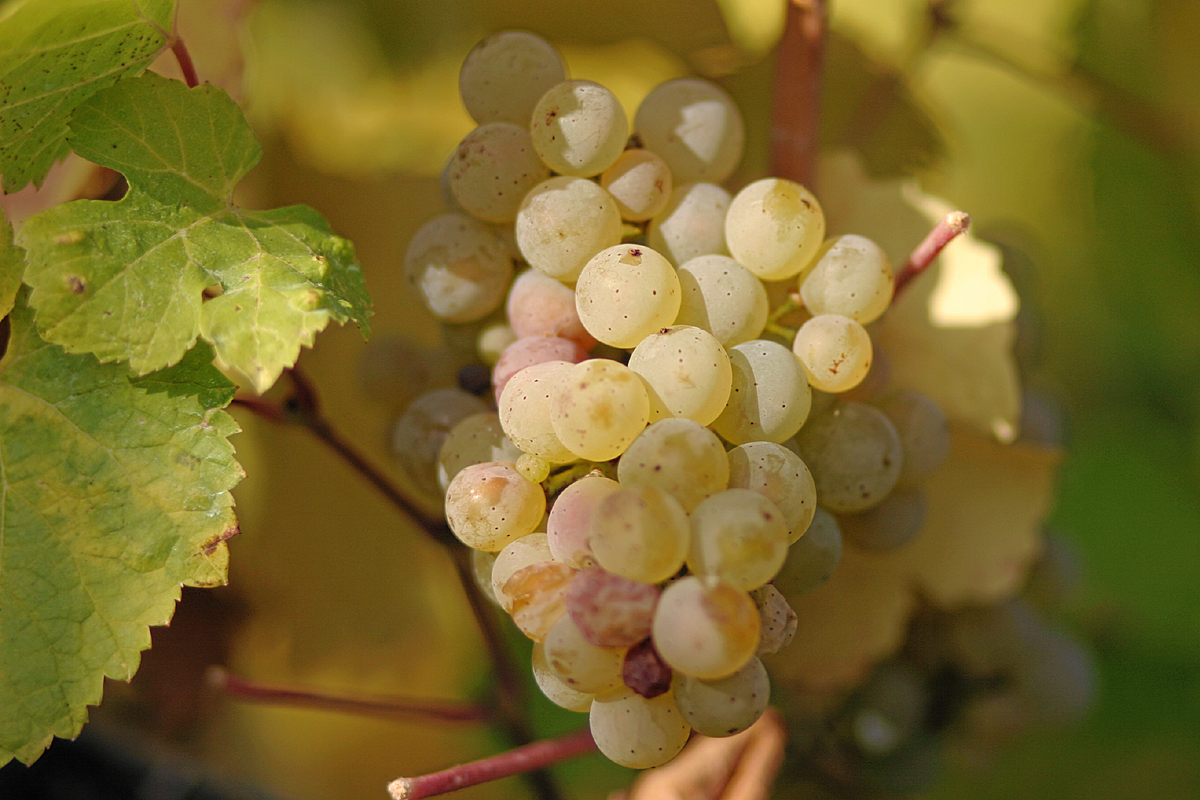
ドイツのリースリングの成熟したブドウ
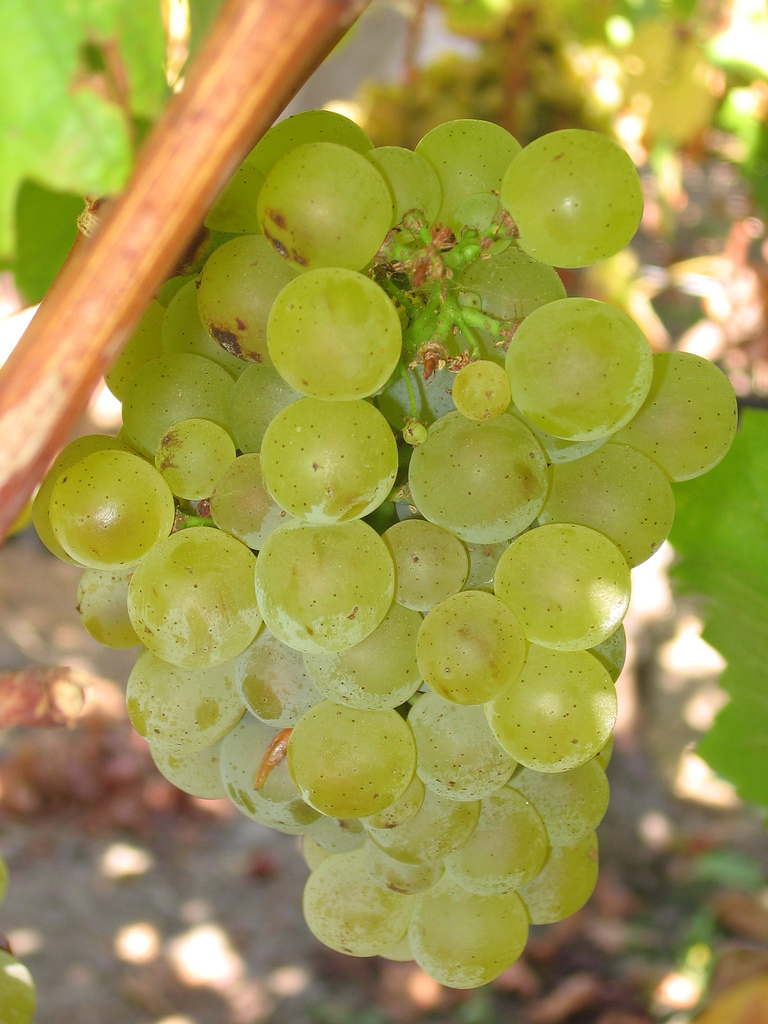
ソーヴィニヨン・ブラン

その他、代表的な品種には以下のようなものがある。
- マスカット : 独特の香りを持つ品種群 (作家のピエール・ガレ[32] によると150以上)である。典型的にはイタリアやオーストリアで栽培され、甘くてフルーティーな味わいである。食事と合わせず、ワインだけで飲むのが最高であるとされる。
- シュナン・ブラン : フランスのロワール渓谷のブドウで、南アフリカでも栽培されている。土壌に応じて、非常にフルーティーなワインから時にはミネラル感の強いもの、辛口ワインから甘口ワインまでさまざまなワインを生む。長期熟成に向く品種であり、貴腐ワインにもできる[a 6]。
- セミヨン : ボルドーのブドウ園発祥のブドウで、貴腐化しやすい性質があるため、ボルドーとベルジュラックの甘口ワインにおいては主要品種として使われる[a 7]。イチジクのような香りの特徴を持ち、強いベリーのような風味を醸すためにソーヴィニヨン・ブランと組み合わせることも多い[33]。
- トレッビアーノ・ビアンコあるいはユニ・ブラン : イタリアのブドウ品種であり、中性的なワインになる。フランスでは通常、蒸留してコニャックやアルマニャックを生産するのに、この品種からなるワインが用いられる[a 8]。
- ヴィオニエ : フランスのローヌ渓谷のブドウで、2000年代からカリフォルニアに植えられている。非常にフルーティで複雑なワインを産む[a 9]。
- ミュスカデ：ムロン・ド・ブルゴーニュとも呼ばれ、ブルゴーニュ原産であるが、現在では専らロワール川下流域のナンテ地方で栽培される。澱と共に熟成させるシュル・リー製法が採用されることが多く、軽快な白ワインになる[28]。
- アリゴテ：ブルゴーニュで栽培されるが、ブーズロン村以外ではAOCに指定されていない[34]。酸味が極めて強い品種であり[35]、カクテルのキールに使われることも多い[28]。
- シルヴァーナー：ドイツで広く栽培される他、フランスのアルザス地方でもシルヴァネールの名前で栽培されている[35]。スモーキーな香りがあるといわれる[28]。
- アルバリーニョ：スペインやポルトガルの西側の沿岸地域で栽培されている。柑橘類やヨードの香りを持つ、軽やかでドライなワインを生む[35]。

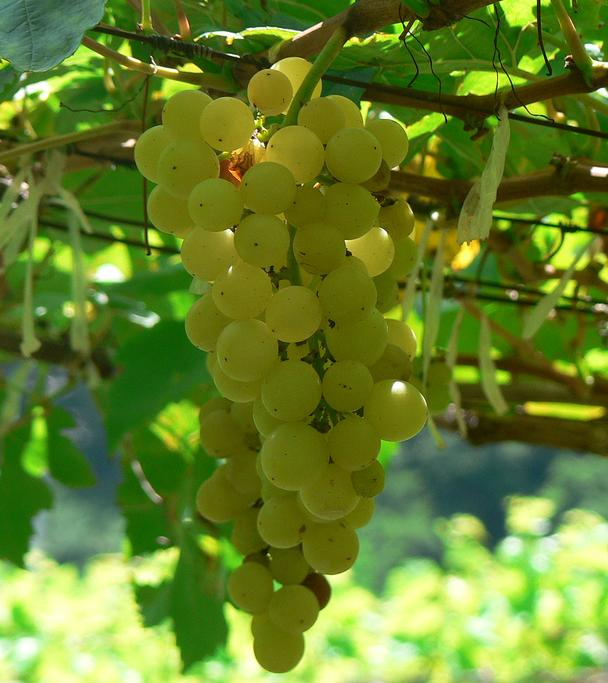
シュナン・ブラン
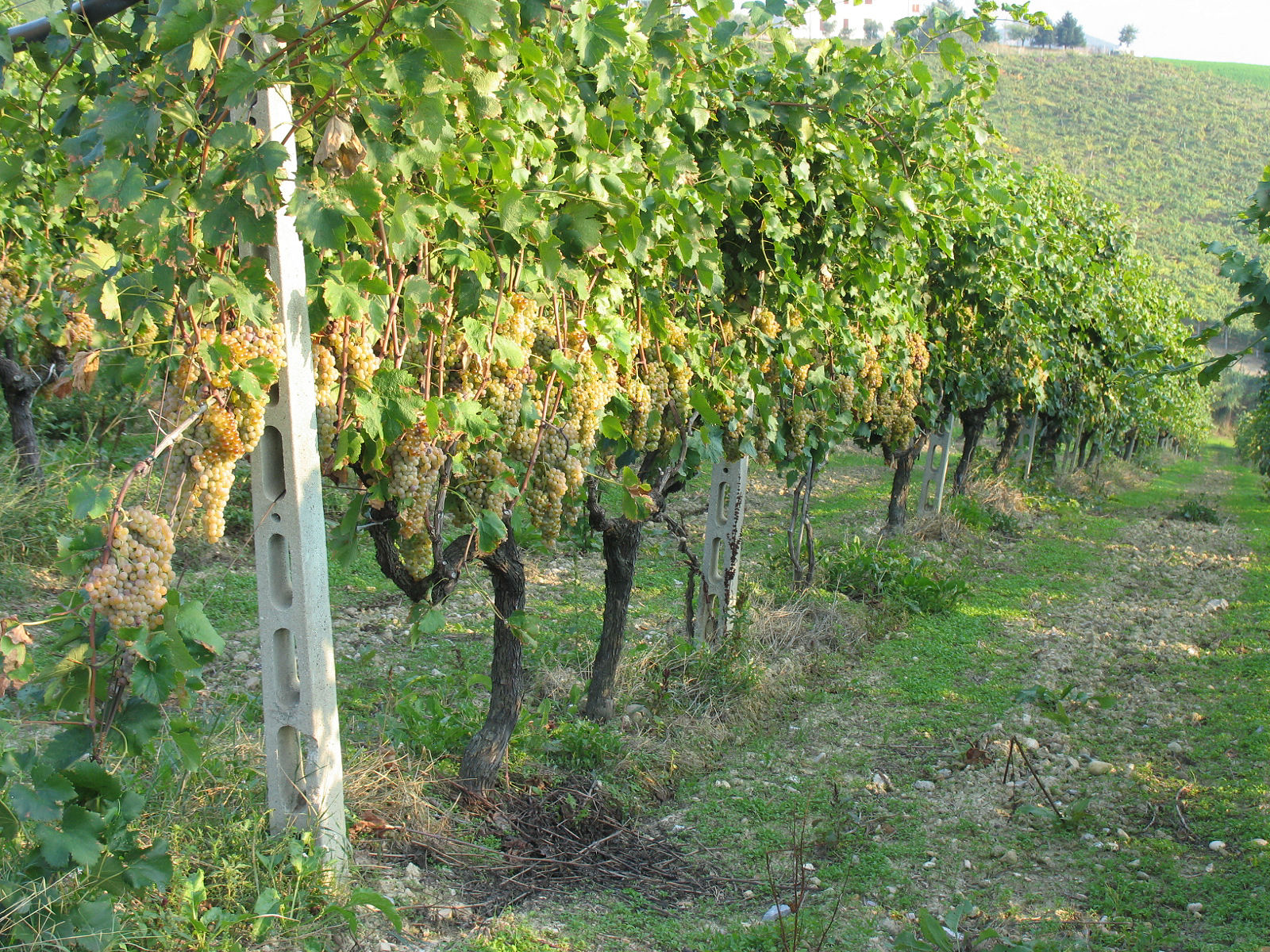
トレッビアーノ・ビアンコあるいはユニ・ブランB
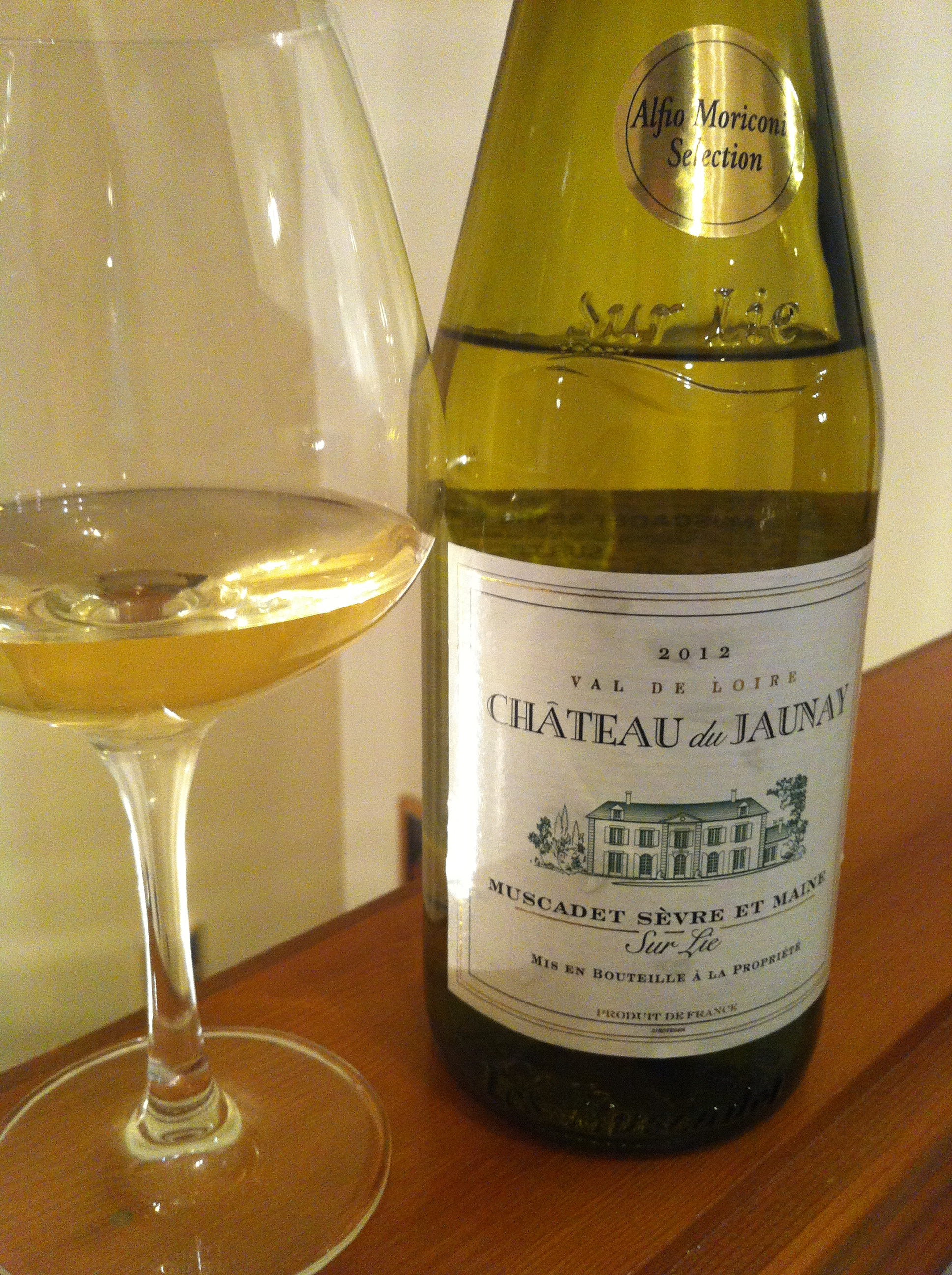
ミュスカデ種のワイン

また、白ワイン用品種の中には、皮が薄く色づいているものもある。
- ゲヴュルツトラミネール : このブドウはピンク色の皮を有すが、醸造されるワインは白である。典型的にはピンクの花とライチを想起させるアロマを持つ非常に芳香の強いブドウである[36]。アルプスの至る所で栽培されている。フランスの品種トラミネールが香り豊かに変異した品種である（ドイツ語でgewürztは "スパイス"を意味する）。
- ピノ・グリ あるいはピノ・グリージョ: イタリアのヴェネツィア地方に広範囲に植えられている。ブドウの色は、黄銅色からライトピンクまでのばらつきがある。イタリアでは、典型的に爽やかでフルーティーな風味を有し、多彩な食事とペアリングが可能である。対して、フランスのアルザス産のものはフルボディで複雑性を持つワインが多い[28]。
- ピノ・ノワール : 一般的には赤ワインの醸造に使われる黒ブドウであるが、シャンパンやイタリアのフランチャコルタ、スペインのカバのようなスパークリングワインでは白ワイン用に使われることがある。シャンパーニュではピノ・ノワールの変異種であるピノ・ムニエ（英語版）も使われる[34][37]。

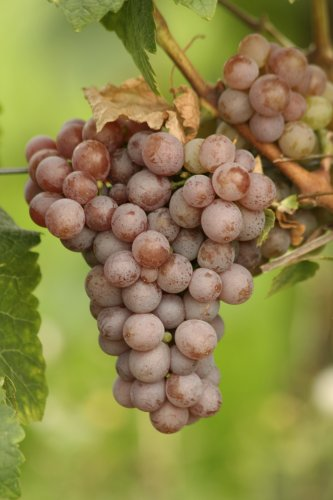
白ワイン生産用の品種であるゲヴュルツトラミネール。皮は薄いピンク色に色づいている
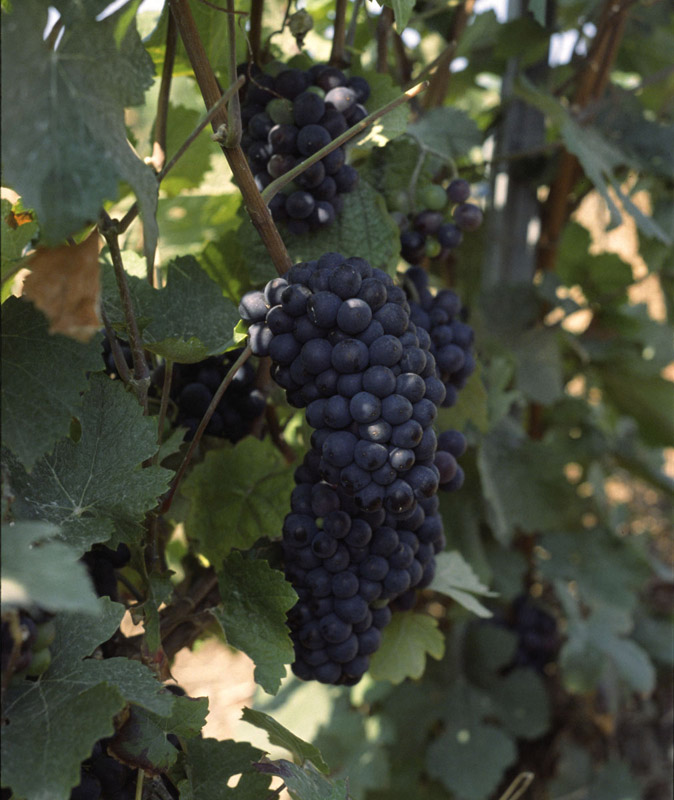
白やロゼのシャンパンに広くvinum francium使われている黒ブドウ品種のピノ・ムニエ
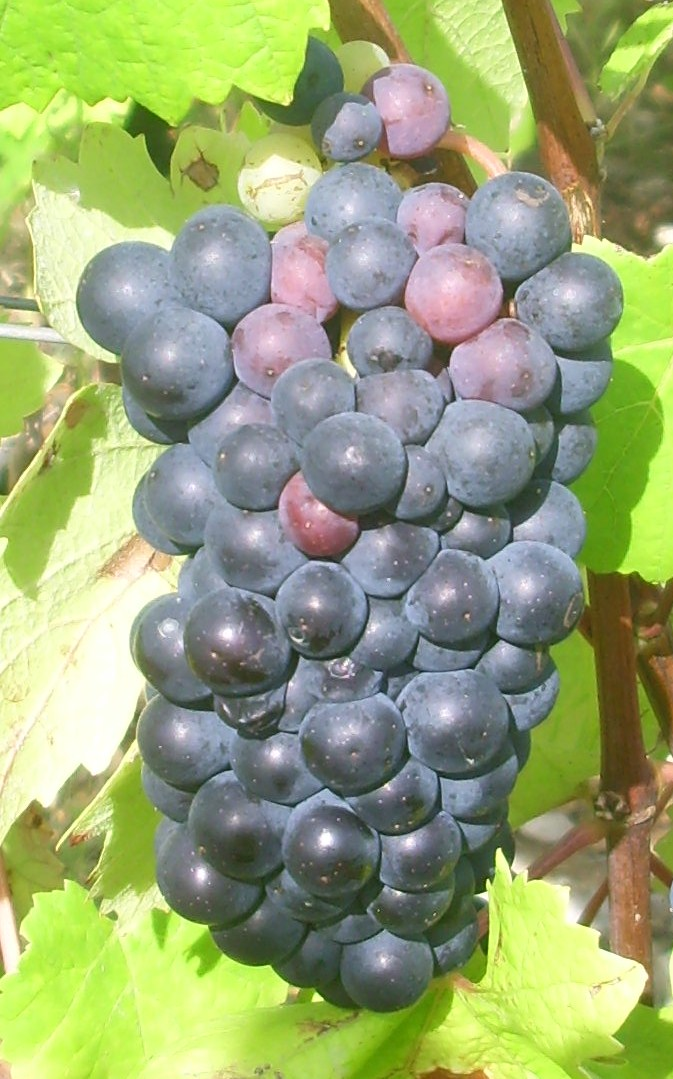
黒ブドウ品種のピノ・ノワール。シャンパンなどでは白ワイン用としても使われる。

### 日本の白ワイン用ブドウ品種
日本では、日本固有種も含め、いくつかの品種で白ワインの生産が行われている。:
- 甲州 : ヨーロッパブドウに属するがいつ日本に伝わったかは分かっていない。山梨県固有品種で、95%以上を山梨県で生産する[16]。灰色系ブドウで藤色～エビ茶色の皮を持つ。元々は生食用であったが、日本のワイン醸造の発展とともに醸造用に使われるようになった。ややピンクの液色で、酸味と香りは突出した個性がない。
- ナイアガラ  : アメリカ原産のブドウ品種。1893年 （明治26年）に日本に伝わった。生食用が多く、長野県、北海道、山形県などで生産されている[16]。フォクシー・フレーバーが強い[38]。粒は小さく、果汁が豊富で風味がよい[39]。
- デラウエア : アメリカ原産のブドウ品種。1872年 （明治5年）に日本に伝わった。主に山形県、山梨県で生産されている[16]。粒は小さく、香りは控えめだが、果汁が豊富で糖度が高いため[39]、甘口で若いうちに飲むワインに適している[38]。

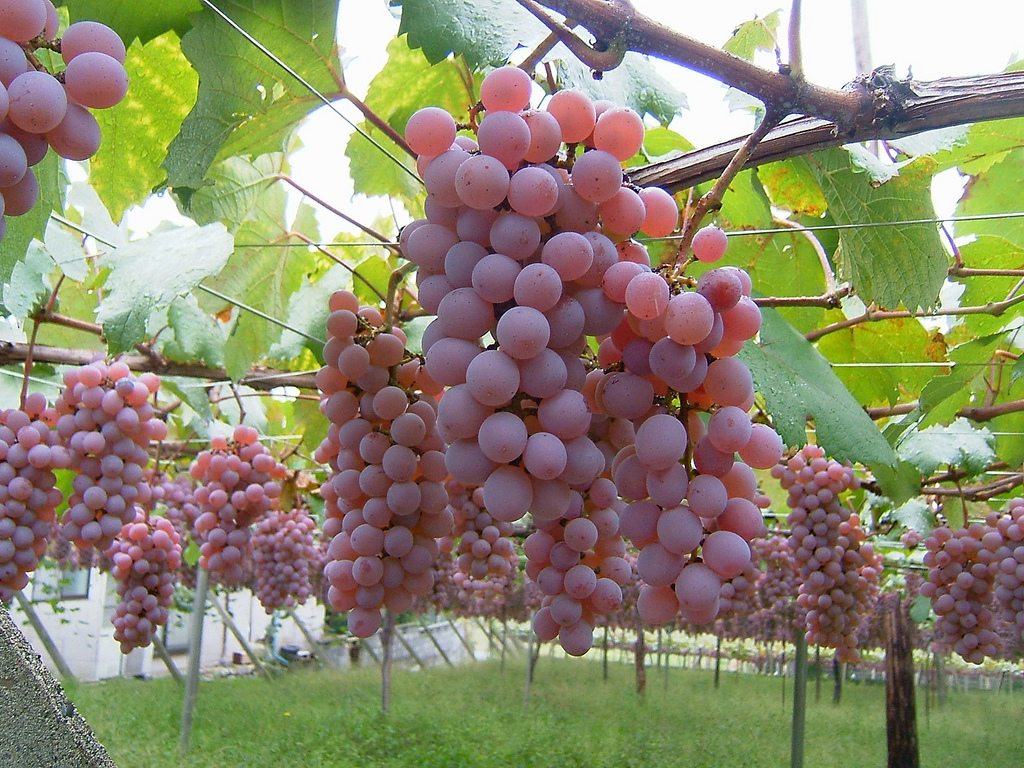
勝沼の甲州のブドウ畑
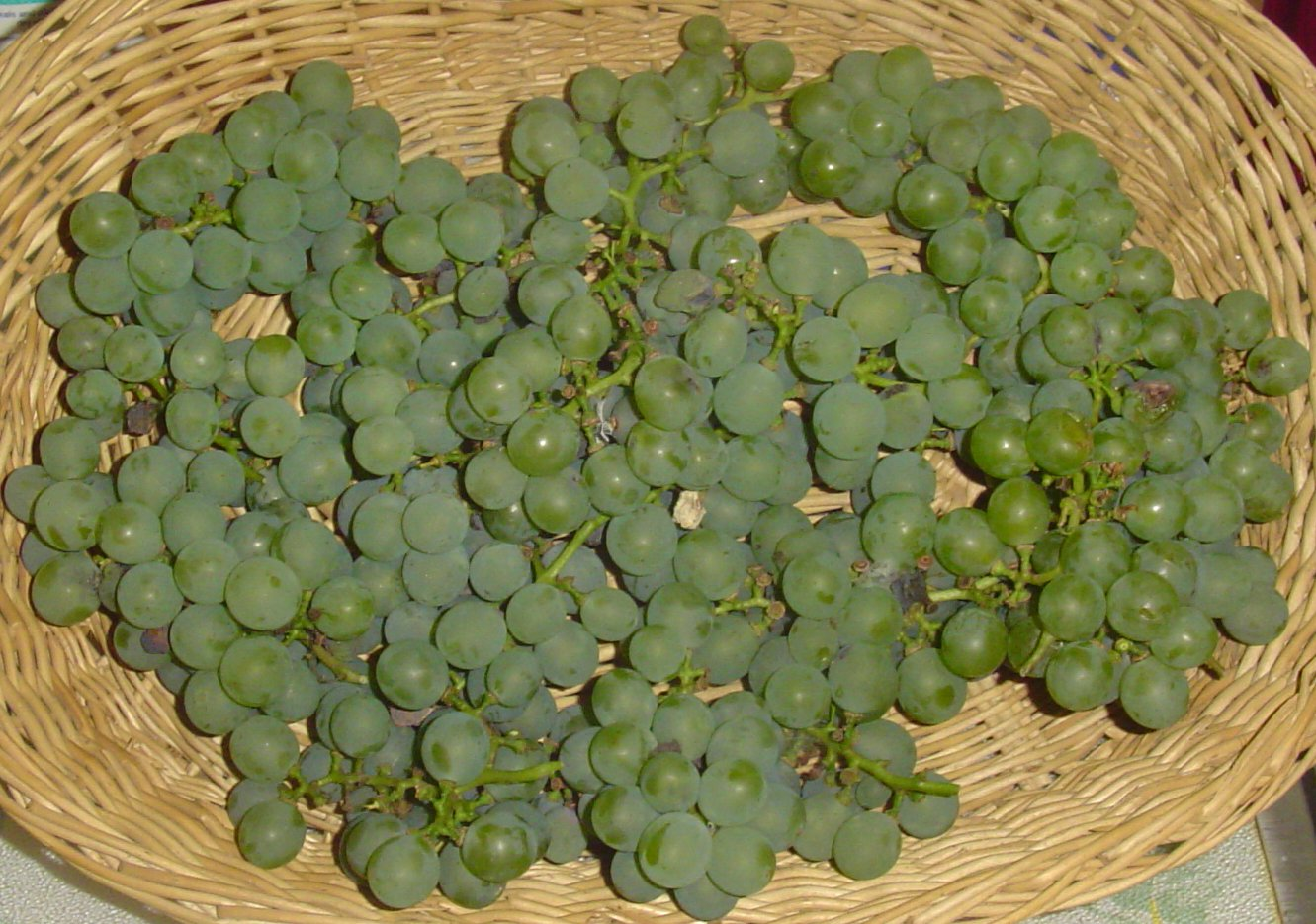
ナイアガラ
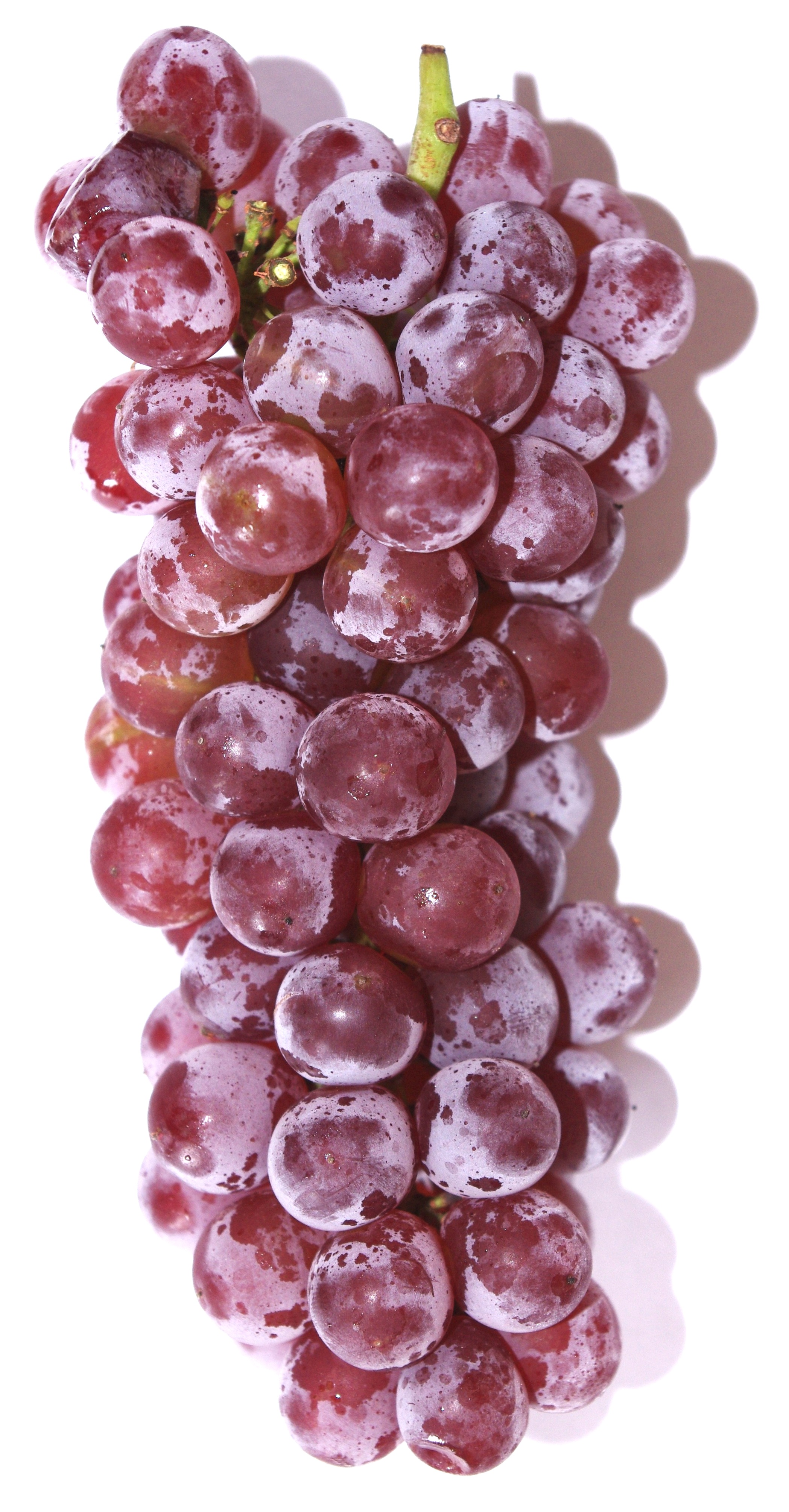
デラウエア

## ブドウおよびムストの成分

### 梗
梗は、ブドウの果実を支える草本の枝である。これは水分を約80%含み、3%の可溶性ミネラル （うち半分がカリウム）およびポリフェノールなどからなる。ポリフェノールは主にタンニンであり、苦味と渋味（収斂味）の原因となる。白ワインの生産では、茎は有用な部分を含んでいない。水分がムスト を薄めるうえ、タンニンの存在も望ましくないからである。このため、収穫後速やかにブドウを振り落すか圧搾することで梗は除去される。

### ブドウ果実

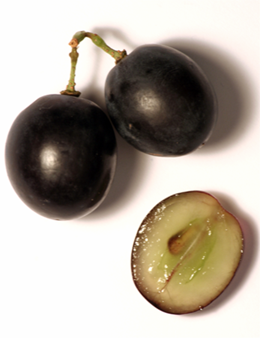
白い果汁と有色の皮のブドウ果実の部位

ブドウの果実は皮、果肉、種子で構成される。種子は硬く、果実全体の2 - 5%の重量を占める。種子は25 - 45%の水、34 - 36%の炭水化物、13 - 20%の脂肪 （グレープシードオイル）、4 - 6%のタンニン、4 - 6.5%のタンパク質、2 - 4%のミネラル、および1%の脂肪酸を含む。種子はプレス時に取り除かれているため、白ワインの醸造では特に何の役割も果たさない。圧搾時に種の成分を抽出するほどの圧力がかけられるわけでもない。

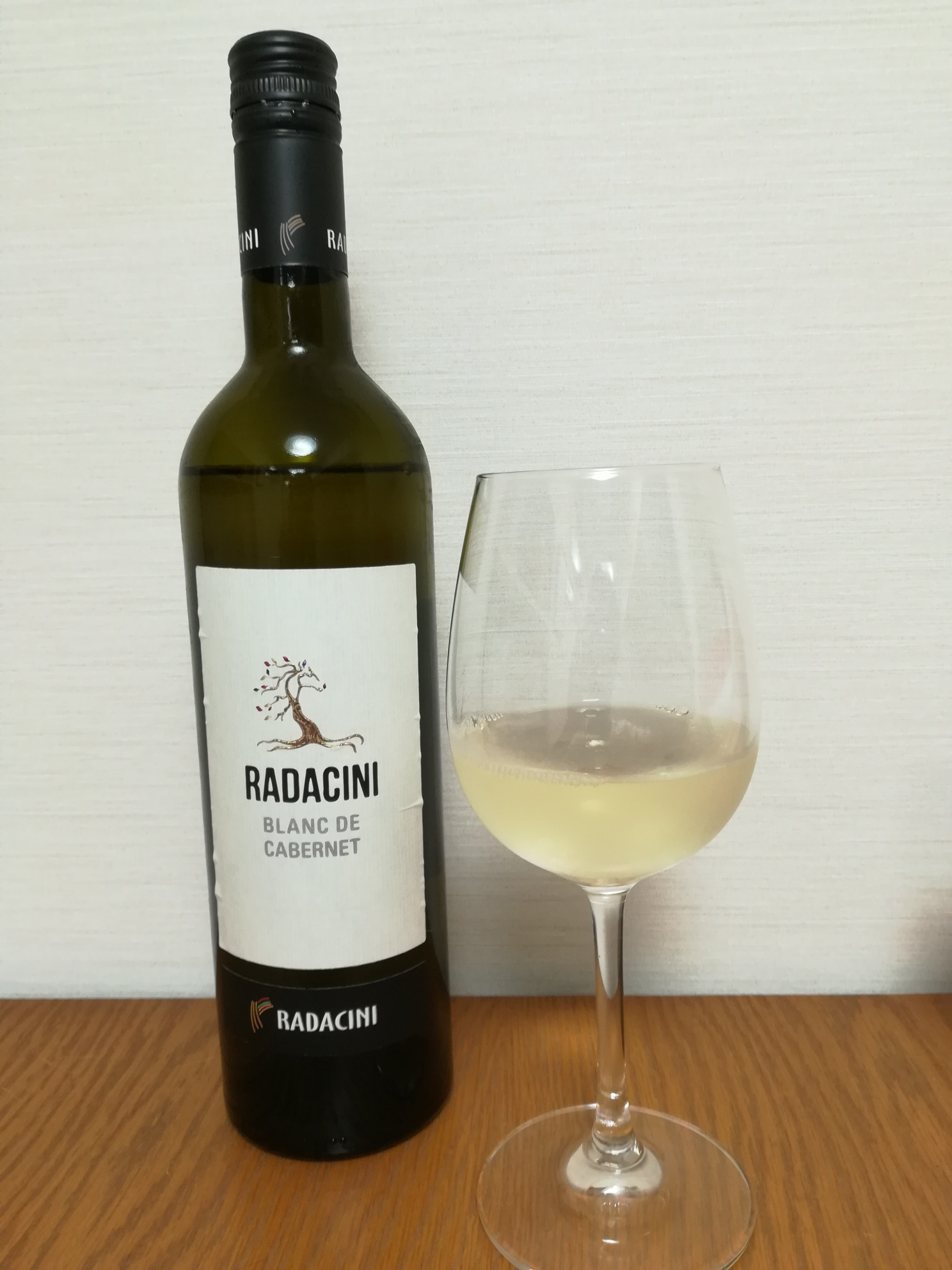
カベルネ・ソーヴィニヨン種から作られた白ワイン。一般的には赤ワインの製造に用いられるような黒ブドウ品種からも、果汁だけを発酵させることで白ワインを作ることが可能である。

皮は果実全体の6 - 12重量%を占める。皮は、ブドウの色に艶消し効果を与え、発酵の要因となる酵母を含んだワックス状の保護物質であるブルームで表面をコーティングされている。ブドウの皮には揮発性化合物も含まれている。これらはブドウの香りの原因物質であり、発酵中にワインの香り成分に変化するため「アロマの前駆体」といわれる。赤いブドウでは、この層にはアントシアニン類または明るい色から赤紫色の色素が含まれている。赤いブドウから白ワインを生産するには、ブドウ果汁にアントシアニンが溶出するのを避けるため、マセレーション（浸漬）をしない、あるいは収穫物をあまり強く圧搾しない、といった必要がある。皮にはセルロース、不溶性ペクチン、タンパク質、有機酸 （クエン酸、リンゴ酸、酒石酸）が多く含まれている。ソーヴィニヨン・ブランBのブドウの皮は、pH約4.15を示す。また、タンニンは2 - 3%含まれている。
ブドウの果肉はワイン醸造において最も重要な部分であり、果実全体の重量の75 - 85%を占める。果肉はワインの主要な要素であり、液体の割合が最も高い部分である。香り成分は皮よりもはるかに少ない。果肉は非常に薄い細胞壁を持つ大きな多角形の細胞からなり、小さな圧力で細胞から中の果汁が漏れ出す。ブドウの果肉の大半は水分である。有機成分は、発酵に関わる糖分（辛口ワインで1Lあたり170 - 230g、甘口ワインでは1L当たり200 - 300gかそれ以上）および有機酸、特にリンゴ酸および酒石酸である。酸は果実の中心部により多く存在し、一方、糖は外側に高濃度で存在する。果実中の糖、酸および無機化合物の分布が場所によって異なることは、特にシャンパンの製造において、圧搾時に利用される。圧搾工程では、最初に得られる果汁をキュベ (cuvee)、次いで得られるのが第1および第2のタイユ (tailles)、最後にはAOCワインを製造するには不十分な品質となるレベシェ(rebeches)に分離される。

### 果汁
白ワイン製造の場合、用いられる果汁は単純にブドウ果実を圧力によって搾ったブドウジュースである。

#### 糖類

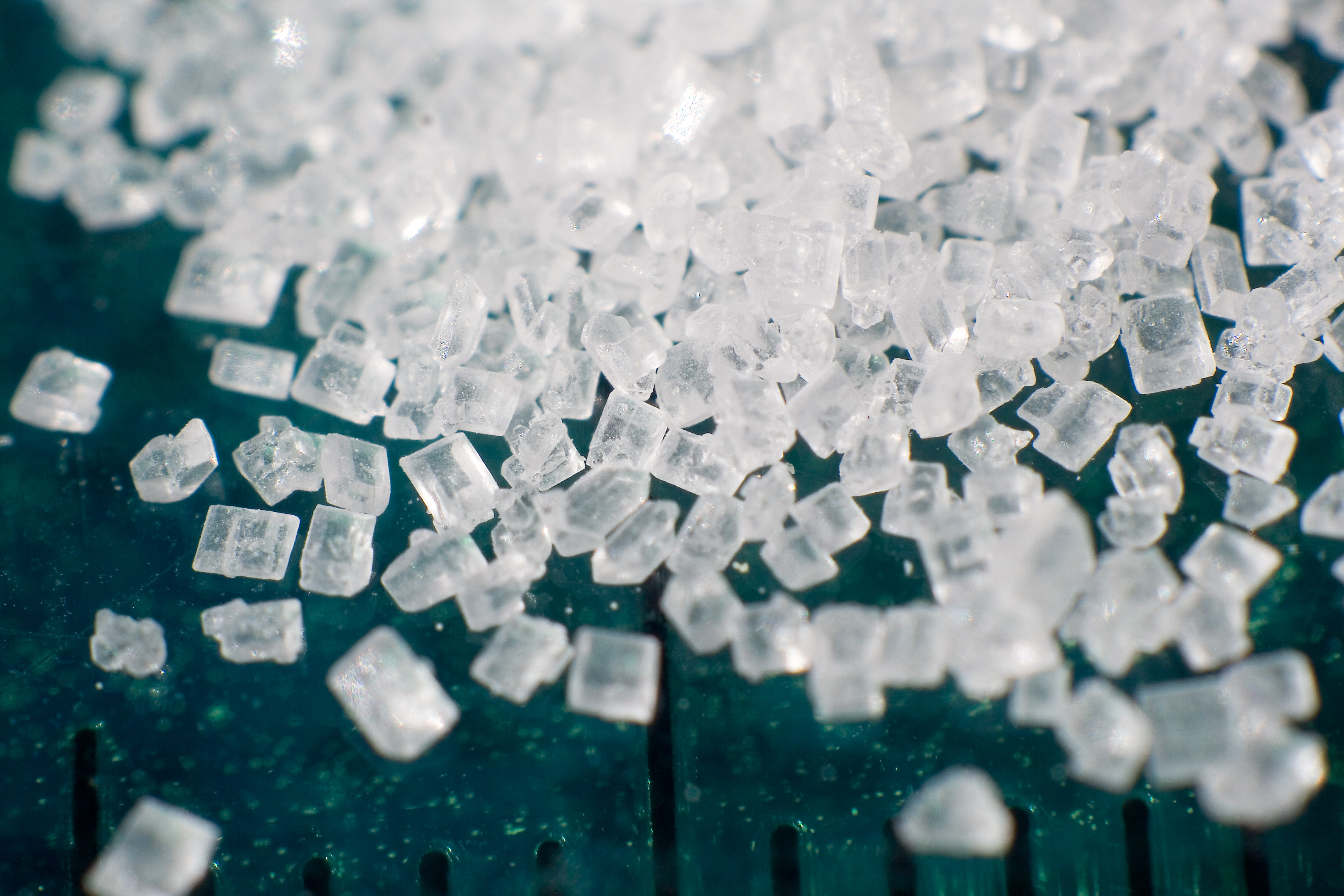
精製された結晶スクロース (補糖に用いられる糖類)

糖類は光合成に由来する炭水化物である。スクロースは葉の中で作られ、植物の体内に流れ込み、そこでグルコースとフルクトースに分解される。そしてブドウが成熟するにつれて果実中に蓄積される。多くの異なる糖が共存するが、最も一般的なものがグルコースおよびフルクトースであり、これらは酵母の嫌気発酵中でアルコールに変わる。この2種の糖はちょうど等しい量存在する。発酵の完了を確認するには、化学分析（グルコースおよびフルクトースは還元糖であるためフェーリング試薬と呼ばれるアルカリ性銅溶液と反応する）、酵素法、または赤外分光法によって定量的に分析する手法がある。
その他の糖類は全く発酵性がない。酵母が発酵の際糖を消費した後の非発酵性糖類（酵母によって発酵に使われないアラビノースおよびキシロース）)の量は0.5 - 1.7g/Lである。糖類は、酸やアルコールによる刺激を緩和させるなど、味のバランスを取る役割を担っている。

#### 有機酸

ワインの主要な有機酸であるL型酒石酸の分子式

ワインに含まれる有機酸は、主にリンゴ酸および酒石酸である。酒石酸はブドウ由来の特徴である。葉の中の含有量は5-7g/Lである。リンゴ酸は未熟な緑色のブドウに含まれており、その含量は成熟とともに低下し、収穫時には2-7g/Lが含まれる。含有量は品種や土壌の違いによって幅が広いうえ、高温で分解が進むため暑い気候では含有量は低い。その他、クエン酸、アスコルビン酸、α-ケトグルタル酸、フマル酸、ガラクツロン酸、クマル酸などの多くの酸が少量含まれている。これらの量の変動は果汁のpHを変化させる。白ワインのムストは、一般的にブドウの成熟度があまり進んでいないため、赤ブドウのムストよりも酸性度が高い。

#### ビタミン
ビタミンC（アスコルビン酸）はブドウに存在し、ムスト1Lあたり50mg含まれている。ビタミンCは果汁の酸化を防ぐ作用がある。酸素の存在下で過酸化水素を生成するが、この反応によって果汁中の酵素から酸素が奪われるため、ワインが酸化しなくなるのである。1962年以来、ワインの安定化を目的とした瓶詰時のビタミンCの添加が、最大15g/hLまで許可された。2000年代後半の実験では、ビタミンCを新鮮なブドウの果実や果汁に添加する手法の確立が試みられた。
ビタミンB1（チアミン）は、0.2 - 0.5mg/Lの濃度で存在する。このビタミンは、酵母の増殖を適切な状態に維持することで確実にアルコール発酵させるために不可欠である。健全なブドウの果汁では、自然に含まれる量で酵母にとって十分である。一方、灰色かび病による汚染され収穫物が不健全な場合、このビタミンの分解が起こるため、ワイン製造者は果汁を確実に問題なく発酵させるためにチアミンを添加する場合が多い。果汁が非常に澄んでいたり、発酵温度が低温であったりすると、酵母は限られた範囲でしか働かないため、チアミンの添加は発酵をきちんと完了させるのに役立つ。フランスでは、法律により添加量は30mg/hLに制限されている。

#### ミネラル
果汁にはミネラルも含まれている。ナトリウム、カリウム、マグネシウムが最も一般的である。カリウムおよびカルシウムは、酒石酸との塩を形成することがあり、ワインのpHによっては酒石酸カリウムおよび中性の酒石酸カルシウムを形成する。そのため、これらの溶解度を超えると沈殿を生じるため、果汁の酸性度が低下する。酸が不足しがちな温暖な南部の地域では、余計な酸性度低下の原因となることもある。

## ワイン製造
白ワインは白ブドウや黒ブドウから作られる（ただし、果肉の色は白でなくてはならず、有色の果肉を持つタンテュリエ（仏：Teinturier、有色の果汁の意）と呼ばれるブドウは使えない）。収穫されたら、ブドウは圧搾され、果汁だけが抽出される。果汁は発酵のためのタンクに入れられ、そこでブドウに存在する酵母によって糖類がアルコールに変換される。

### ブドウの収穫
ブドウをどこまで成熟させるかは、最終製品であるワインをどのようなものにするかによって変わってくる。甘口白ワインの場合、酒精強化するか否かにかかわらず、糖度は重要な基準となる。白の辛口ワインの場合には、技術的に熟度が計算され、果実は糖度が完熟する直前（通常は8日前）に収穫される。この時点で収穫することで、糖度と酸のバランスが最適になるのである。さらに、酸度が低いと、できあがるワインはアルコール度が高すぎ、鈍重なものになる。香りにも新鮮さや鮮やかさがなくなる。
伝統的には手摘みで行われる房全体の収穫は、必ずしも品質が優れているわけではないものの、経済的な理由からブドウ収穫機を用いて同じことを行う例が増えている。ブドウは傷みやすいため、醸造所への迅速な輸送、もしくは酸化を防ぐ必要がある。ブドウ園と醸造所の間の輸送時間が長い場合、収穫物を冷蔵し、窒素またはドライアイスを用いて酸素に触れさせないような処置も行われることがある。

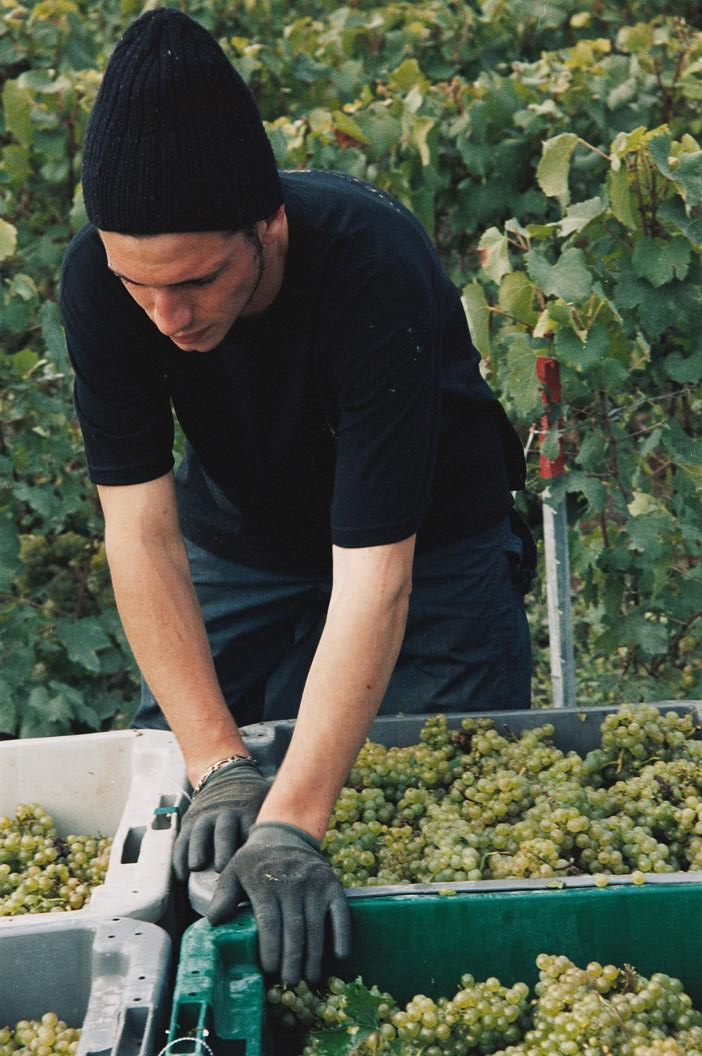
シャンパーニュの手摘み収穫
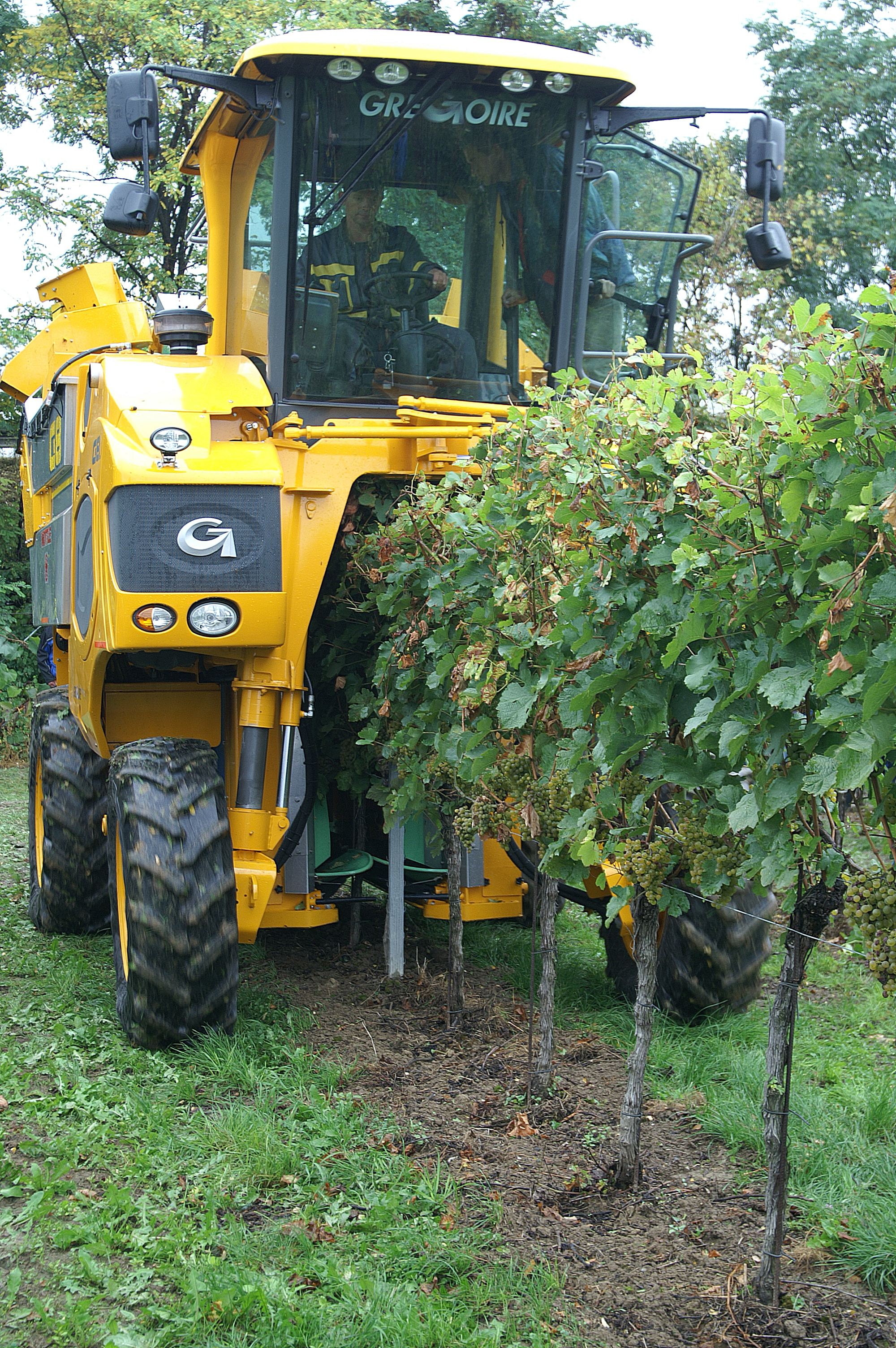
自動収穫機による作業
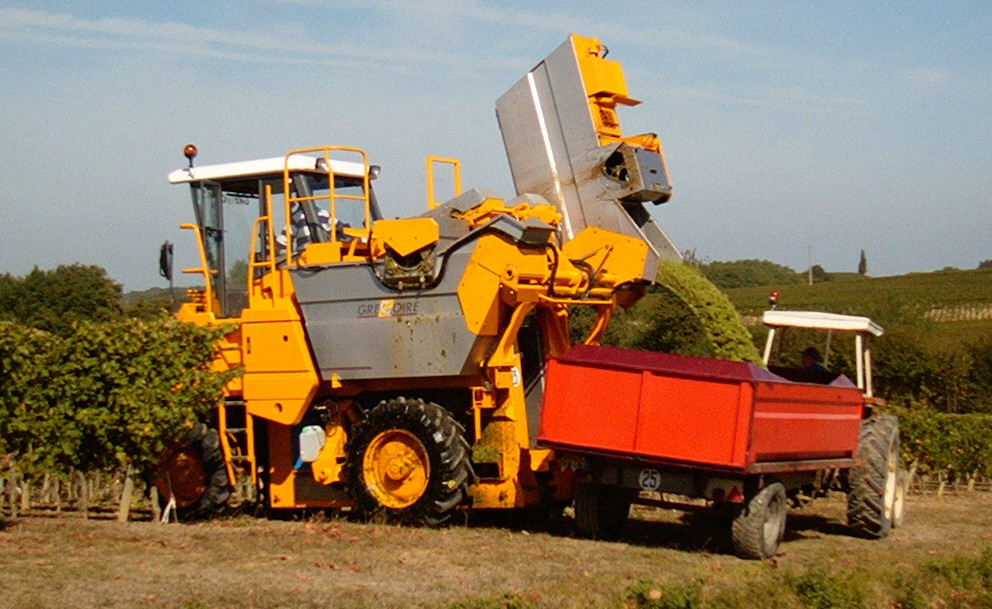
収穫機で収穫されたブドウはトレイラーに空けられる

対して甘口ワインでは、最適な収穫を行うためには、果実が最適な熟度に達したか、もしくは貴腐の影響を受けた房のみを摘まなくてはならず、手摘みでの収穫が必要であり、かつ摘み手には熟練が求められる （セレクション・ド・グラン・ノーブルの場合）。スパークリングワインでは手摘みが推奨されており、果皮に色がついたブドウからの白ワインを作る場合には必須である。

### 発酵前の調整

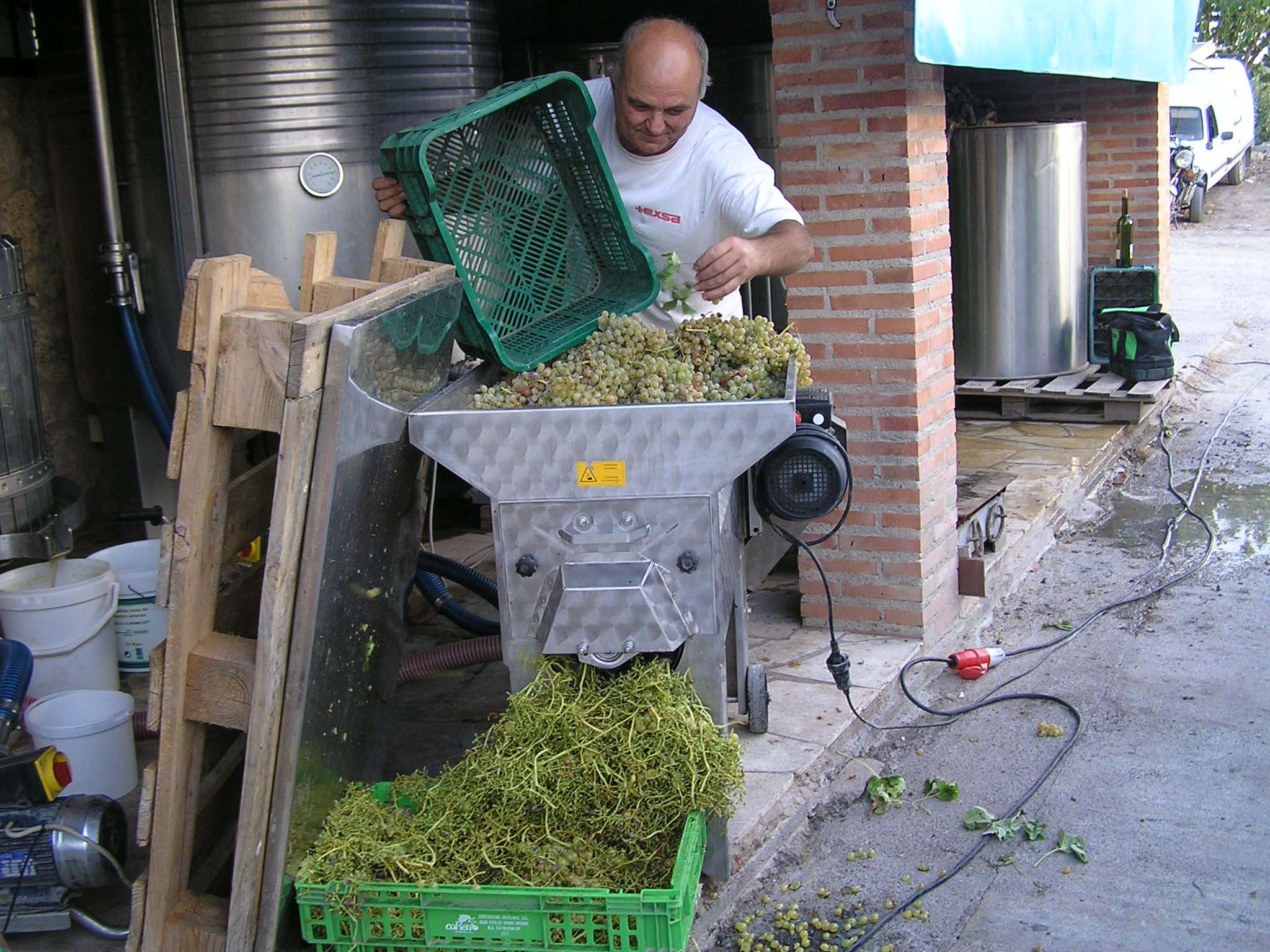
除梗のための小型の振とう機

ワイナリーでブドウを処理する最初の段階は、醸造に必用な果汁を不要な部分から分離することである。ここから続く工程は、できあがるワインの品質を大きく左右する。ブドウの房は通常揺すられながら潰される。適度に潰すことにより、果実を破裂させ、果汁と果肉を放出させる（黒ブドウから白ワインを製造する場合には、果実の早すぎる破砕はムストが着色する原因となるため、この工程は使用できない）。揺さぶったり除梗することで、ブドウの房から梗を分離すると、圧搾時にワインに草の匂いが着くのを防ぐことができる。皮は破砕されず、果汁は透き通った黄色のままである。
ブドウの品質が良ければ、白ブドウの皮を果汁に浸漬させるマセレーション（スキンコンタクト） を行うことができる。発酵前にマセレーションを行う場合、一般的に発酵の開始を遅らせるために温度制御が行われる。マセレーションでは、主に皮に含まれるブドウ品種に固有なアロマおよびそれらの前駆物質をより抽出するために行われる。コロイド（大きなペクチン型分子）の比率やワインの熟成のポテンシャルが低いと、酸度も低くなる。マセレーションの最適な実行のためには、完全に除梗を行うこと、穏やかに破砕すること、および果汁の酸化を防ぐために亜硫酸塩を添加することが必要である。マセレーションを行う時間は、ブドウ品種、マセレーション温度、ブドウの成熟度、および土壌の性質に依存する が、典型的には18℃で5 - 18時間である。この手法を用いて生産されたワインはスキンコンタクトワインと呼ばれることがある。

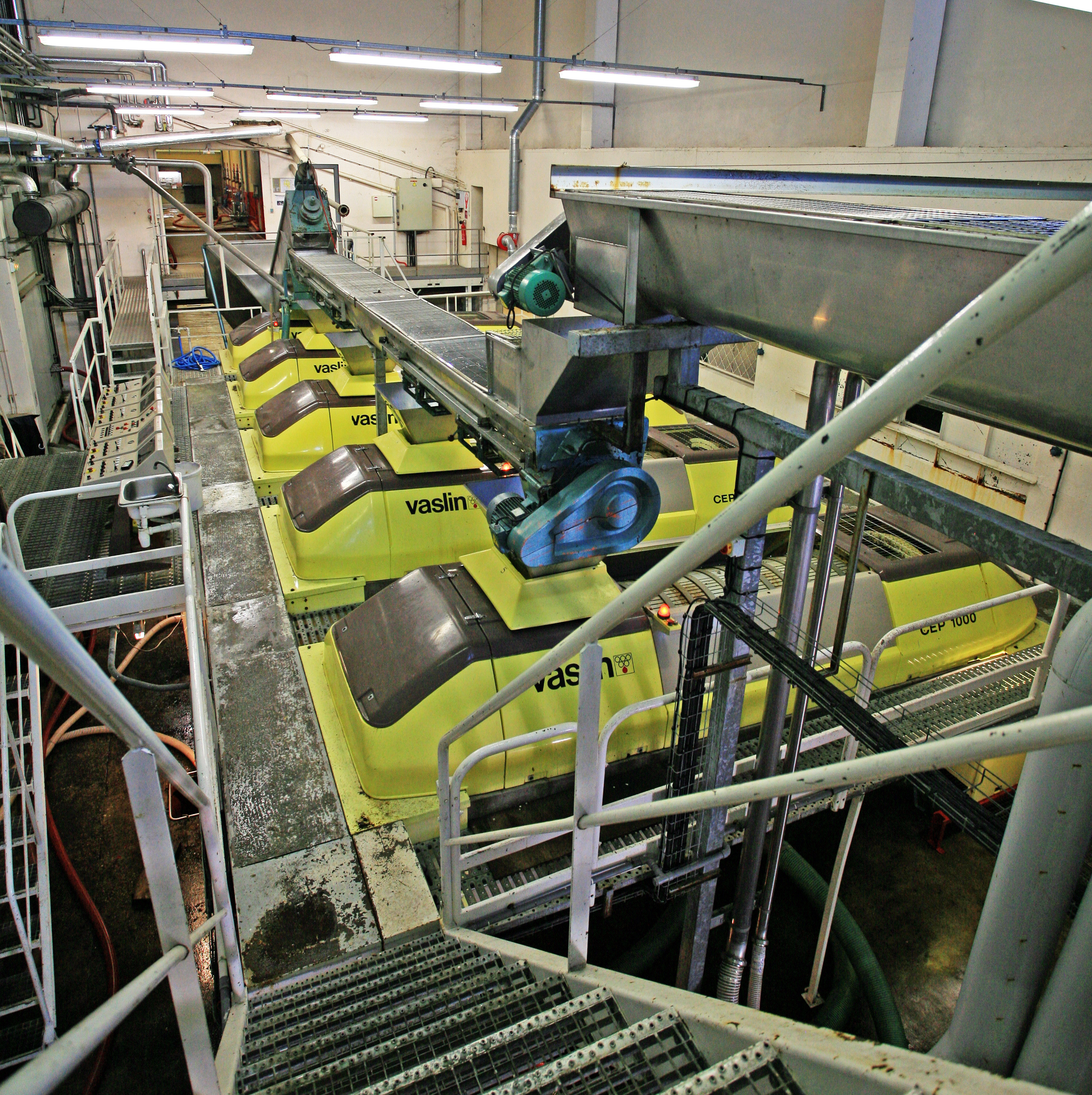
ワイン圧搾機のバッテリー

破砕され除梗された収穫物は、次に圧搾される。圧搾の手法も潜在的にワインの品質に影響する。1980年代以降、空気圧式の圧搾は作業改善が行われ、気密状態で作業し、ブドウを傷付けないように果汁を抽出できるよう圧力を細かく制御するようになった。moût de goutte (ムー・ド・グート、ムストの雫の意)は、圧搾する前（圧搾に向かう最中）に破砕された果実から自重で自然に流れでる果汁のことを指す。あらかじめブドウを破砕することでムー・ド・グートの比率が増え、さらにブドウの自重より強い荷重をかけることでより高品質な果汁が得られる。moût de presse（ムー・ド・プレス、圧搾したムストの意）は、ブドウをさらに強くプレスすることによって流れ出る果汁のことを指す。これにより、ブドウの良いところも悪いところも濃縮することになる。アロマ、コロイド、あるいはフェノール化合物を豊富に含むが、傷んだブドウのカビ臭さや未成熟なブドウによる野菜の臭いのような異臭が際立つことにもなる。ムー・ド・グートとムー・ド・プレスをブレンドして使うか否かは、ブドウの健全さ、圧搾の方法、および造ろうとしているワインのスタイルに依存する。圧搾前にブドウを操作すると、搾り粕の量が増え、プレスが複雑になる。高品質のワインを作る際はムー・ド・プレスは使われないか、またはごく限定的な量だけが使われる。

### セトリング （発酵前の清澄）
セトリングないしはデブルバージュ（英：settling、仏：débourbage）は、果汁から澱を除去し澄んだ果汁を得る目的で行われる。澱は、懸濁液中のコロイド、果皮または果肉由来の破片、および外因性の小片（土など）を含む。
静的沈降とは、破片を沈降させムストから除去することからなる。プレス後、ムストは空気に触れないようにタンクに静置される。浮遊した粒子はタンクの底に沈殿する。これは、ペクチン化合物を構成する長鎖有機化合物を分解するペクチン分解酵素の添加によって促進される。ペクチンにより果汁の粘度は高まるため、ペクチン分解酵素によって懸濁したペクチンをより短い鎖に切断し、粘度を低下させることによって沈殿を加速する。もし発酵が始まると、二酸化炭素の泡が放出され果汁の中に懸濁した粒子を広げ、沈殿を邪魔するため、果汁の冷却が必要である。果汁が清澄化されたあと、発酵には上澄みだけが使われる。
動的沈降とは、果汁と澱との分離を機械を使って加速して行うことを指す。遠心分離機は大きい粒子であれば除去できるが、高レベルな透明性は得られない。
浮選によるセトリングは、タンクの底部からガスを導入して泡を形成することによって、粒子を液面に上昇させ、スクレイパーによって除去させる技術である。ロータリー真空フィルタによる濾過は、比較的遅いが効果的である。これは、遠心分離機から出る澱から果汁を再回収するためによく使用される。
さらに酵素処理によって、清澄剤による清澄を効率化できる。ベントナイトはコロイドを沈降させるための機械的な重りとして働き、沈降速度を加速させる。また、ゼラチンは圧搾によって抽出された懸濁状態のタンニンを凝集させるために使われる。タンニンは苦味の原因となるため、その除去は一般的に白ワインにとって有益である。ポリビニルポリピロリドン (PVPP)は、ポリフェノールを固定し除去することを可能にする。これらの分子はワインの褐変に関与しており、これらを除去することでできあがるワインの安定性が高まる。
「澱の安定化」（液体冷却安定化）では、醸造家は通常、数日間懸濁した澱をそのままにするため、清澄はすぐには進行しない。その後、上記のような従来の沈降工程に進む。この技術により、可溶性の高い"チオール"前駆体 （パッションフルーツ、柑橘類などの香りがある）の果汁中の濃度を高めることができる。とりわけソーヴィニヨン・ブランやコロンバールのようないくつかの品種に適している。「澱の浸漬」では、静的沈降で沈んだ澱を冷蔵タンクに集め、数日間攪拌する。濾過と発酵の後、チオールが豊富な白ワインが得られる。冷却による沈降の促進は、エグ味の原因となる酒石酸の除去にも用いられる。冷却によって酒石酸はミネラルなどと結合して析出しやすくなり、沈殿する。

ミュスカデ製造の5工程
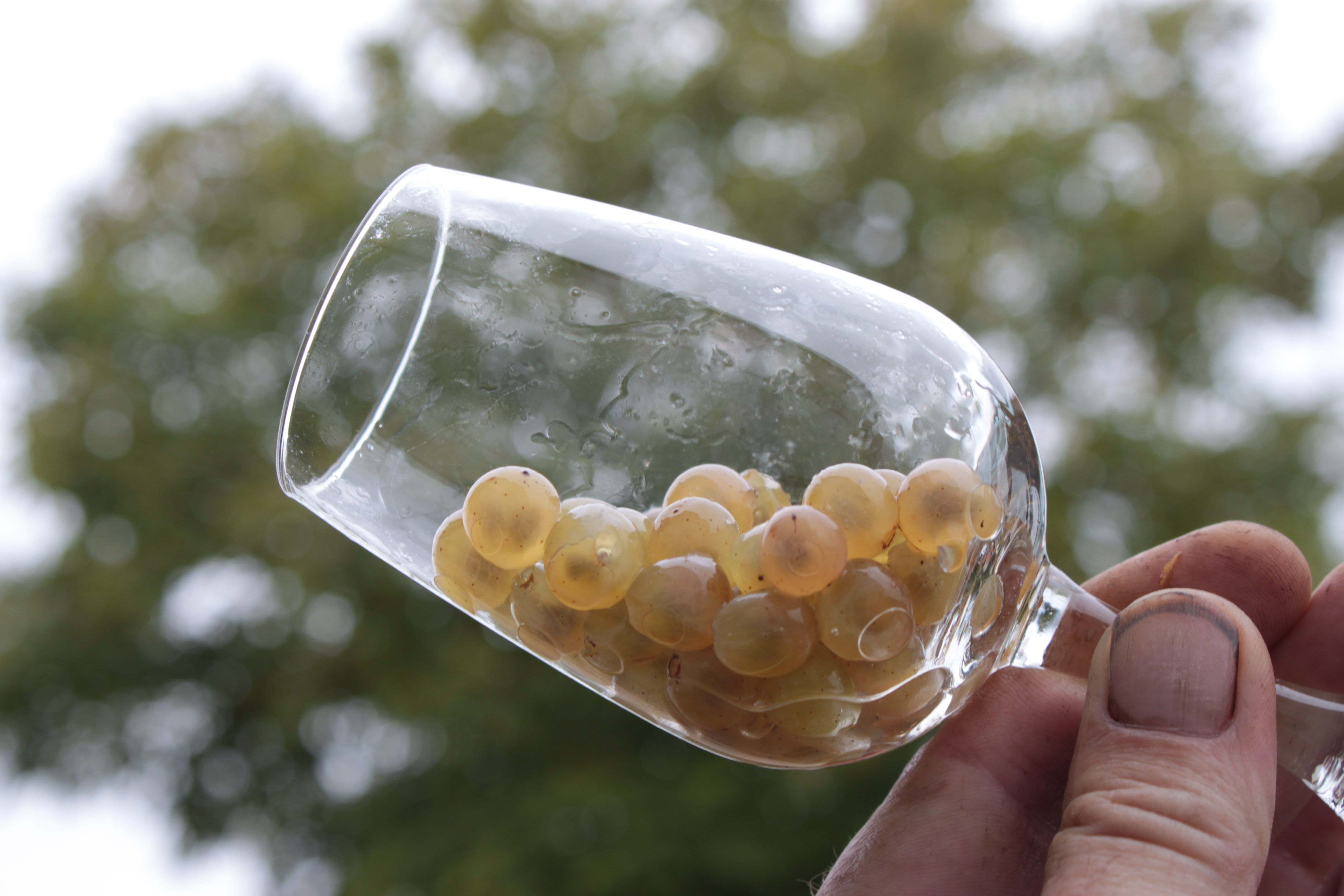
Step 1: ブドウ果実
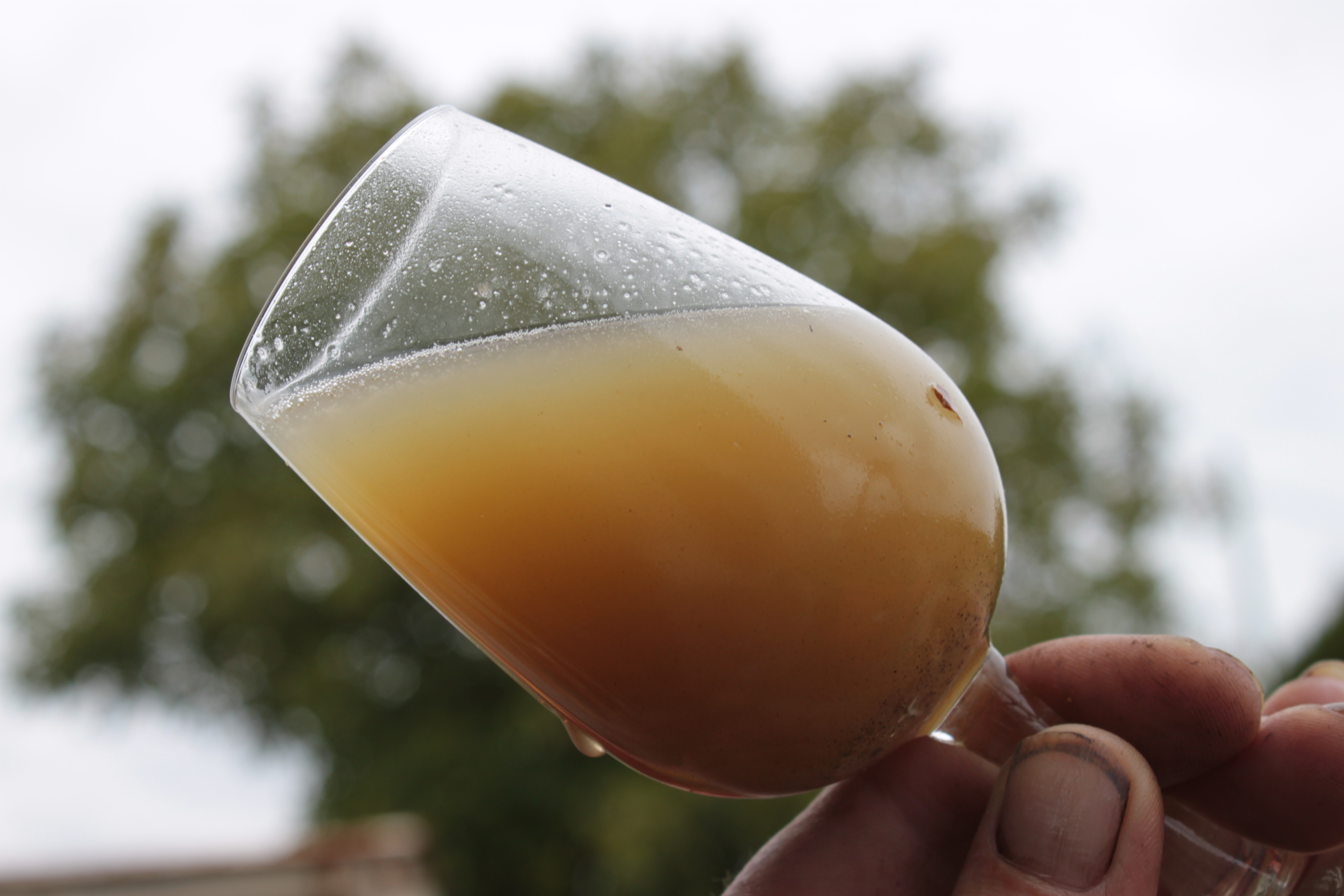
Step 2: ブドウ果汁
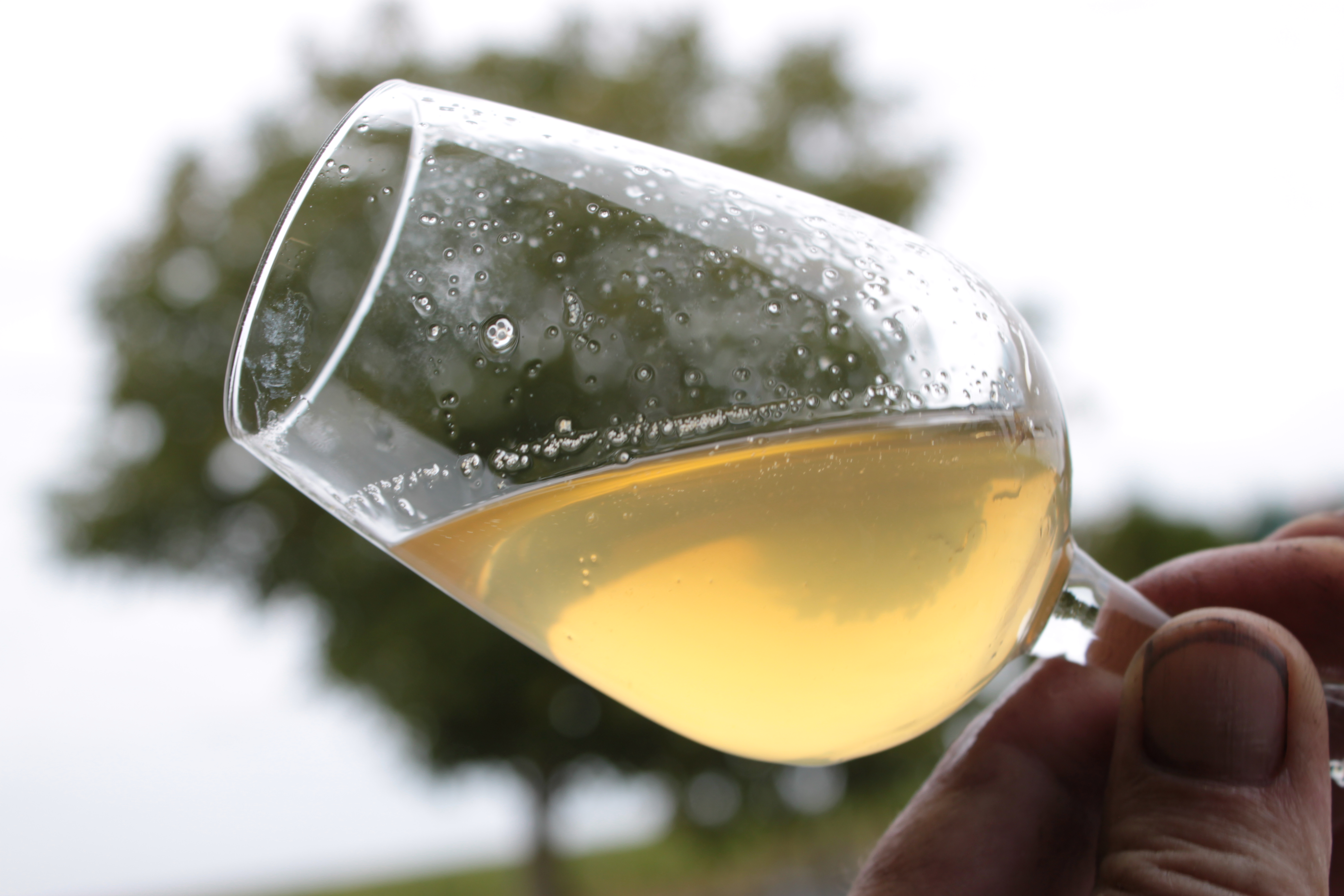
Step 3: 濾過されたブドウ果汁
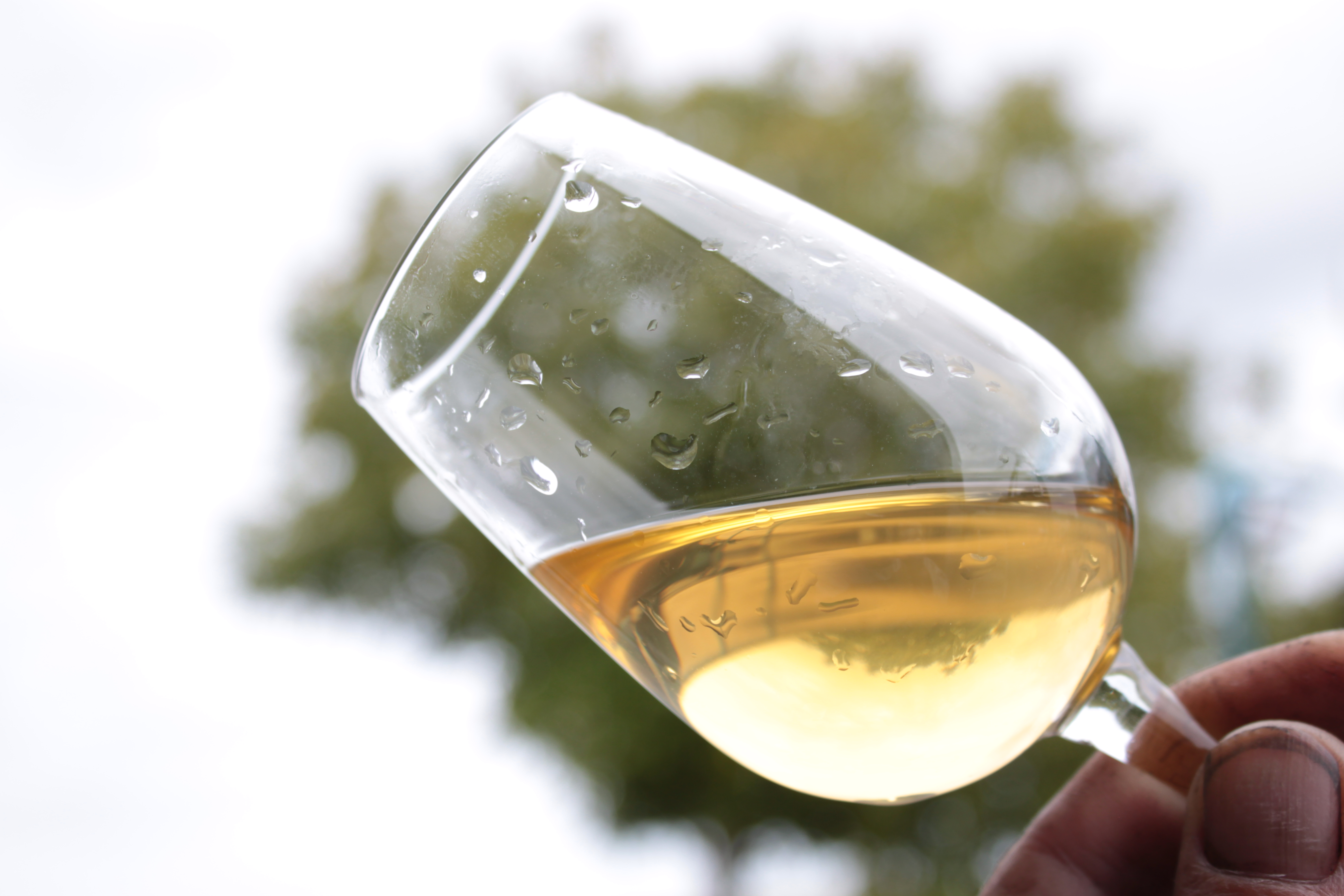
Step 4: 濾過されたブドウ果汁をセトリングしたもの
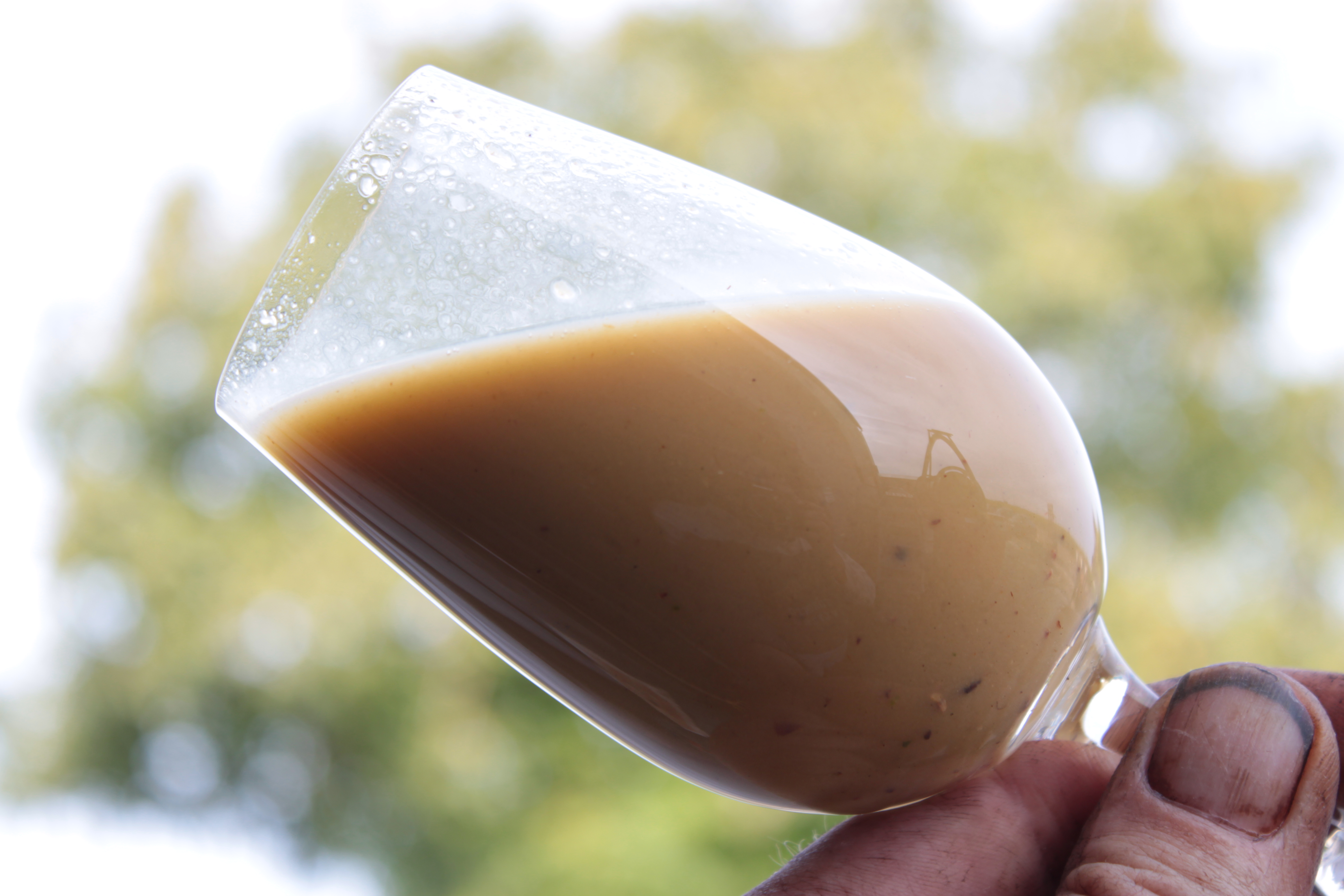
Step 5: 濾過された澱

### ワインの仕込み

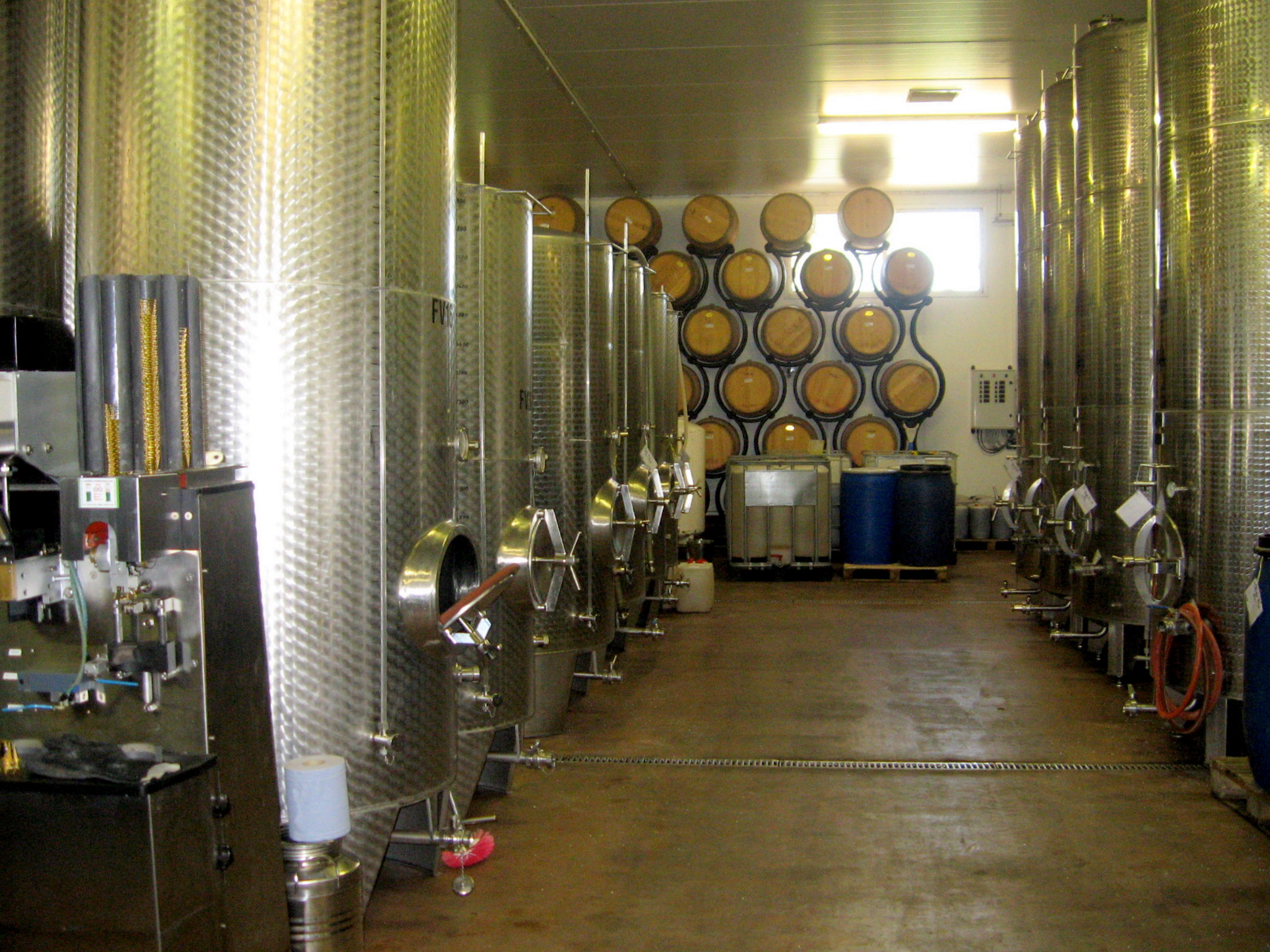
イギリスにおけるステンレスタンクでの発酵

次いで、果汁をタンクに入れて発酵させる。これらの発酵タンクは、オーク製、エポキシ樹脂でコーティングされたセメント、ステンレス鋼またはエナメル鋼、またはエポキシ樹脂といったタイプがある。大容積のタンクの場合、一般に温度を赤ワインよりやや低い約18℃に制御する必要がある。芳香成分（アルコールの酢酸エステルおよび脂肪酸のエチルエステル）の大部分は、18℃以下に制御された果汁の上層部で発酵中に酵母によって合成される。しかしながら、果汁が澄んでいることや低温は発酵を遅らせる要因でもある。酵母にとって過酷な条件での醸造のため、十分に吟味した酵母を選択、添加することは重要である。対照的に、一部の生産者は有機栽培またはバイオダイナミック農法でブドウを栽培しており、澱成分が酵母に有害な合成化学物質を含まない良質のものであるため、それらをワイン中に含まれたままにしておくことがある。ムストの濁りは、酵母に栄養分を与え、小さなタンクや樽での発酵に好ましい影響を与えるため、低温に耐える必要はなくなる。
発酵はブドウに付着している野生酵母の働きによって自然に始まる。醸造家は、安定した品質のワインを得るためには市販の乾燥酵母を使う。辛口白ワインの場合、糖類がなくなるまで発酵を続ける。ワインは通常、澱を取り除くためにデカントされる。発酵が樽で行われる場合、温度はしばしば20℃を超え、時には25℃を超えることさえある。
発酵終了後のワインに対し、マロラクティック発酵 (FML)を行うこともある。この2回目の発酵では、2つのカルボキシル基を持つリンゴ酸を脱酸し、乳酸に変換する。この操作はワインの鋭い酸味を低減させる効果があるが、必ずしも望ましいわけではなく、いつも実施される訳ではない。温暖な地域では、をすっきりした香りのある生き生きとし爽やかなワインにするため、酸味は慎重に保持される。ブドウの発酵中に、オーク樽熟成によりワインを口に含んだ時の丸みとボリューム感は増加するが、その分ブドウ品種固有の香りは減少する。シャンパンなどでは、マロラクティック発酵により微生物学的安定性が向上する。
ヴァン・ドゥー・ナチュレル（甘口の酒精強化ワイン）の場合、発酵は、糖類の一部が残った状態で止められる。これはミューテージ（酒精強化）と呼ばれる。発酵は、二酸化硫黄 (SO2)によるワインの殺菌、急速冷却により酵母の働きを止める、非常に細かいメッシュフィルターで酵母を濾過する、またはこれらのいくつかの方法の組み合わせることで停止することができる。発酵で得られたアルコールと残留糖類との最適なバランスをとることができる酒精強化のタイミングを決める大まかな目安は、アルコール度数が10%を超えるあたりで残りの糖類をアルコール発酵させずに残すことである。より甘いデザートワインでは、発酵は過剰な糖類とアルコールによって自発的に停止する。というのも、アルコールは酵母にとっては老廃物であり、大量にあれば毒であるからである。甘口ワインの場合、ワインのアルコール度数が上がることそれ自体が、発酵を止めるのである。マロラクティック発酵は甘口ワインについては行われないが、これは添加した乳酸菌が優先的に糖類を消費し、甘さとともに酸味が強いワインになるからである。加えて、ワイン中の酸と糖類のバランスにより、ワインにめりはりが付く。
「還元」または「技術」と呼ばれるワイン製造技術が開発されている。オーストラリアやニュージーランドでは非常に流行っているが、この技術では非常に芳香の強い白ワインを得ようとしており、ソーヴィニヨン・ブランB、コロンバードB、リースリングBなどの香り豊かな品種では非常に興味深い結果につながるが、シャルドネBなどの品種ではさほど魅力的ではない。この方法では、醸造のすべての段階でムストやワインの予期せぬ酸化が制限される。二酸化炭素 (CO2)のような不活性ガスによりブドウを空気中の酸素から隔離し、冷却によりムスト中の酸化酵素の作用を部分的に阻害する。ブドウ中の天然酵素であるチロシナーゼと、灰色カビ由来の酵素であるラッカーゼは、酸化作用が非常に強い。ラッカーゼはブドウを選別することで排除することができる。また別の技術として、収穫からプレスの時間を短縮することによりワイン中のポリフェノールを少量に抑えることで、黄色くならず、非常に軽いワインを作る手法もある。

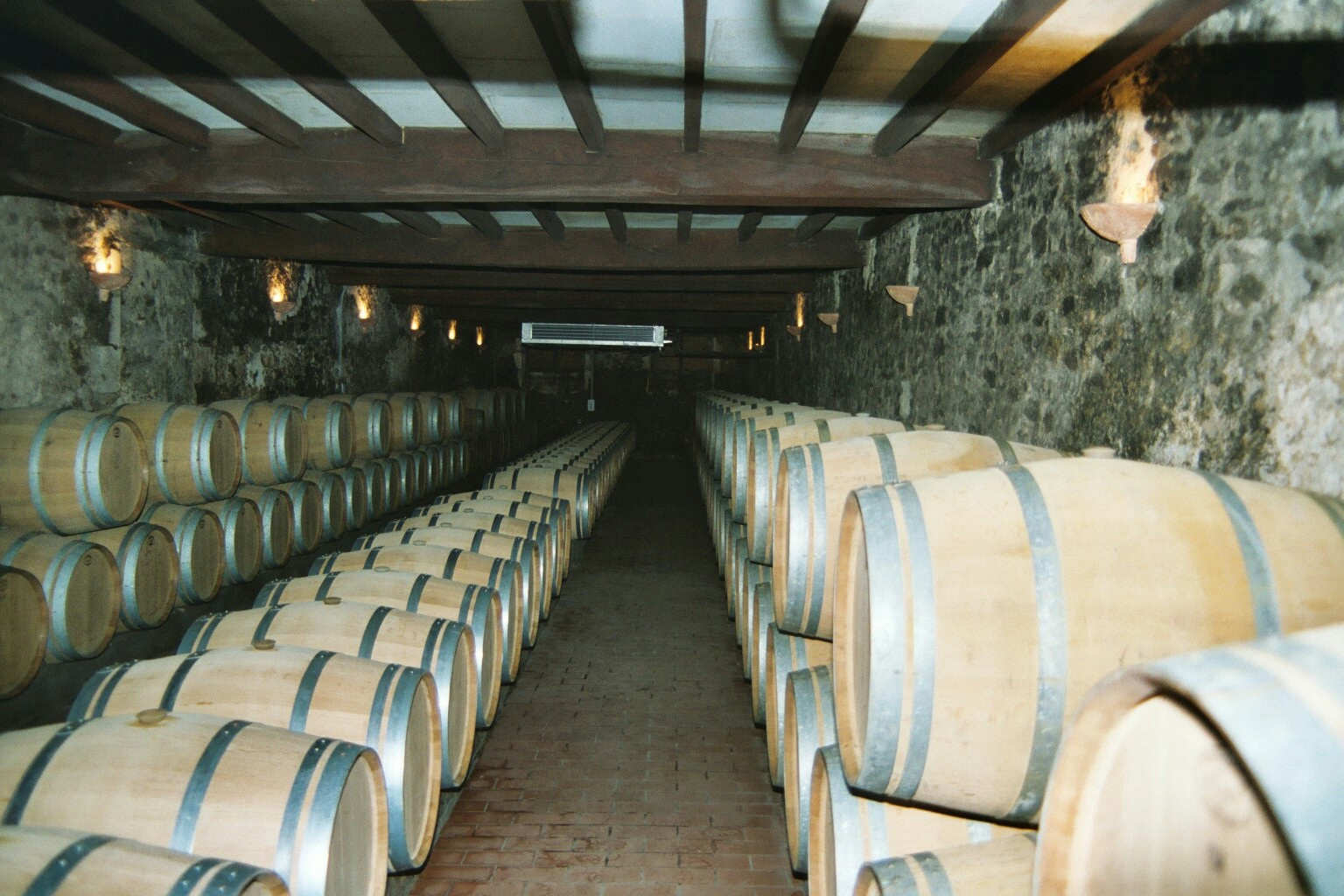
ワイン倉庫で甘口白ワインが熟成されている (ソーテルヌ地方)

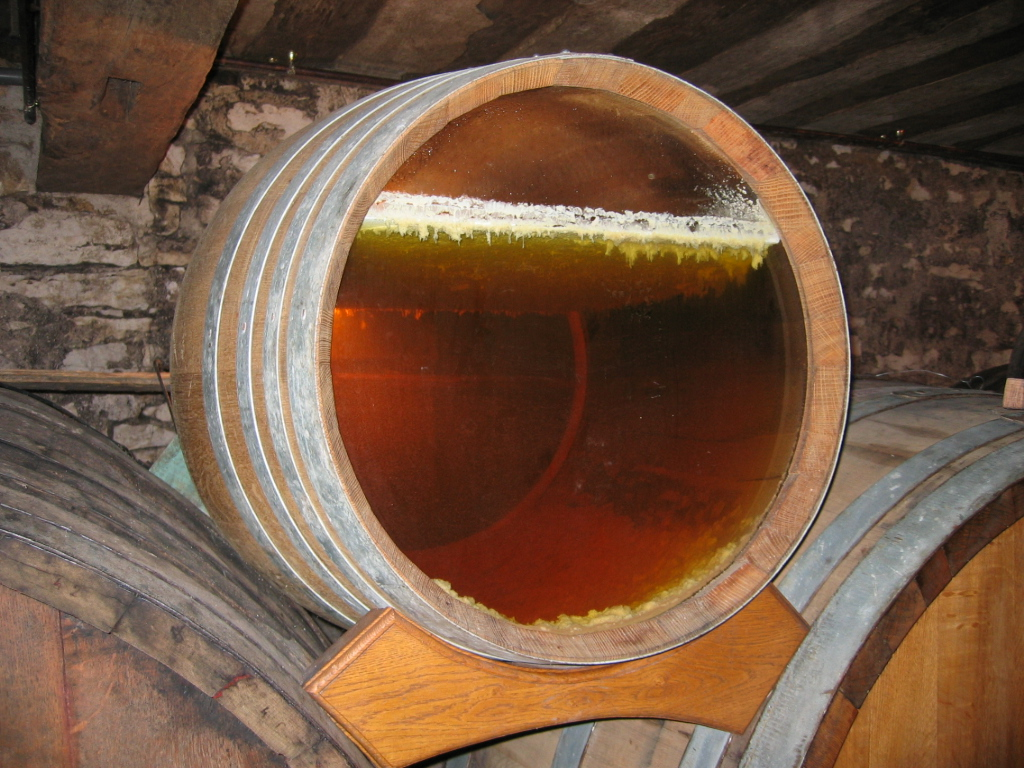
産膜酵母の下で熟成させるヴァン・ジョーヌ。きわめて特殊な熟成方法をとるワインである。

### 熟成
発酵の後、ワインが飲むのに適した状態になるまで、絶え間なく管理する必要がある。ボトリング前のこれらの工程は「エルヴァージュ (仏：élevage)」または「熟成」として知られている。
熟成は大桶で行うことがある。ワインの清澄化とパッケージング（瓶詰またはバッグインボックス） にはほとんど時間がかからないが、澱とともに熟成させるためにこの工程を長くすることがある。この種の熟成は、定期的にワイン中に微細な澱を懸濁させることを行う。死んだ酵母は、それ自体を消化する作用（自己消化）により微細な澱になり、果実感を支えるボリュームとボディ感を与える。この操作はバトナージュ （仏：Bâtonnage）と呼ばれ、伝統的には樽の底にある澱を棒でかき混ぜる操作が行われる。この工程は厳密に管理された状態で行わないと、酵母由来の亜硫酸レダクターゼの活性に起因して、グー・ド・レデュー （味の減少）が起こる可能性がある。この工程は、ミュスカデのように大樽で行ったり、ブルゴーニュや多くのシャルドネで行われるように樽で、あるいはシャンパンのように瓶内で行われる。
上記のシャルドネのように、熟成は樽でも行われることもある。ワインは発酵後に樽に入れられたり、発酵自体を樽で行うこともある。樽には2つの役割があり、1つはワインにトースト、バター、バニラの香りを与えることであり、もう１つは木製の壁を通して非常に微量の酸素をゆっくり供給することで熟成を助けることである。この酸素は、ワインの成分を重合させるのに役立っており、ワインの味わいは穏やかでバランスのとれたものになる。

### ブレンディング
ブレンディングは、意図する最終的なブレンドワインを得るために異なるワインを混合することである ブレンドは、異なる品種で行ったり (ボルドーワイン またはラングドック＝ルシヨンのワインの場合)、または品種だけでなく異なる生産年をブレンドする（シャンパーニュの場合）こともある。
ブレンドには、純粋に量を揃えるため、異なるヴィンテージのワインを必要量になるまでブレンドするような場合もある。品質上の効果を狙い、テイスターの個人またはチーム（セラーの責任者、醸造家、農園のオーナーなど）は、できあがるワインが最高の品質になるよう、それぞれのワインをどのくらいの量ブレンドするかを決定する。ワイン造りのブレンディングは常に経験則に基づくものであり、2つ以上のヴィンテージを組み合わせたときにどんなワインになるかを予測することは極めて難しい。唯一確実に分かるのは、アルコール度数、酸度、pHなどの分析可能な値だけである。

### 清澄化

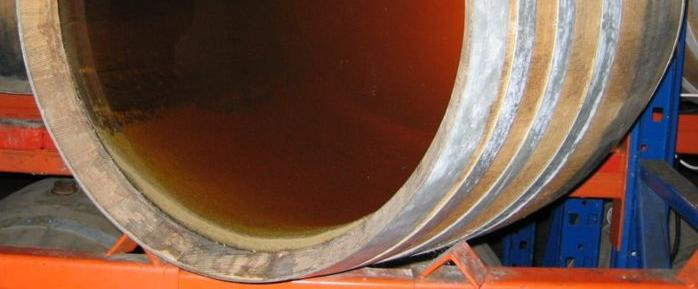
樽の底に澱を溜める

清澄化 は、ワインすなわち水 - アルコール溶液中から懸濁した不溶性粒子を除去することであり、安定化は、ワイン中に溶解した成分の溶解性を、瓶で保管され最終的に飲まれるまで維持することである。
ワインの清澄には、容器の底に粒子が沈着するのを待つ必要があるが、これはワイン学上の結着剤の使用によって加速される。これらの添加剤は、不溶性粒子に結合し、底部に落下しやすくする。
タンニン酸（またはガロタン酸）C76H52O46は白ワインの清澄化において除去されるが、これにはカゼイン、ゼラチン、またはアイシングラスが使用される。

### 安定化
ワインの成分の大部分はワインに溶けているが、成分によってはワインの熟成や貯蔵中に不溶性の形になることがある。例えば酒石酸の場合などである。カリウム含む塩である、酒石酸カリウムは、ボトルの底に結晶の形で存在する。これは自然な現象だが、流通業者や知識のない消費者にはこの結晶は不良品として捉えられるため、多くの生産者がこれを除去しようとする。塩は低温で溶解性が低下するため、低温で保管すると結晶化の原因になる、あるいは結晶化が加速する。白ワインは冷やして飲まれるため、とりわけこの問題が起きやすい。
ワインを安定させるために、いくつかの方法がある。最初の方法は、ワインを数週間、氷点下で凍結ぎりぎりまで冷却することである。酒石酸カリウムは結晶として沈殿し、瓶やバッグインボックスに詰める前に濾過によって除去することができる。この手法は、冷却のためのエネルギーに費用がかかるうえ、ワインの品質に悪影響を及ぼすことがある。2つ目の解決策は、酒石酸の二量体であるメタ酒石酸をワインに添加することである。作用機序は不明であるが、微結晶の成長を妨げる効果がある。ただし、暖かいと加水分解が起こるため、この効果は長期間持続することはなく、6 - 18ヶ月間である。第3の方法は電気透析である。2つの電極プレート間の電流により、ワイン中のイオンが引き付けられ、除去される。しかしながら、この溶液は、酒石酸だけでなく、他の化合物、特に不溶性酒石酸塩の形成に関与するカリウムにも作用し、味わいが変わる。一方でこの方法は決定的な安定化を可能にする。澱と共に熟成させた白ワインにおける酒石酸の安定性の高さに関する調査は、この分野の研究につながった。酵母の加水分解によってできたタンパク質（マンノプロテイン）により、酒石酸塩は可溶なまま保たれる。このタンパク質を工業的に添加することにより、良好な品質安定化が可能である。この手法は、エネルギーや冷凍設備がいらないため最も安価であり、ワインの芳香も変わらないとされている。にもかかわらず、ラングドック＝ルシヨンのワイン協同研究所が実施した試験では、決定的な有効性は示されなかった。その他の方法として、近年実施されたセルロースガムまたはカルボキシメチルセルロース (CMC)の添加に関する研究 が2009年に承認された (EC規制606/2009)。
消費者に自社の製品を直接販売する一部の生産者は、これらの自然現象を顧客に説明して、ボトルの底に結晶が液中に舞わないように、ワインを静かに提供している。
ワインの視覚的な問題（タンパク質の分解）を生じさせる不安定なタンパク質の存在も、安定化を必要とする要因である。ベントナイト処理は、不安定なタンパク質の沈殿を容易にし、その後、濾過および抽出によって除去することができる。タンパク質は、酒石酸の沈殿を防ぐためにワインに添加されたメタ酒石酸と反応することもある。そうなるとワインは輝きを失い、ホエーのように乳白色になる。いくつかの品種は自然にタンパク質が多い（マスカットなど）が、その度合いはヴィンテージと熟成度合いによっても異なる。
最後に、いくつかの白ワインではピンク化が起こる可能性がある。これはワインの液色が明るいローズ色にる現象であり、見た目には赤ワインに存在するアントシアニンによって色が付いたように見える。しかしこの現象の原因は別にあり、通常は無色透明な可溶性タンパク質が、酸化によってピンク色になるのである。ポリビニルポリピロリドン (PVPP)の添加することで、一般に酸化の基質を除去できる。ソーヴィニヨン・ブラン、ヴィオニエ、グルナッシュ・ブランなど、いくつかの品種は特にピンク化しやすい。

### 二酸化硫黄の使用
SO2（二酸化硫黄）は、収穫から瓶詰までのすべてのワイン製造工程で使用される。亜硫酸塩の形で添加され、ワイン中で二酸化硫黄と水に分解する。それは、ワインの酸化防止、オキシダーゼ（ワイン中のポリフェノールを酸化する酵素）の阻害、殺菌作用（防腐効果）の働きがある。
SO2の最大添加量は国ごとに規制されており、ワインに含まれる糖分の量に依存する。これは、糖分が残っていると微生物の汚染により発酵の再開を引き起こしやすいからである。フランスでは、最大添加量はヴァン・ド・ペイでは150 mg/L、スパークリングワインでは185 mg/L、酒精強化ワインでは200 mg/L、辛口白ワインでは200 mg/L、残留糖分が5 g/L以上の半甘口白ワイン (モエルー (Moelleux)・ワイン)では250 mg/L、甘口ワインでは300 mg/Lと定められている。
日本では、ワインの製法や成分に関する明確な規定はなく、食品衛生法の食品添加物の基準に倣って基準内であることと定められており、厚生省告示第370号「食品、添加物等の規格基準」に準じて、酸化防止を目的とした亜硫酸塩の使用基準は350 mg/kgと定められている。ワインの種類による区別はない。

### 濾過および調整
個人またはレストランへの販売のために、ワインは必要に応じて濾過され、調整される。濾過は、ワイン中に懸濁した微粒子を捕獲するためのフィルターにワインを通すことで行われる。細かい土（珪藻土）、ダンボールシート、メンブレンフィルターを使ったり、クロスフロー濾過を行うことがある。
パッケージングは、販売用の容器にワインを入れる作業である。かつてはワインは樽で保管され、客は売り手から自分のピッチャーや瓶に入れてもらっていた。ガラス瓶の登場はワインの世界に革命をもたらした。移し変えによる空気中の酸素との接触をなくすことにより、ワインの品質が大幅に向上した。その後、テトラパックから派生したブリックパック、ポリエチレンテレフタラート (PET)のボトル（ペットボトル）、飲料缶、バックインボックスなどの容器が出現した。これらの利点は、ワインに対して化学的に不活性であり、かつ酸素の透過性がないことである。

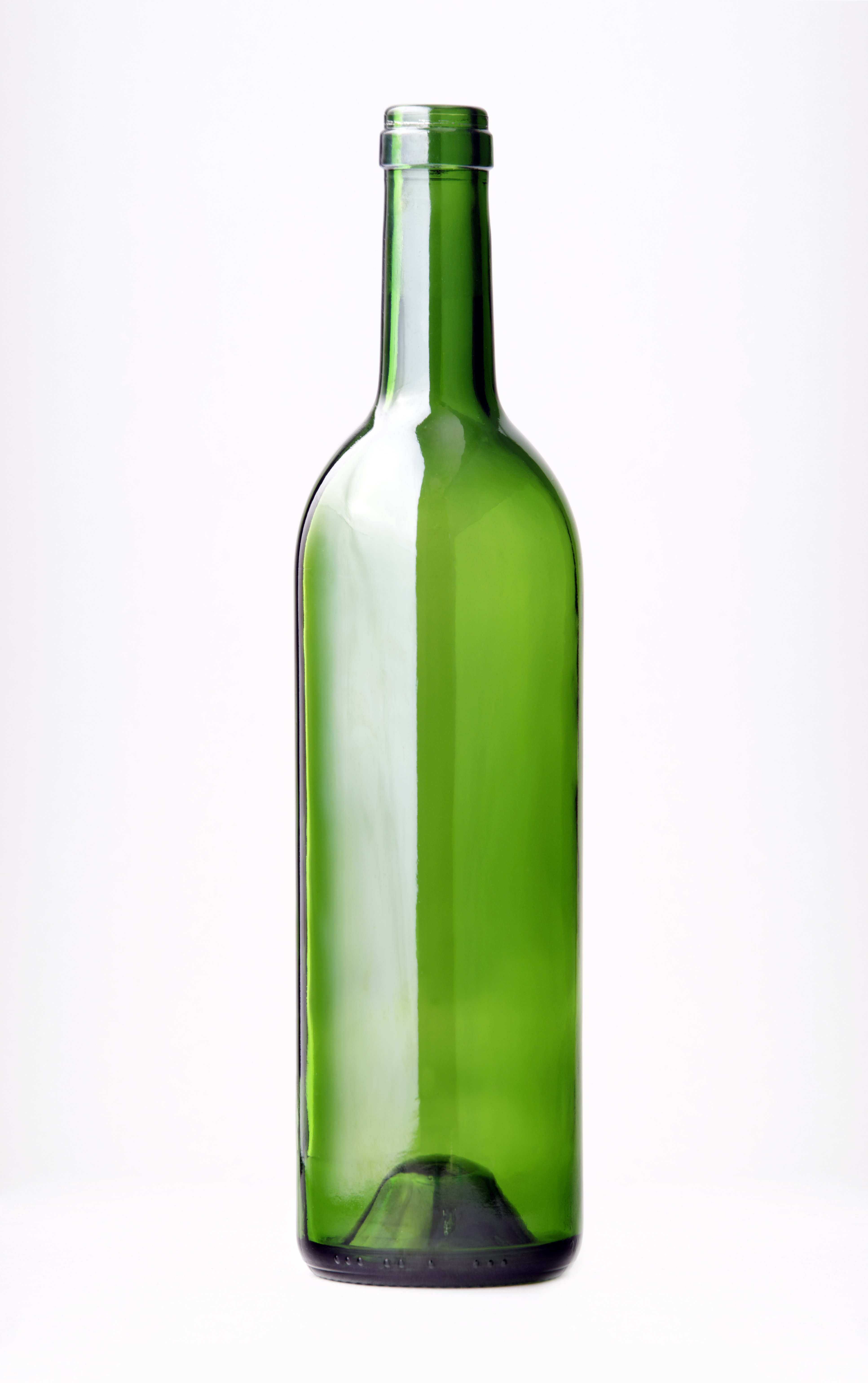
伝統的なワイン瓶
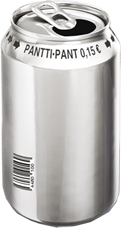
ワインはアルミ缶でもよく保存される
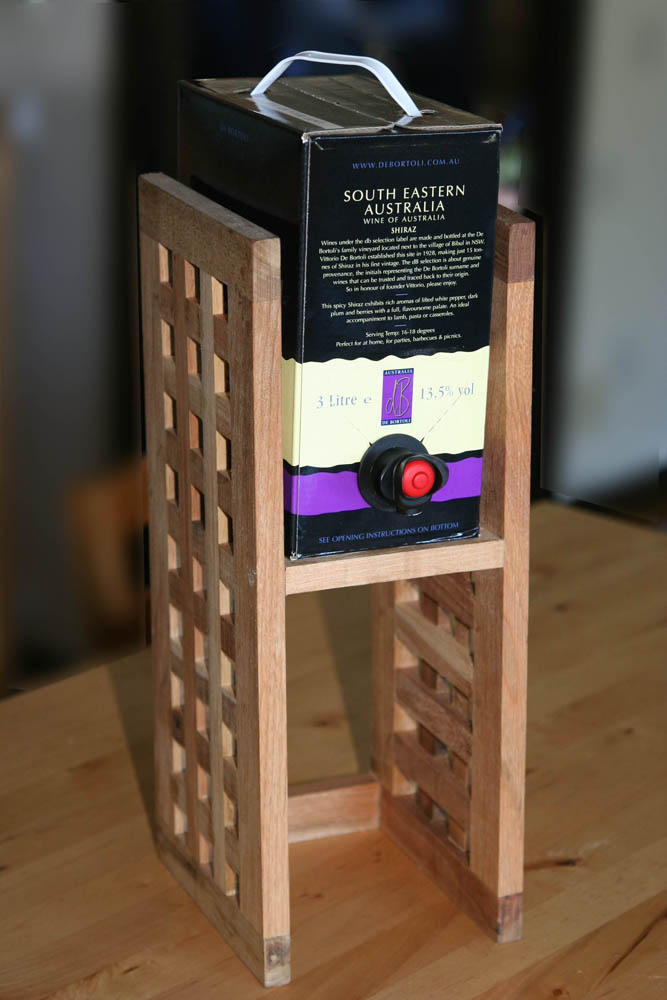
バッグインボックスのオーストラリアワイン
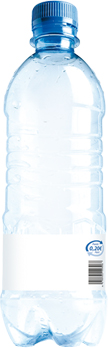
ペットボトルもワインの包材に使われる

ワインボトルは、ワイン専用の形をしている。最も特徴的なのはスパークリングワインのボトルであり、内圧に耐えるためかなり厚めのガラスでできている。多くの国で白ワインのボトルにこの形が採用されており、赤ワインのボトルよりも合理的な形である。

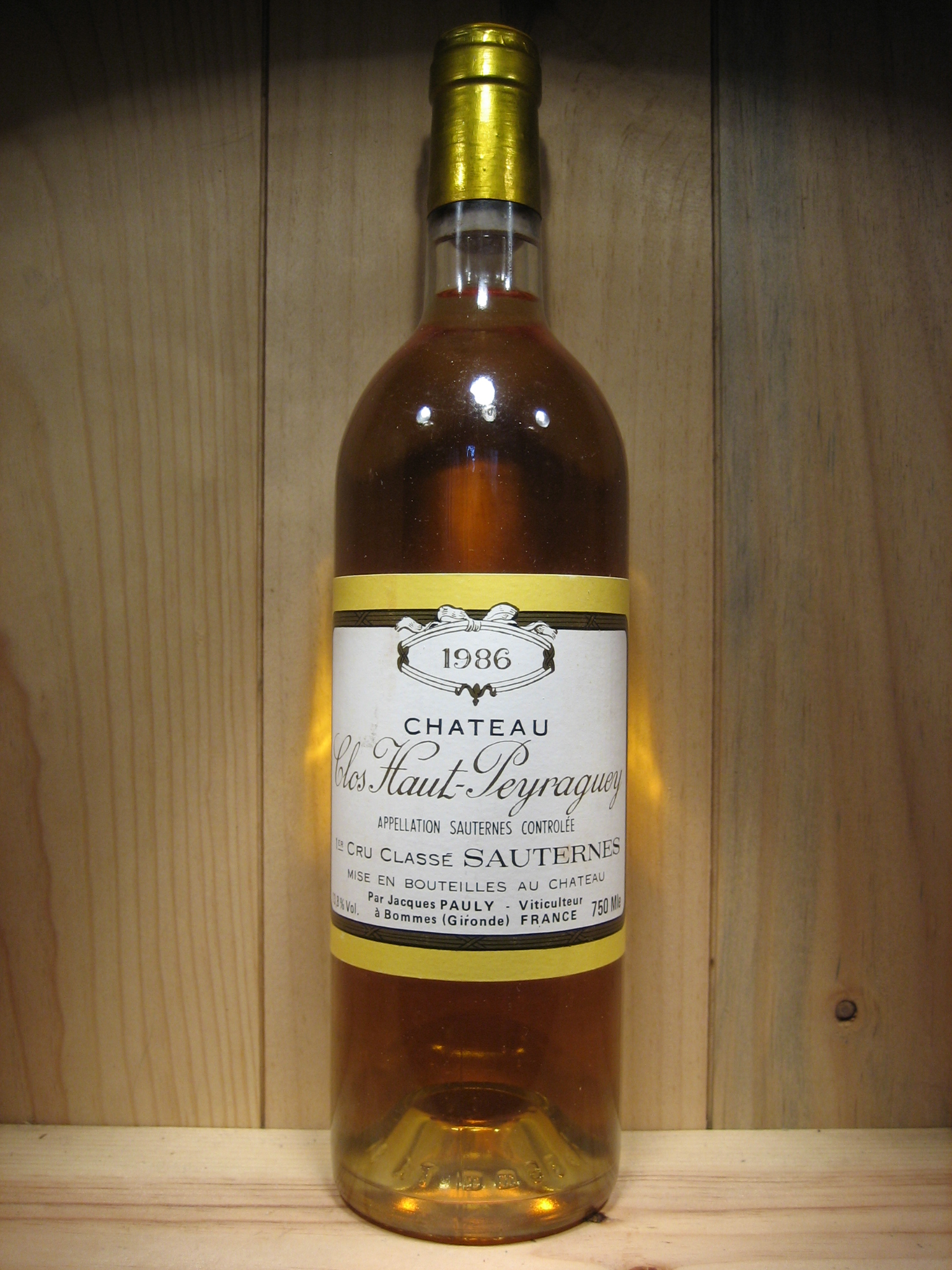
ボルドーのボトル: (ボルドータイプ)
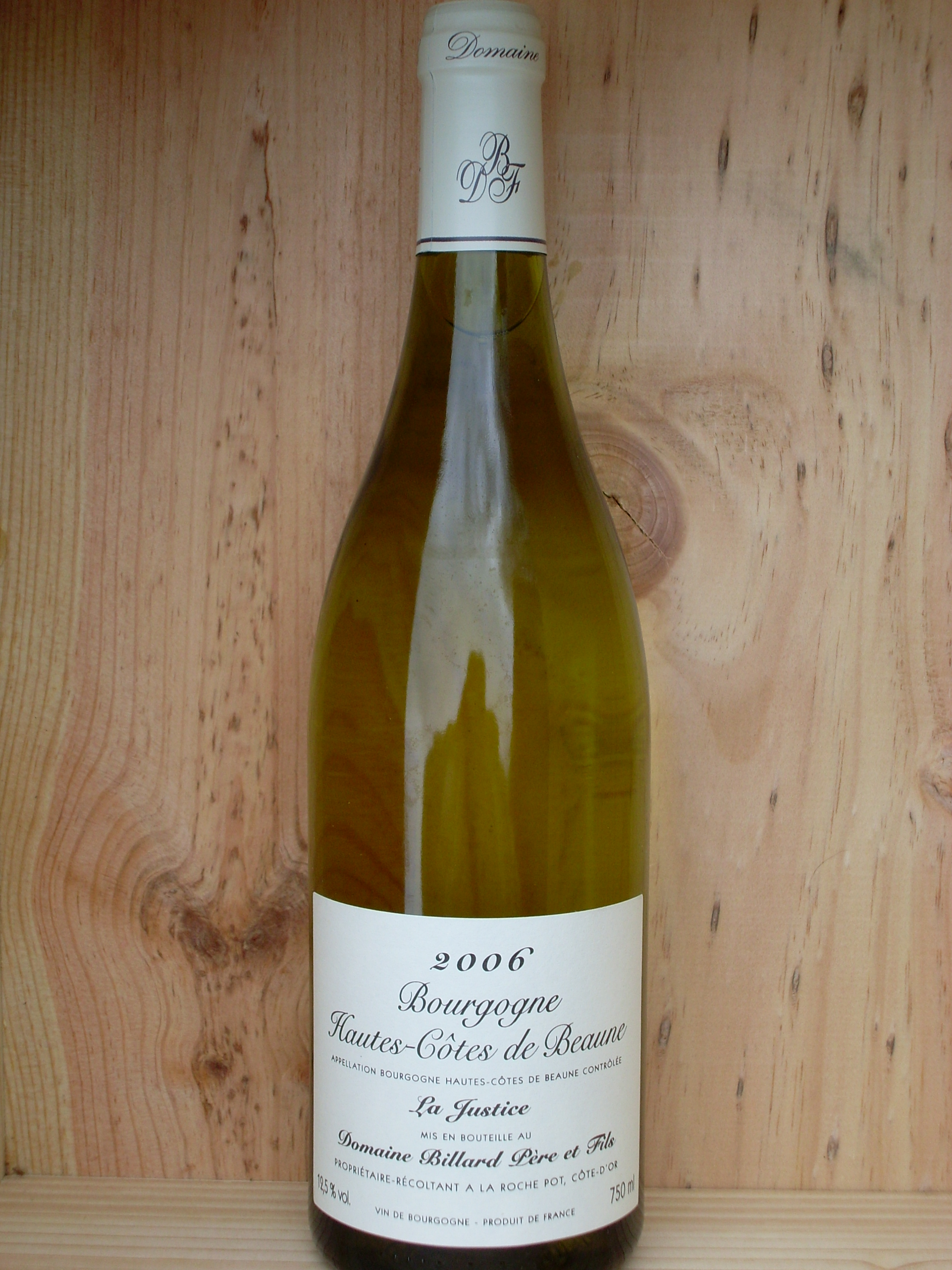
ブルゴーニュのボトル: (ブルゴーニュタイプ)
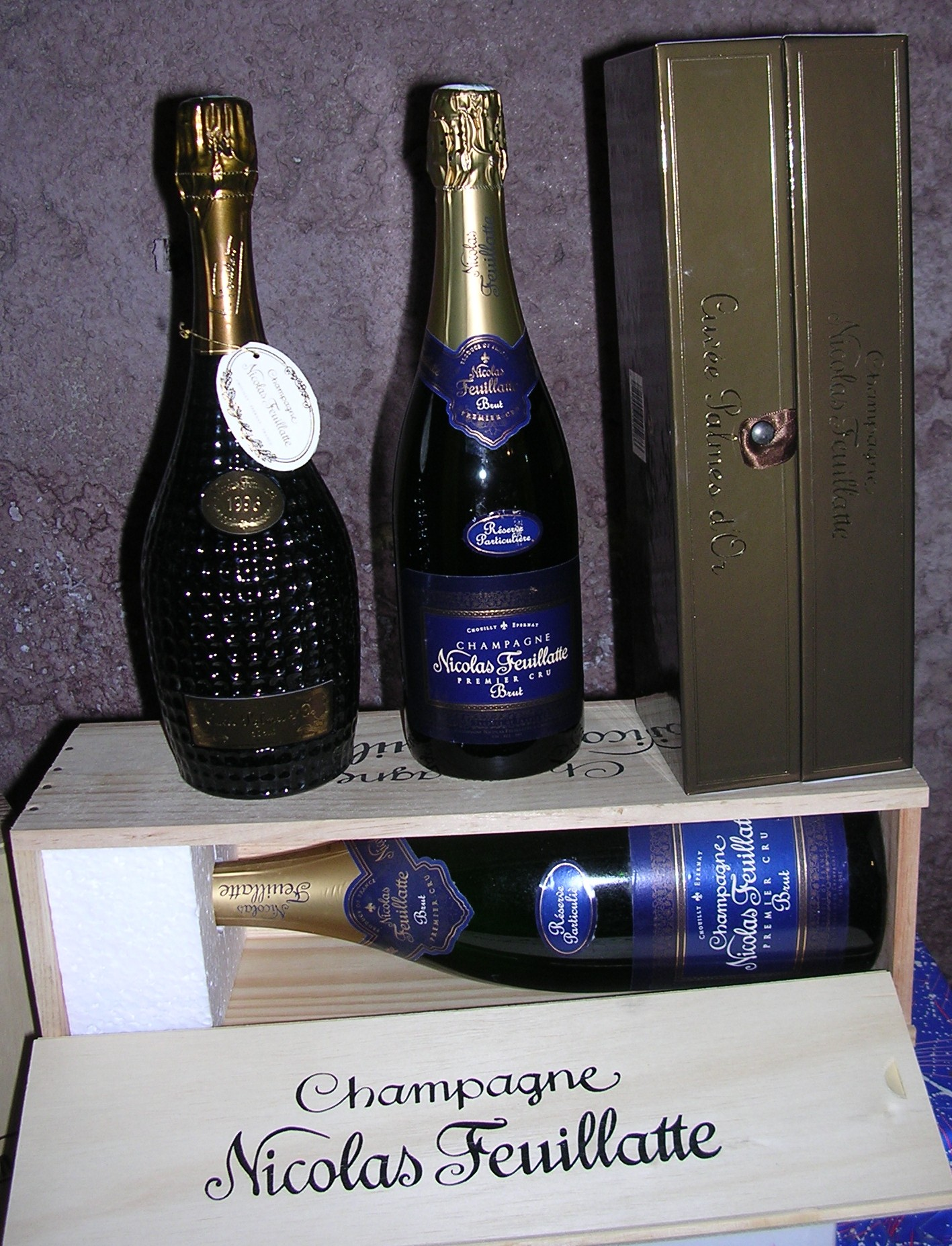
シャンパンのボトル: (シャンパーニュタイプ)
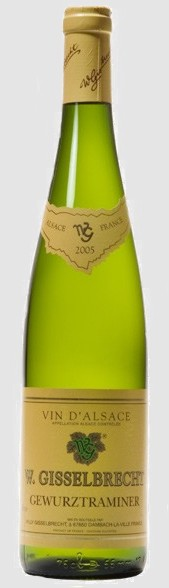
アルザスのボトル: (ラ・フリュート)
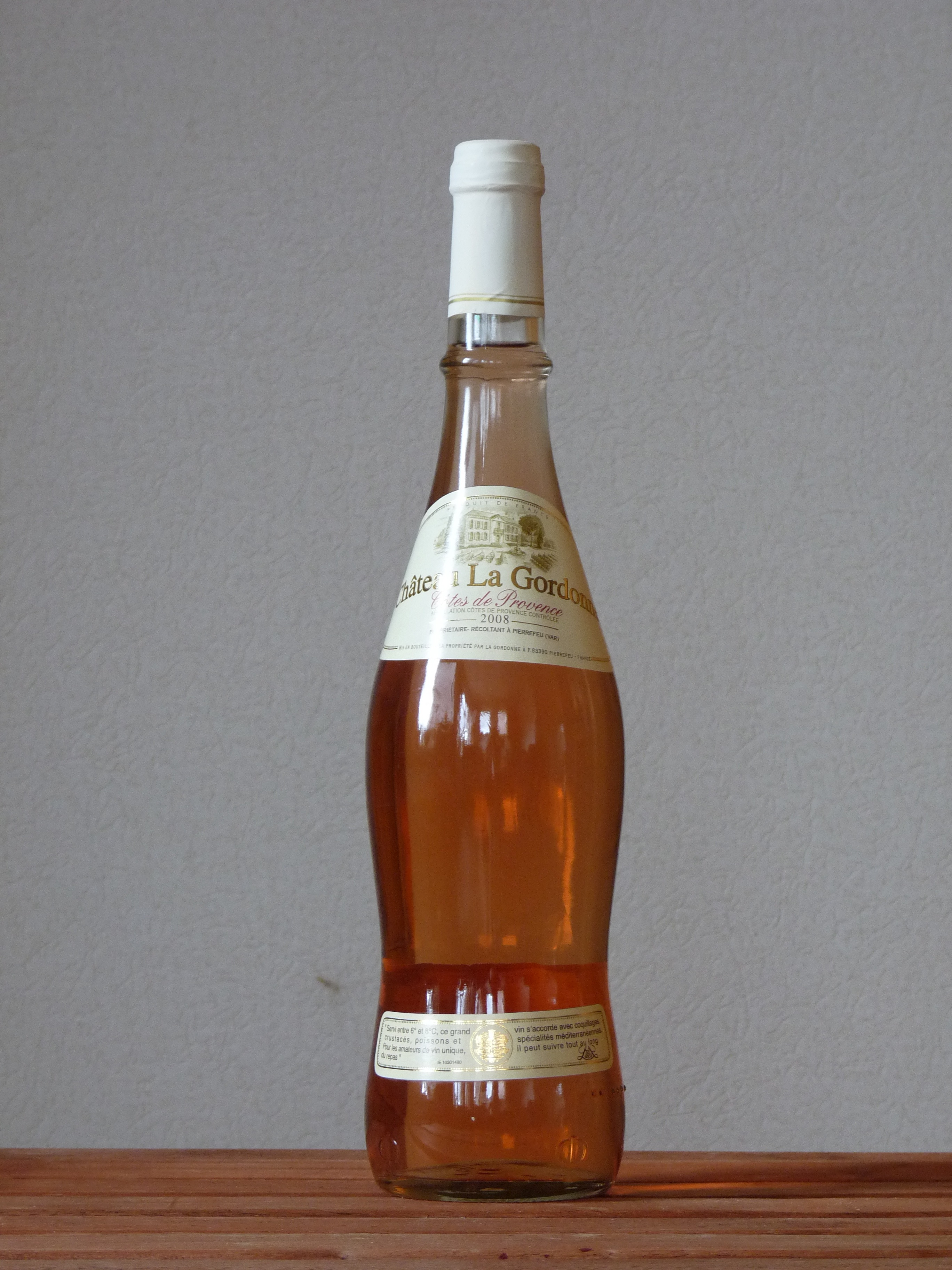
プロヴァンスのボトル: (コルセット型フリュート、プロヴァンスフリュート、キール (ボーリングピン)型フリュート)
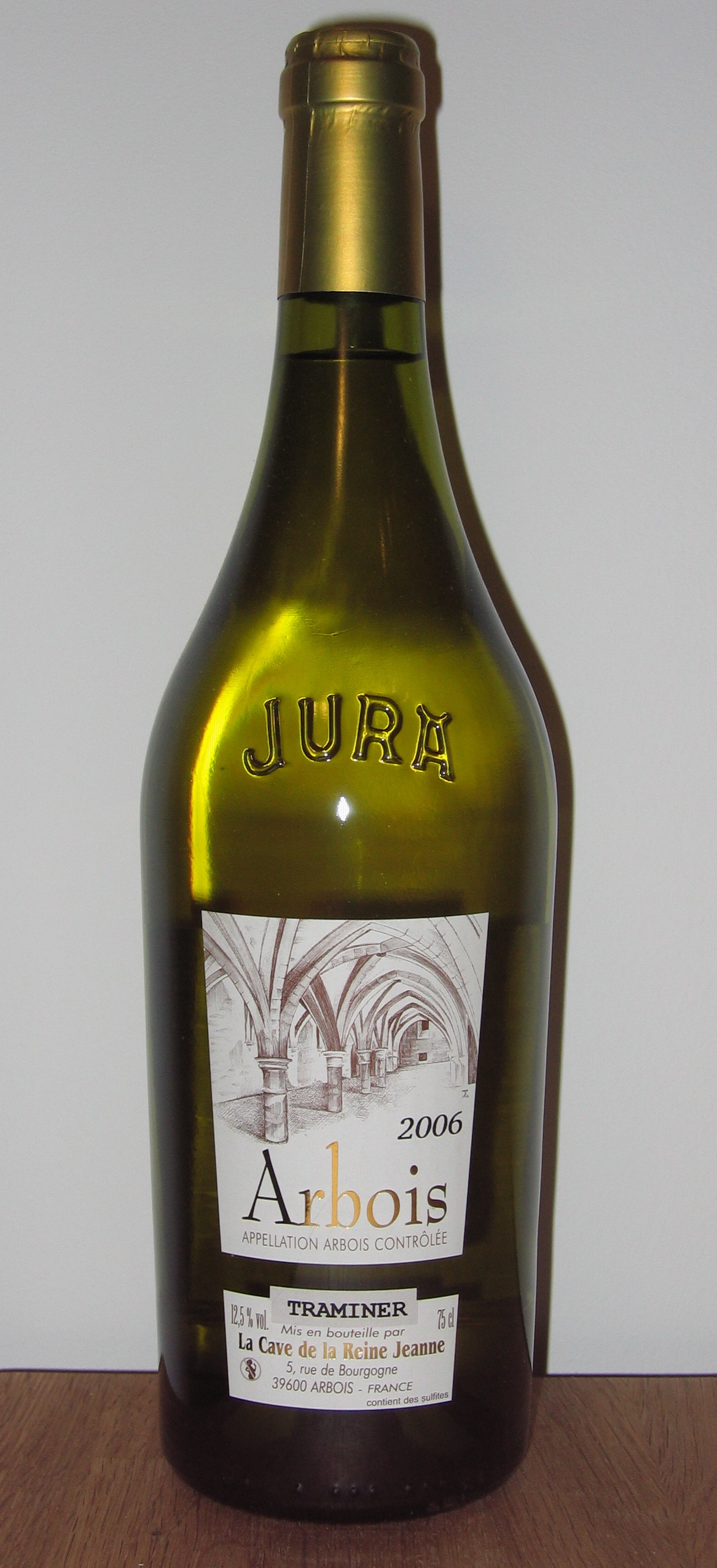
ジュラのボトル: (ジュラタイプ).
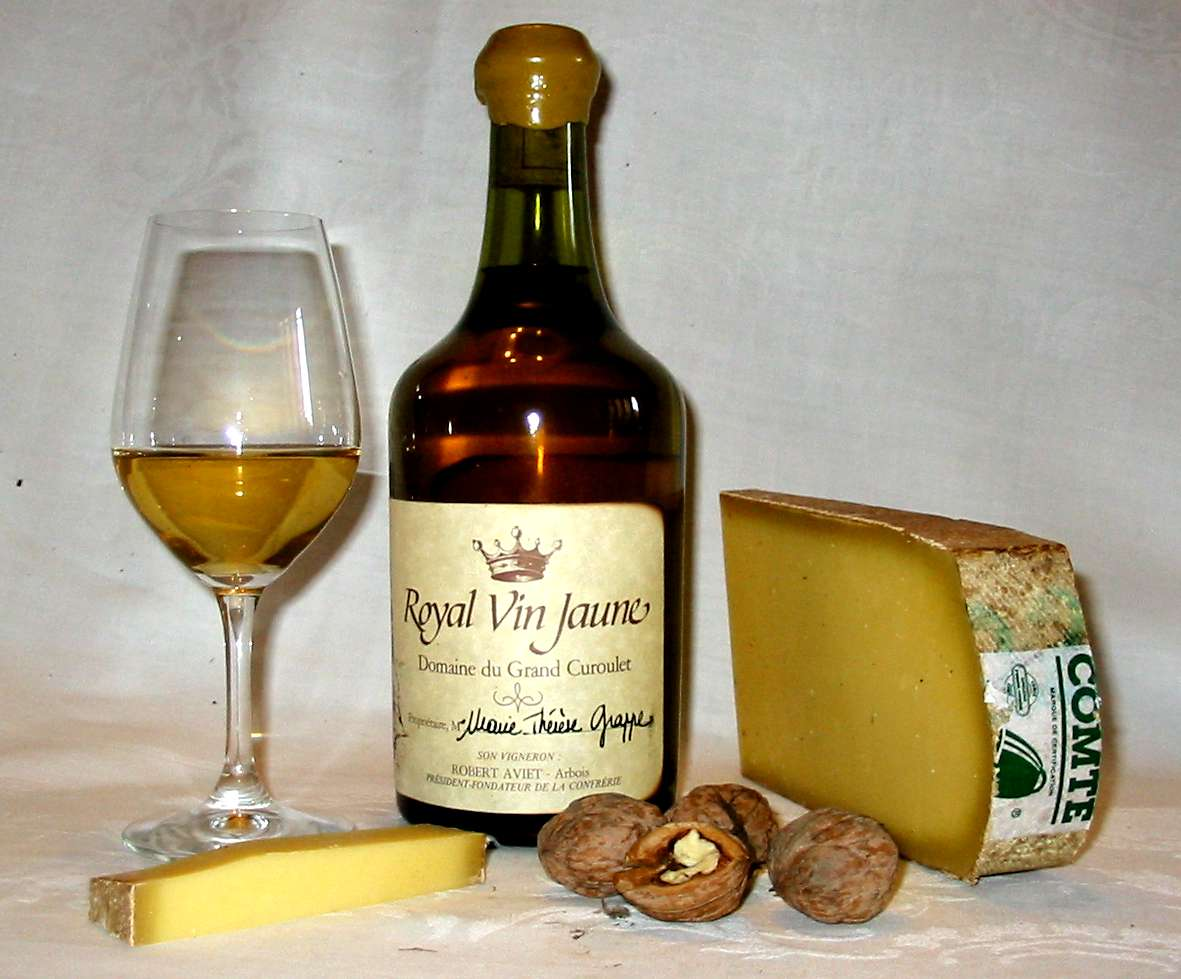
ジュラのヴァン・ジョーヌのボトル (クラヴラン)
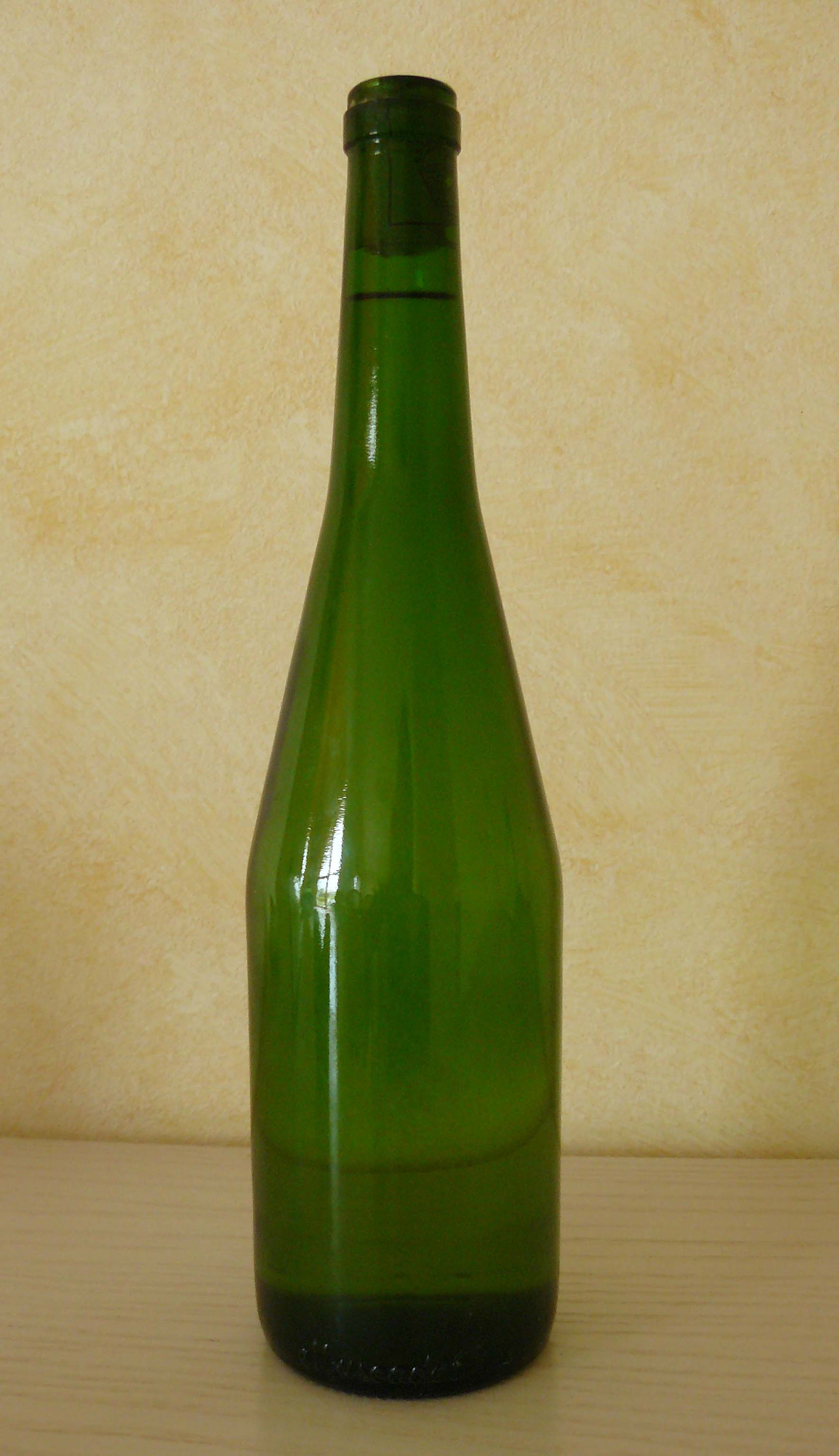
ミュスカデのボトル: (ミュスカデタイプ)
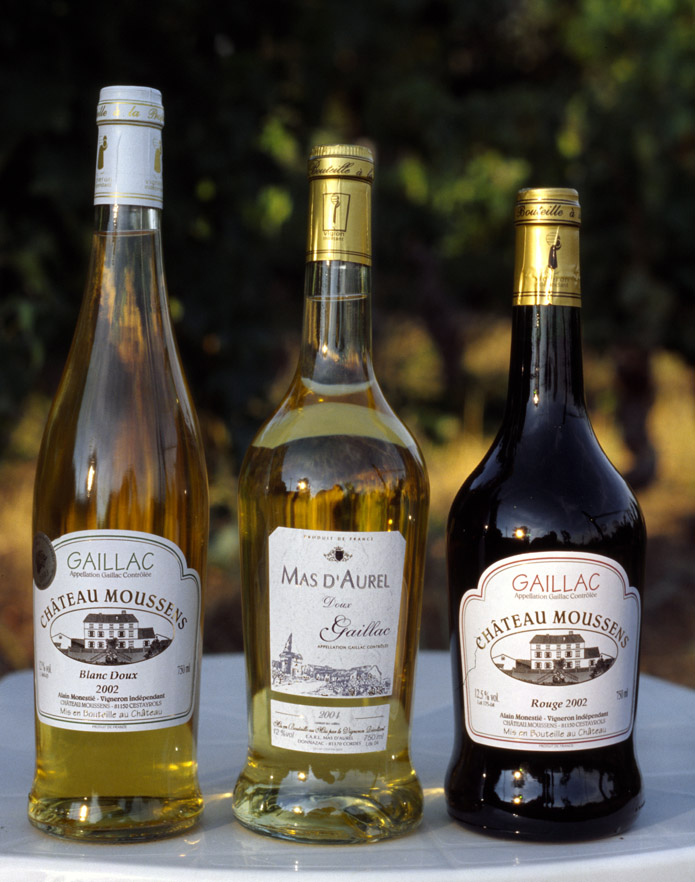
ガイヤックのボトル (ガイヤック産ワインの例)
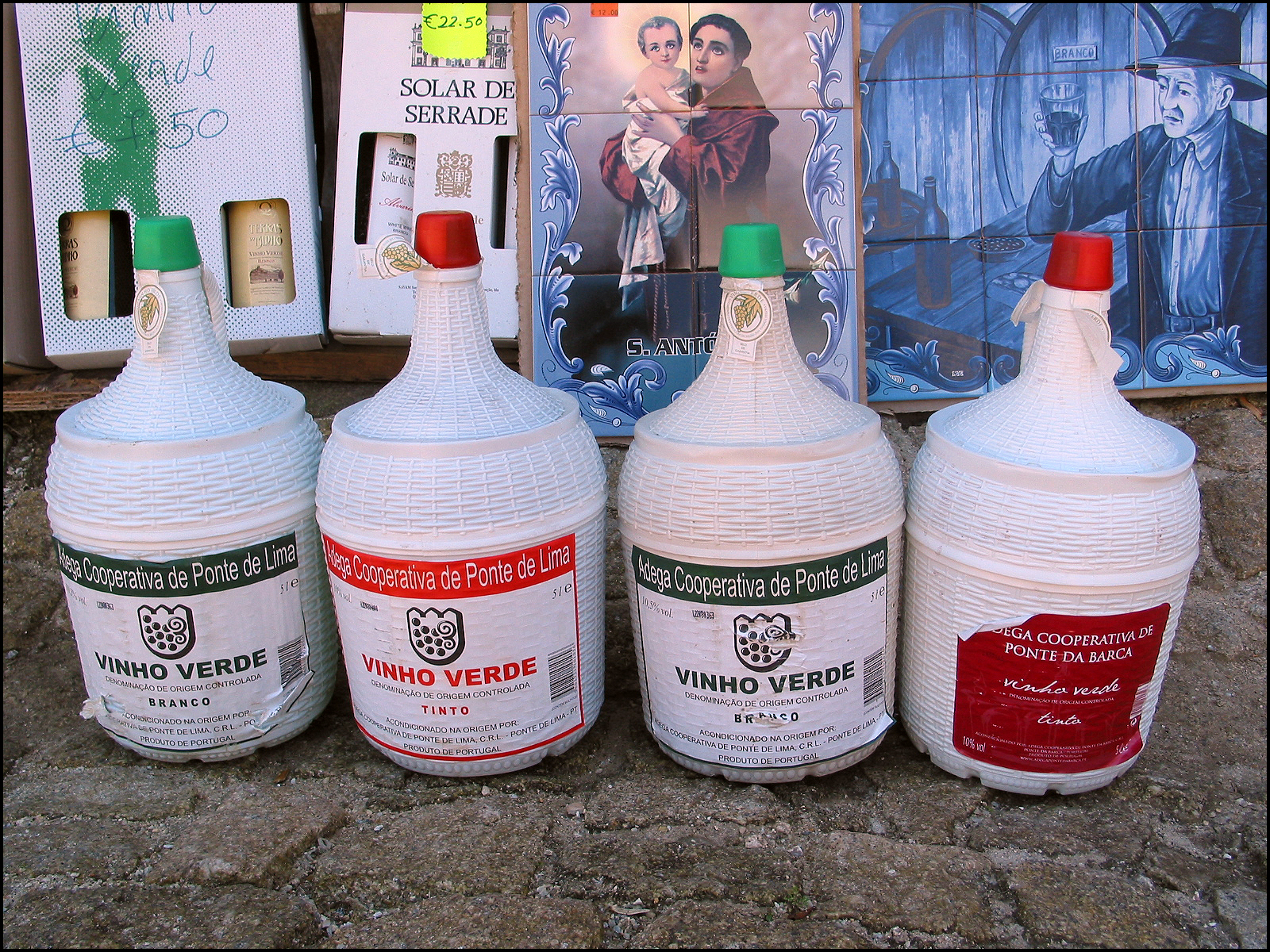
ヴィーニョ・ヴェルデのプラスチック製カーボイの付いたデミジョンボトル
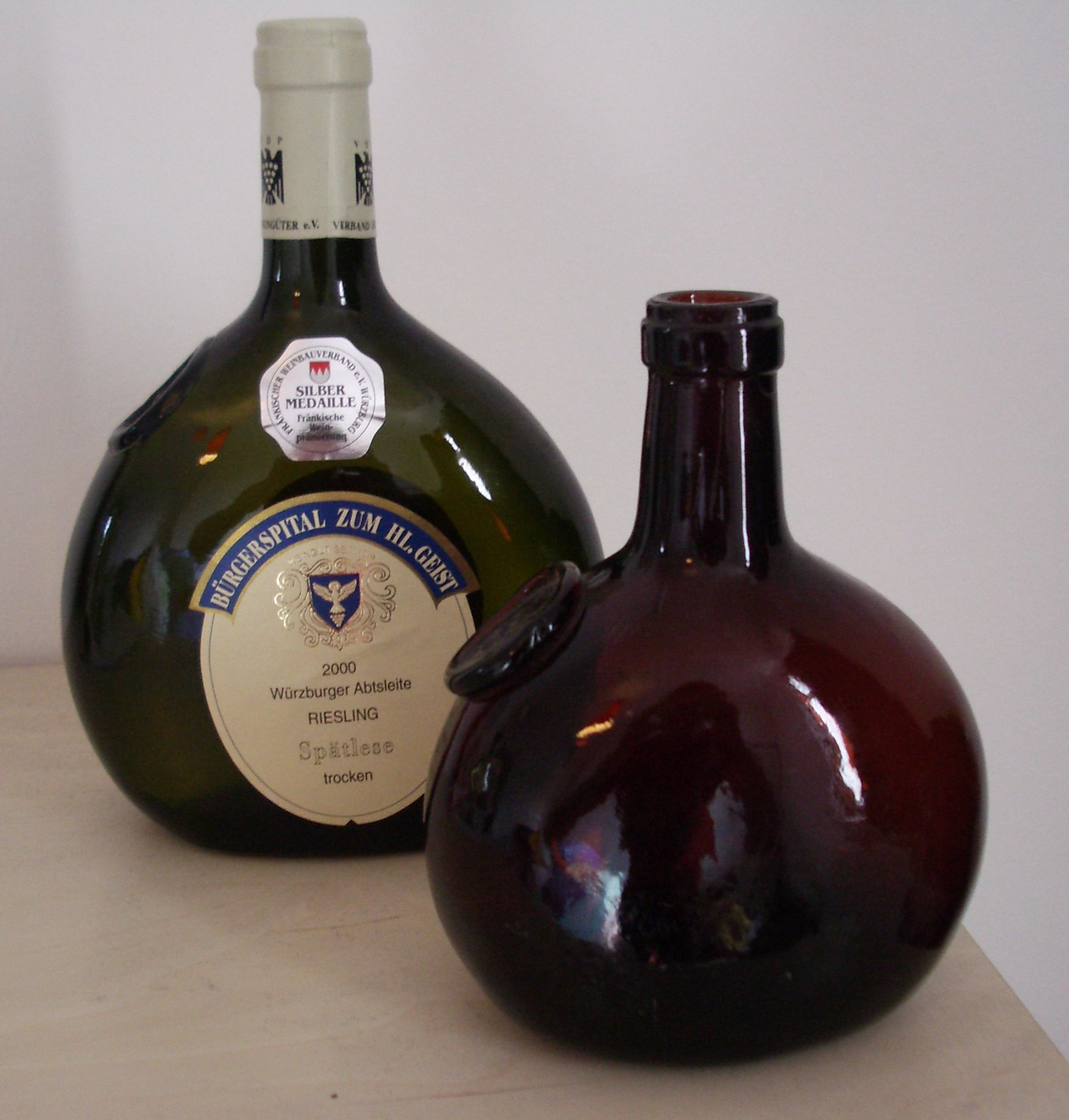
ドイツ・フランケンのボトル (ボックスボイテル)
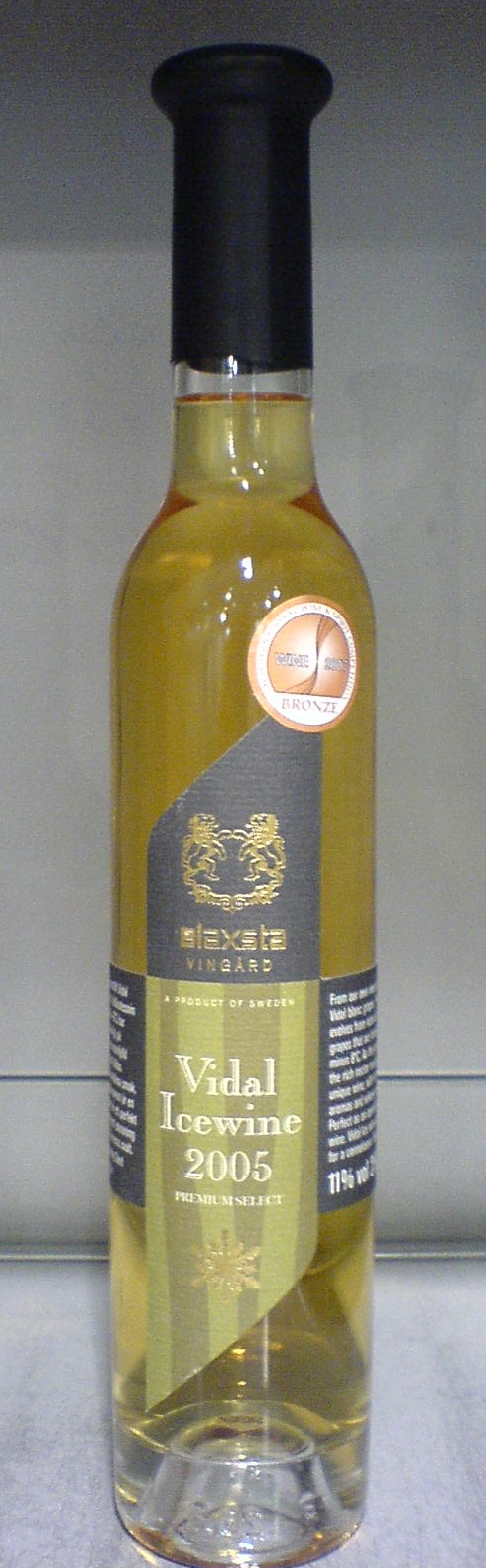
アイスワインの細い瓶

## ワインの試飲 (テイスティング)

### 色調
白ワインの色はワインの種類と同じようにバラエティに富む。最も一般的に使われる表現は黄色であるが、豊かな語彙があるおかげで、実際の色と色相の間の視覚的分析をするうえで自由な余地がある。色合いはワインそのものとグラスとの接点では異なることもある。
20世紀終わりには、ワインの色のもとになる成分はまだ明確に特定されていなかった。長年にわたり、ブドウに含まれるフラボンは黄色の原因であると考えられてきたが、短時間しか浸漬を行っていないとフラボンのワインへの溶解度は極めて低い。そのため、黄色の原因物質となる他の分子の探索につながった。1995年のBiauの論文 では、多糖類、タンパク質、およびいくつかのフェノール酸の影響が示唆された。
レグリーズでは次のように規定している。「見た目が非常に明るく、光の反射に満ちていれば、金属に特有のさまざまなニュアンスを勘案して"金"という用語が使われる。(中略)よく澄んでいて、ワインがきらきらと光を反射していないようなら、"黄色"とだけ表現する。」カラースケールでは白ワインはほぼ無色の白と言うことができる。ワインが若い場合には、通常、淡い緑色または薄い黄色のような色合いを帯びる。熟成により黄色が濃くなり、金色や銅色、最終的に琥珀色へと変わっていく。白ブドウから作られるワインのなかでも世界で最も暗い色合いのものの1つとして、ペドロ・ヒメネスがある。また、糖度もワインの色に影響し、糖が豊富であると色の持続性が高まるほか、ブドウ品種の性質によっても異なる。ボルドーのソーヴィニヨン・ブランやロワールのミュスカデは緑がかっているが、シャルドネやトラミナーは同等の条件で栽培しても黄色になる。

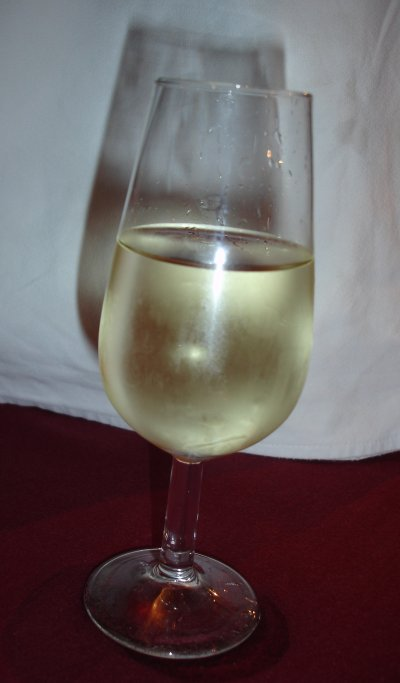
カタビノグラスに注がれたシェリー酒
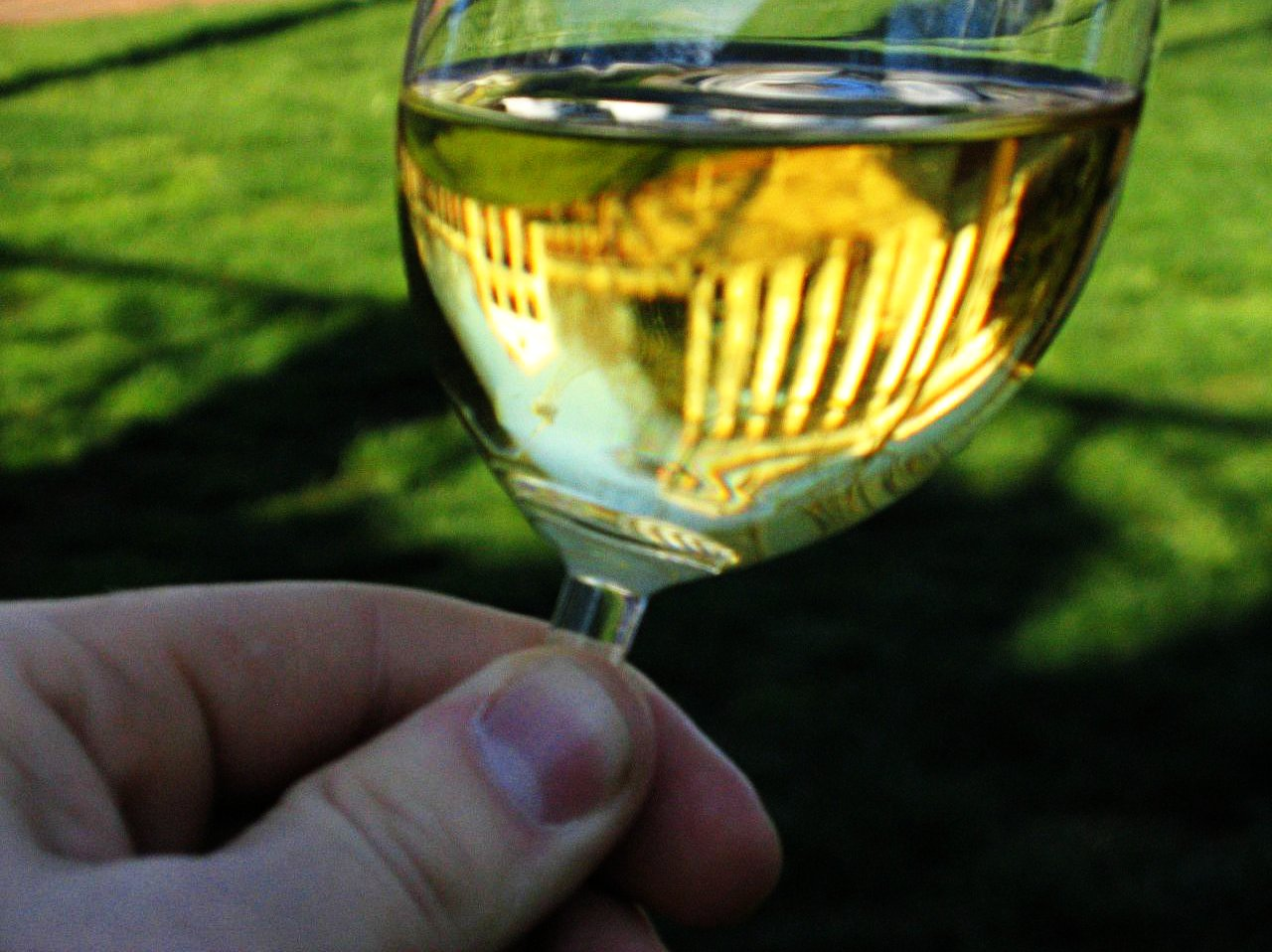
シャルドネ
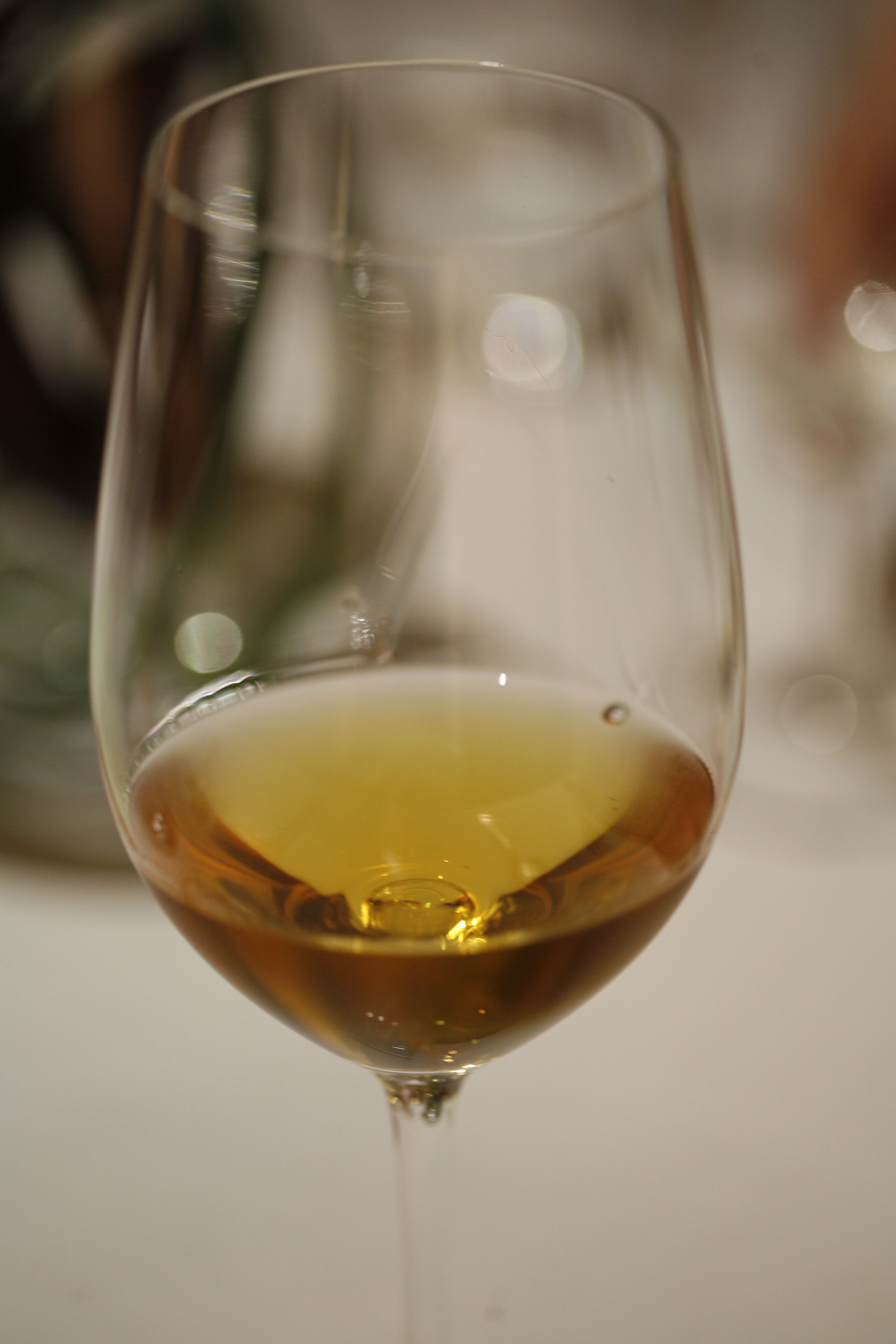
トカイワイン
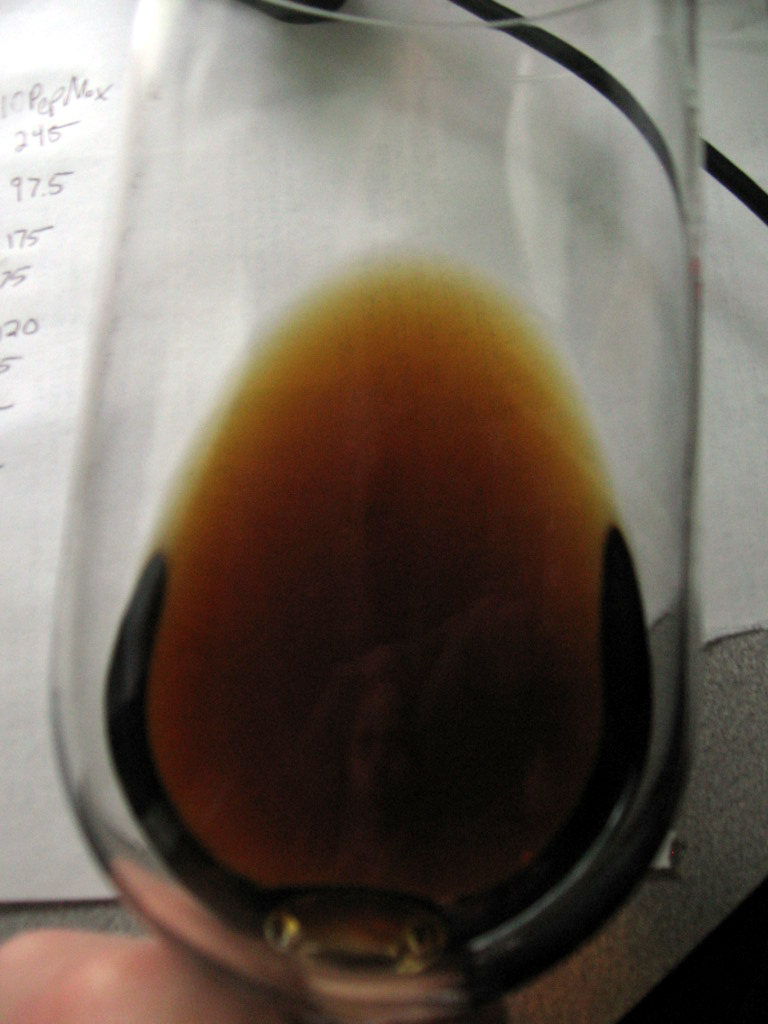
熟成した白ワイン (マデイラ･ワイン)

### 香り (アロマ)
白ワインの香りの中には、ワインの香りの要素のうちのほぼすべてが含まれる。
果実の香りには、レモンやグレープフルーツなどの柑橘類の果物、リンゴ、マルメロ、モモやアプリコットなどの白い果実、クルミやヘーゼルナッツなどのナッツの香りが含まれる。パイナップル、マンゴー、ライチのようなエキゾチックな果物もある。さらに、アロマパレットと呼ばれるワインの香りの一覧には、コンポートやジャム、果物の砂糖漬けなどの調理した果実の香りも含まれている。また、白ワインは、アカシア、スイカズラ、バーベナ、スミレなどの花の香りで表現されることもあるし、その花の蜂蜜の香りがするといわれることもある。
熟成はまた、ワインに別の風味をもたらす。樽熟成は、バニラ、バター、ブリオッシュ、トースト、カラメルなどの香りを作り出す。ヴァン・ジョーヌやシェリーのような長期熟成するワインでは、典型的に生のクルミやアーモンド、ヘーゼルナッツの香りが感じられる。
土壌によっても、栽培地域に特有な香りが生まれることがある。すなわち、シャルドネ やソーヴィニヨン・ブラン では燧石（フリントや発火石の匂い）のようなミネラルのアロマがあると言われ、熟成したアルザスのリースリングは典型的に石油のアロマと表現される。
赤ワインにしかないと思われているような香りも、白ワインで感じられることがある。これは、特に黒ブドウから作ったシャンパンの一部で見られ、イチゴ、ラズベリー、ブルーベリー、グースベリー といった赤い果物 香りを連想させる。

### 味
白ワインではタンニンが除去されているため、口に入れた時のバランスは赤ワインとは異なる。味のバランスはもはやアルコールと酸度だけに基づいおり、これは白ワインを作ることの難しさの要因のひとつである。
甘口ワインや白の酒精強化ワインの場合、糖分もアルコールと酸度とバランスさせるべき要素となる。
樽熟成はワインに木のようなニュアンスを与え、オークからのタンニンによりワインはしっかりとした骨格になる。ソーテルヌのグラン・クリュ(例えばシャトー・ディケム)のように、最も長熟なワインは新樽での熟成によりいっそう素晴らしいものになる。

### 白ワイン用のグラス
ガラス容器が登場して以降、ワインの種類ごとに特化したグラスが作られた。白ワインに特化したさまざまなグラスが、多くのワイン生産地域に存在している。ワインの色を正しく把握するには、ガラスは完全に無色透明でなければならない。しかし、デザイナーや食器メーカーは緑色または青色の足を持つ白ワイン用グラスを作っている。この色によりワインの色合いは良く見える。すなわち、影の部分に人工的な色が付き、反射が防がれることでグラスとワインの間がくっきり分かれて見えるようになることで、ワインが若々しく見えるようになるのである。
スパークリングワインは、フルートやクープのような専用のグラスで提供される。フルートグラスは、香りが鼻のところに集まってくる形状であり、高さがあるため立ち上ってくる泡を見ることができるため、プロのテイスターに好まれている。一方、クープはあまりにも広がった形状のために泡の層を保存できず、炭酸ガスと香りが逃げるため、現在は推奨されていない。一説によると、このクープの形状はポンパドゥール夫人の乳房の形に基づいて作られたという。クープは、かつてワインが甘く香りが弱い時代から使われてきた。1930年代以降、より辛口なスパークリングワインが好まれるようになり、フルートはクープに置き換わった。クープは、炭酸のカクテルにオリーブを入れたものに使われたり、王族の祭典などで壮大なシャンパンピラミッド (シャンパンタワー）を行うのに使われている。
これらのグラスの他に、フランスのINAO (原産地呼称委員会)のJules Chauvetをはじめとするテイスタのチームにより、1970年にINAOグラスが確立された。このグラスはガラス部分が薄くできており、あらゆるワインを味わうことができるよう計算された曲線になっている。このグラスは、とりわけ、原産地呼称統制（AOC）認可時のテイスティングの際に使用される。これはワインがフランスのAOCの称号を得るための関門である。このシンプルでエレガントなグラスは、もちろん食卓でワインを飲むときにも使える。

白ワイン用のグラスは一般的に赤ワイン用のグラスよりも背が高くて薄い
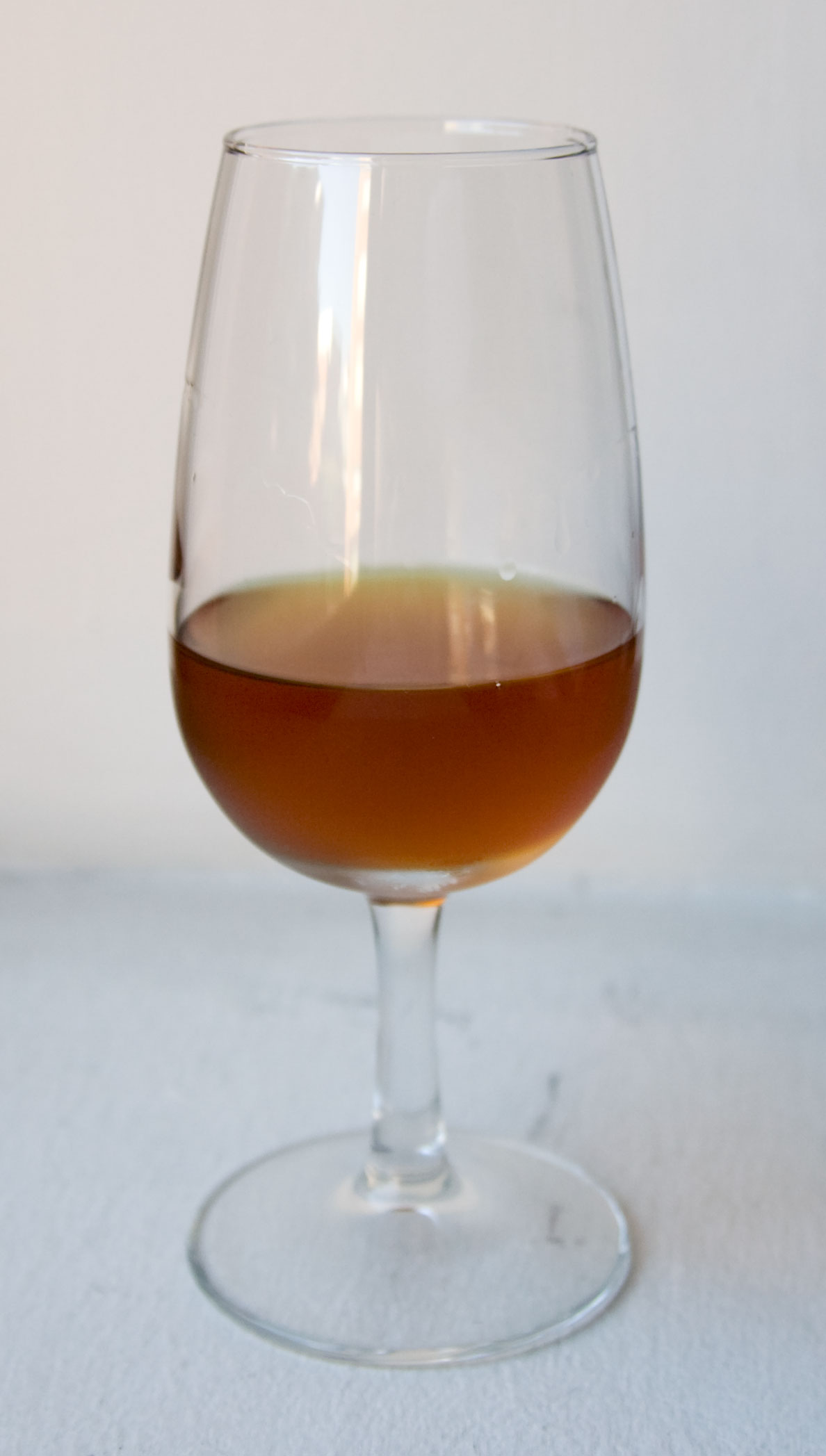
アモンティリャード・シェリーが、INAO (フランス原産地呼称委員会)のテイスティング用グラスに注がれている
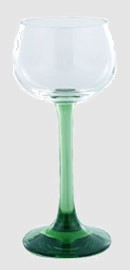
アルザスグラス: 色付きの足はワインの色を適切に評価するのには適切ではない
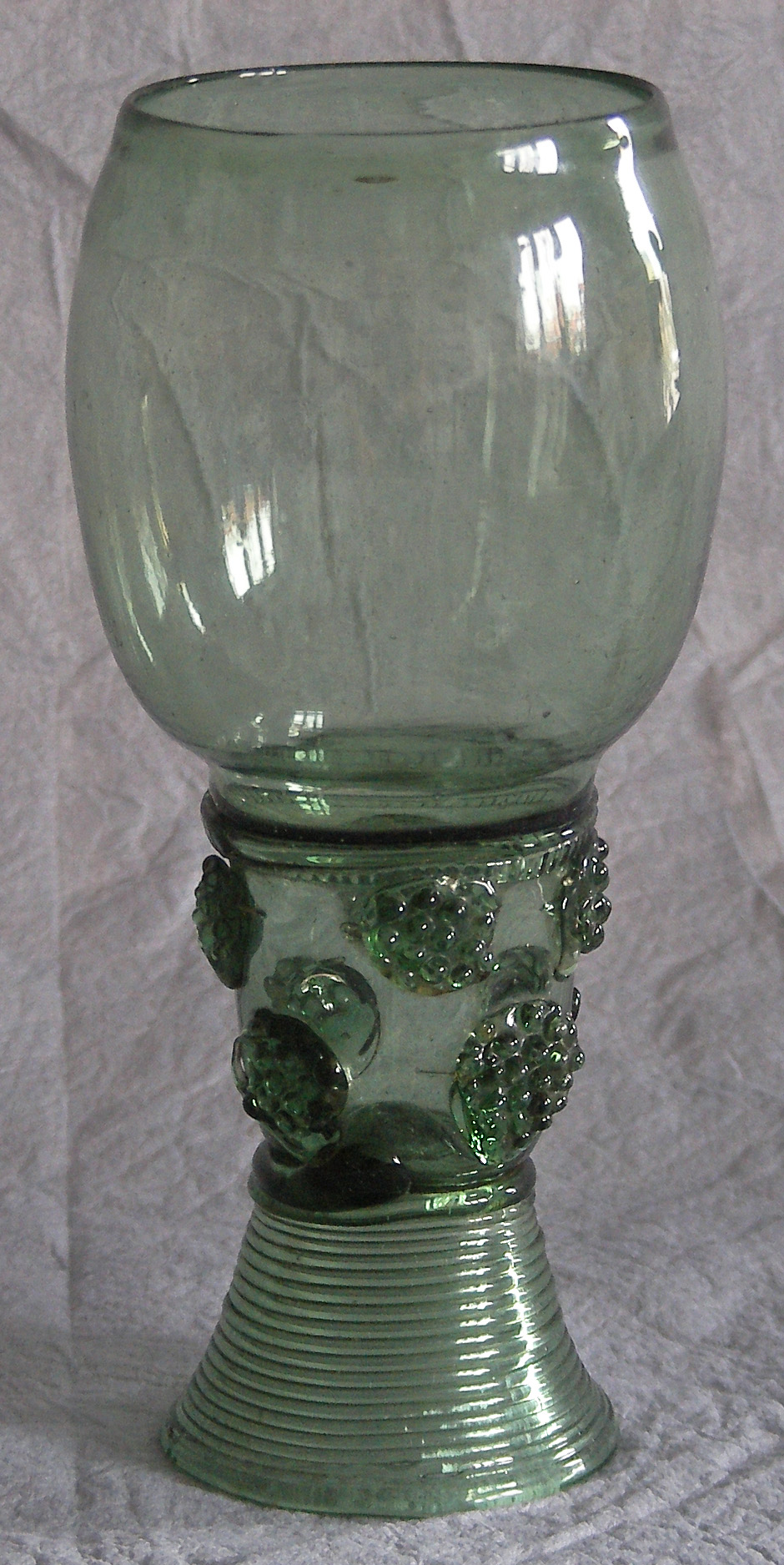
17世紀のドイツのワイングラス (Römer)
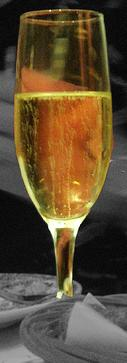
カバが注がれたフルートグラス
スパークリングワイン用のフルートグラス
スパークリングワイン用のクープ
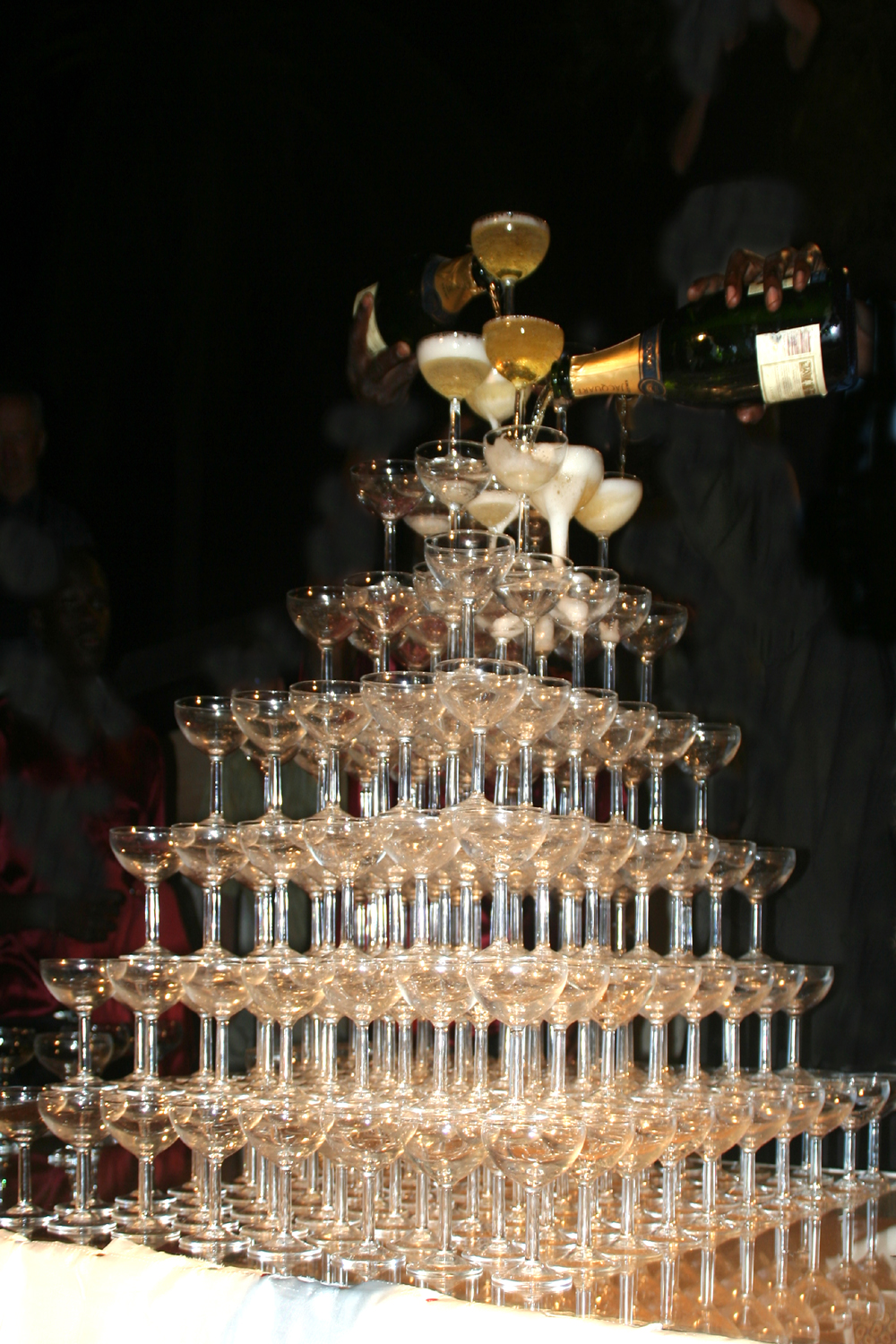
クープを使ったシャンパンピラミッドの豪華な演出

## ワインのタイプ

### 辛口白ワイン
辛口白ワインは、糖分を含まないワイン (糖含量は4 g/L以下)である。辛口白ワインでは、ワインのバランスがたった2つの要因 (酸とアルコール度数)で決まるため、作るのが非常に難しい。一方で、詳細な情報がなくとも、消費者はこのワインについて語ることができるともいえる。
1950年代まで、伝統的なヨーロッパのワインは、温度が高くなりすぎて発酵が妨げられることがないよう小さな容器で作られていた。このような醸造方法ではワインに骨格や丸みが生まれるが、香りは弱いものであった。カリフォルニア州とオーストラリアでは、発酵中にブドウやワインを冷やす必要があり、醸造家はセラーに、冷蔵設備、液体冷媒を循環させる配管、および温度調節可能なタンク（容器の壁面にコイルを設置させたり、熱交換能力の高い平板状の薄い溶接板を用いたりする）を備え付けるようになった。
ヨーロッパでも同時にこのような生産様式が考え出されたが、これはムストの処理に関する新技術（セトリングの加速、選抜された酵母の使用、糊や酵母由来の酵素の添加、マセレーションの実行）の一環であった。
ワインの世界では、このようにして作られたワインは暗に"技術的なワイン"であると見なされている。非常に香りが豊かで、さわやかな味わいであり、熟成を必要としない。"古い"タイプのヨーロッパの白ワインのなかにもこの生産様式が適しているものもある。その例として、初めてこの手法が用いられた品種であるソーヴィニヨン・ブランが挙げられ、セミヨンとブレンドに用いられた。また、過去30年間にブドウ栽培面積は減少している。ブルゴーニュでこの手法を用いると、早期酸化という現象が起こる可能性がある。シャルドネは昔ながらの方法でこそ素晴らしいワインを作ることができる品種の典型と言える。
下の写真は、2つのシュナン・ブランの色調を比較し、南アフリカの "技術的"ワインとロワール渓谷の "古典的な"フランスワインとの視覚的な違いを示す。

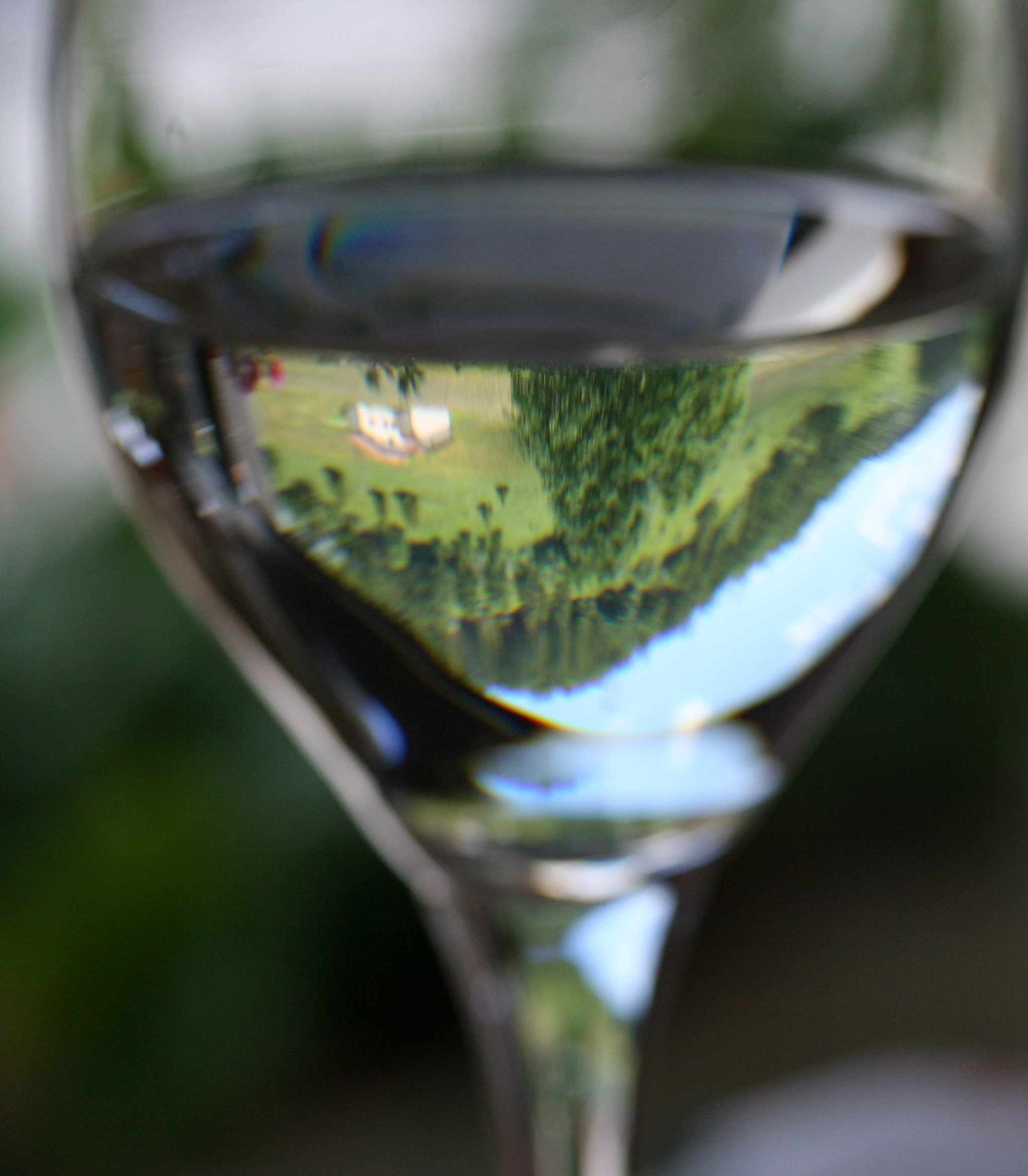
透明で光沢のあるシャブリ・ワイン
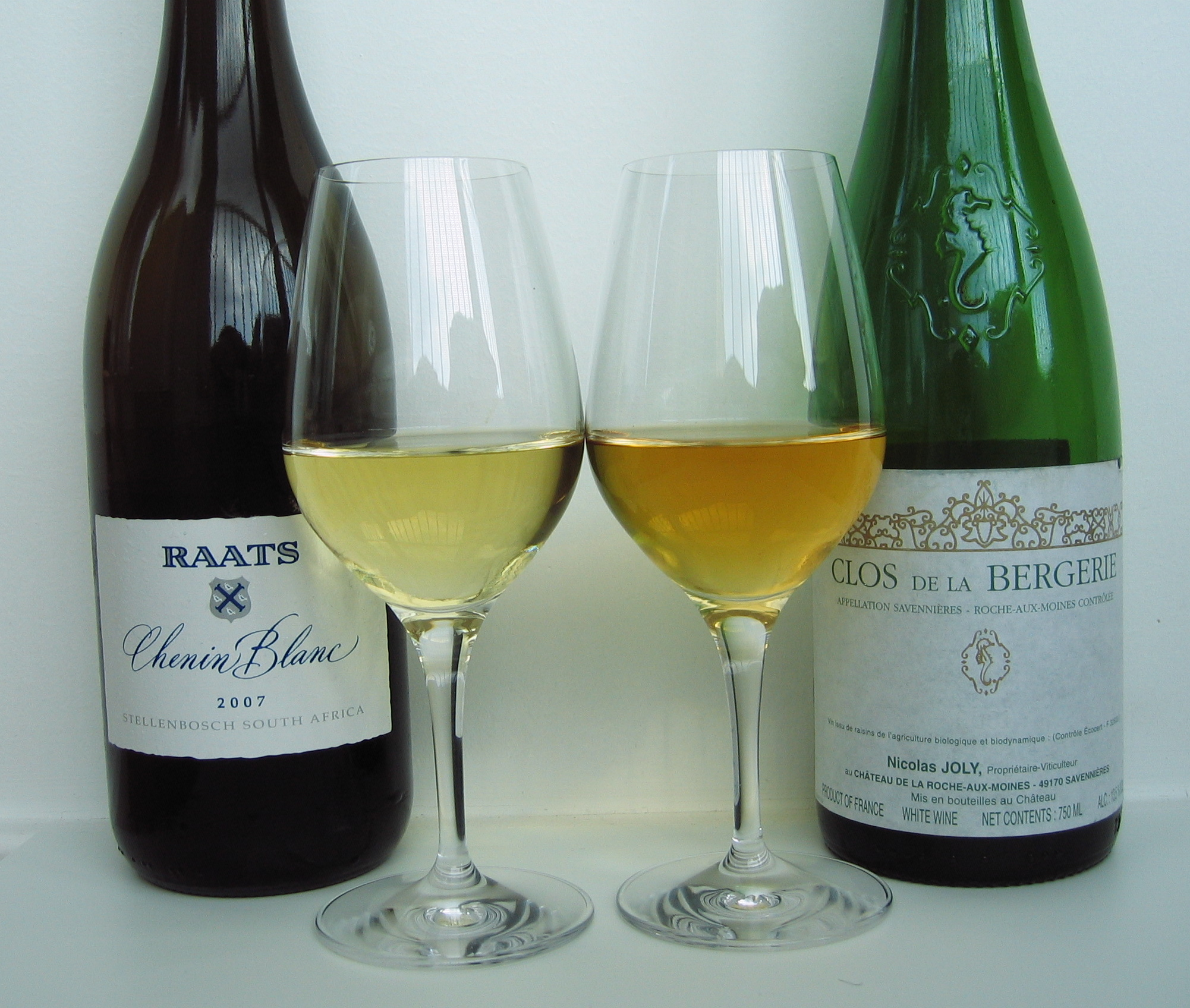
南アフリカのシュナン・ブラン (左のステレンボッシュ)とフランスの同種ワイン (右のサヴニエール（英語版）)の色調比較
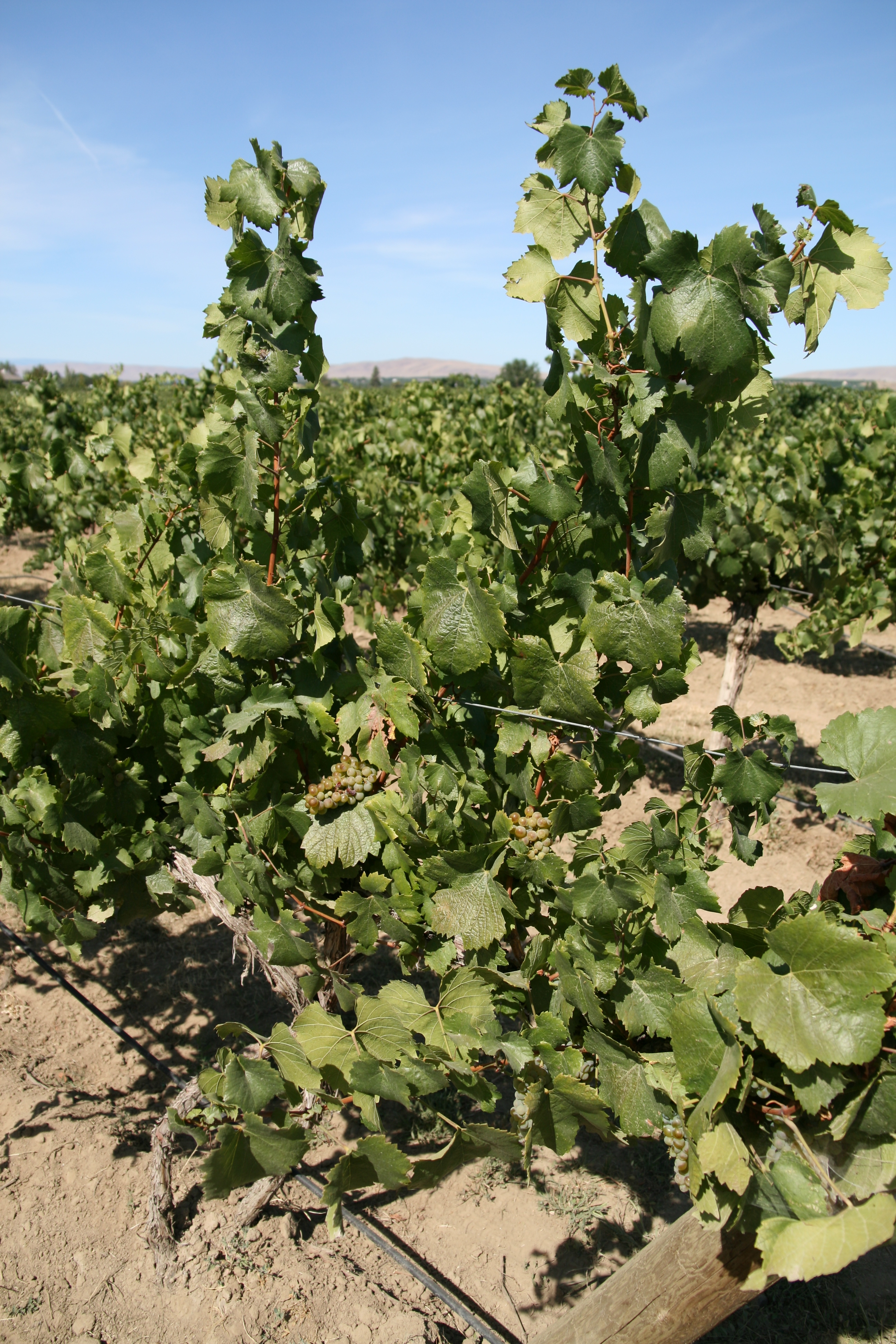
米国ワシントン州で栽培されているリースリングの樹
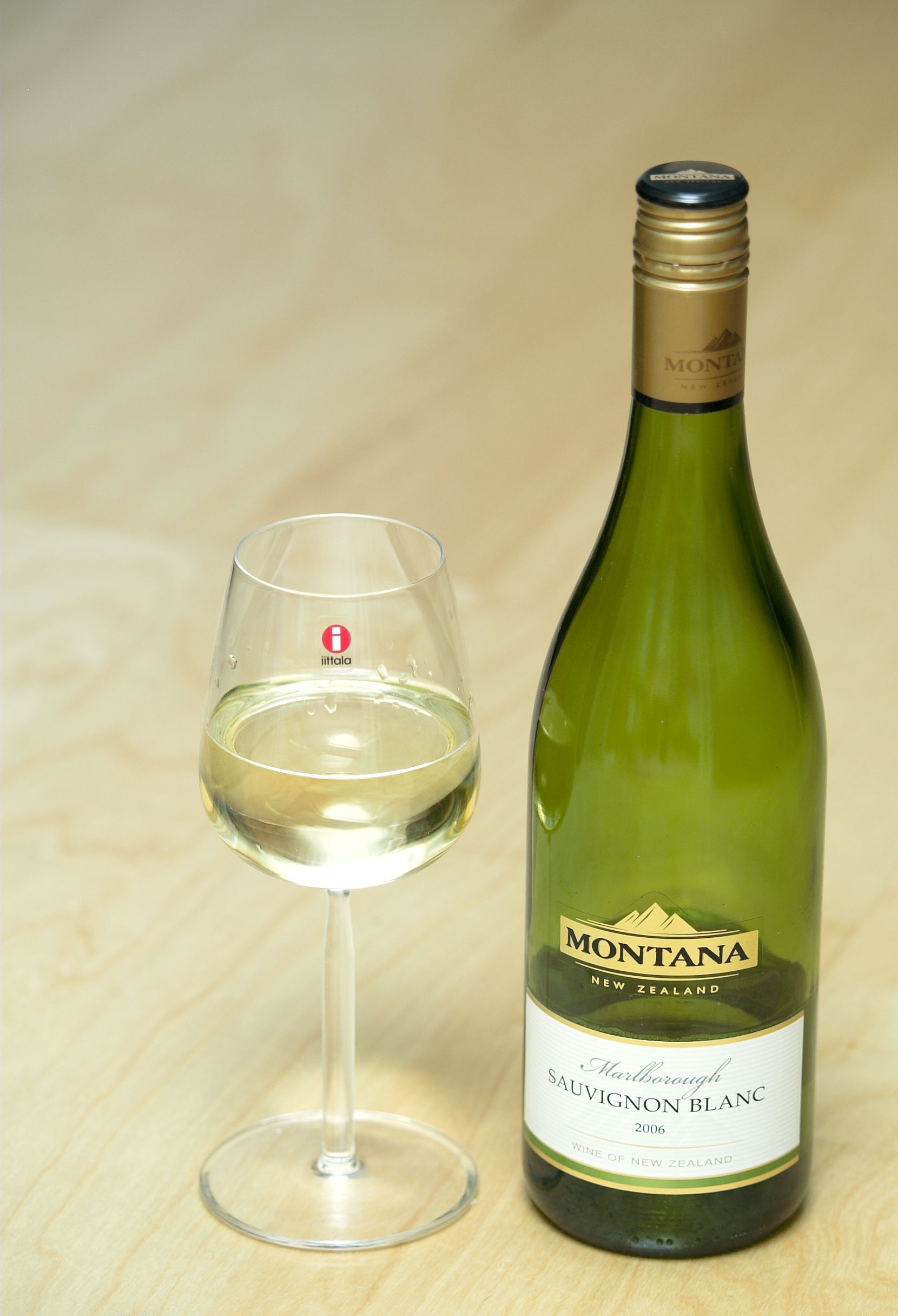
ニュージーランドのソーヴィニヨン・ブラン

### 甘口白ワイン
甘口ワインには、わずかに甘い程度のものから、シロップのような濃度の酒精強化ワインに至るまで、多種多様な種類がある。
糖はブドウ由来のものであり、糖がなくなる前に発酵を止めることで作られる。なお、一部の地域では補糖の普及により、ワインの造り方が変わったこともある。ブドウの糖度を上げるためには、さまざまな手法が存在する。
- 樹上でのパスリヤージュ（フランス語版）あるいはレイトハーヴェストは、ブドウをブドウの木に生ったまま放置し、ひたすら日光に晒すことからなる。いったん完熟したらそれ以上の糖分は蓄積されないが、水分が蒸発することにより、収量は低下するものの糖の濃度は高くなる。これは最も古くからあり、最も一般的な方法である。この方法では、茎を摘み取ることによって効率化が見込める。樹液が房に到達するのを防ぐことで、実をより早く乾燥させることができるのである。熟練された手法としては、環状に切れ目を入れ、房よりも下の位置で樹皮をリング状に除去すると、甘い樹液は降下することができずブドウに集中し、水分を含んだ樹液は上方の枝に供給され続ける。別の簡便な方法として、茎の一部を切り取ることがある。切り取った部分よりも先端側のブドウは乾燥するが、根元寄りのブドウの生育はそのままである。この2種類のブドウを樽でブレンドしたり、同時に圧搾することで、できあがりのワインの品質が良くなる[91]。
- 収穫後のパスリヤージュは圧搾する前にブドウを濃縮する方法である。ブドウは屋根裏部屋やトレイに吊り下げられ、時間をかけて含まれている水分の一部を蒸発させる。ストローワインの原料はこの方法で作られる。
- 貴腐は、気候条件に依存する濃縮方法である。貴腐菌として知られるボトリティス・シネレア (Botrytis cinerea)は、ブドウの果皮に微細な穴をあけ、そこから水分は蒸発するが、他の成分は流出しない。さらに、貴腐菌の作用で、果実内で起こる化学反応によりブドウには通常と異なる風味が現れる。ブドウ品種や土地の特性でブドウが早熟であったり、ブドウの木の樹勢が弱いことは貴腐には好ましい条件であり、灰色かび病を防ぐのに役立つ[92][N 9]。このタイプのブドウは、ハンガリーのトカイ、アキテーヌ地域圏のデザートワイン (ソーテルヌ、バルサック、ルピアック、モンバジャックなど)、アルザスのセレクション・ド・グラン・ノーブル、ドイツのトロッケンベーレンアウスレーゼなどが知られている。
- ブドウの凍結とコールドプレスは、果実のエキス部分を絞るために使用される。凍った水、すなわち氷は圧搾時に残り、甘い果汁だけが流れ出る[93]。これがアイスワインの原理である。氷果仕込み（クリオ・エキストラクシオン）は、寒さが十分でない地域でもアイスワインを再現するために発明された最近の技術である。ブドウは圧搾の前に人為的に凍結される。この方法により気候の制限を克服でき、ブドウの凍結を待たずに収穫できる（気象上の事故やスズメによる食害によってブドウが失われるリスクを避けられる）が、ブドウの成熟にかける時間が短くなるため、アイスワインと全く同じ風味が得られるわけではない。

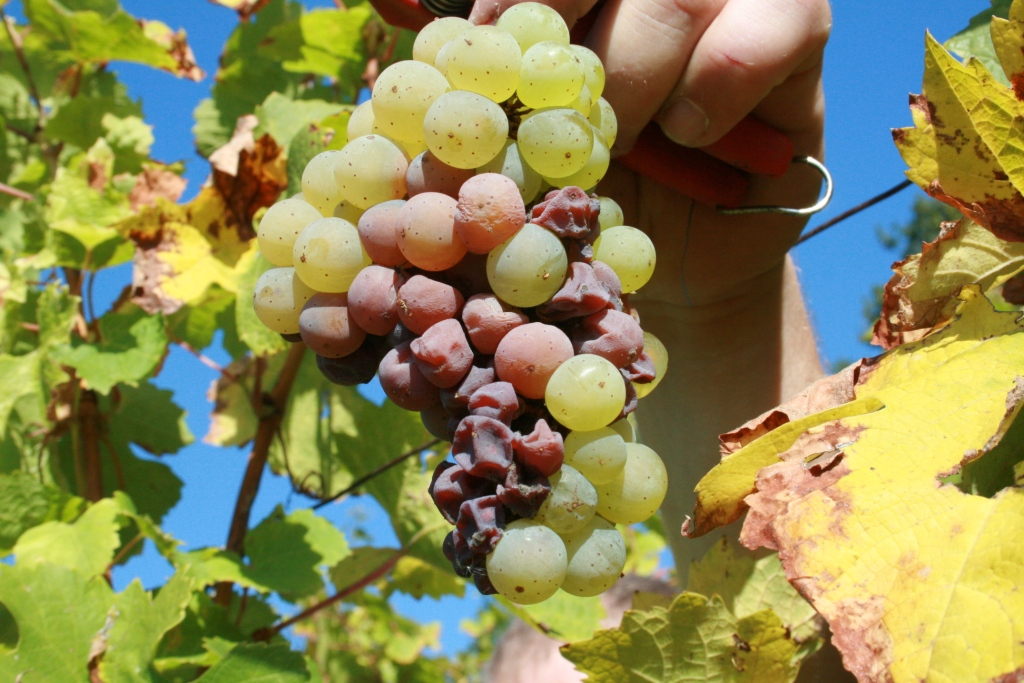
リースリングのブドウの房の貴腐
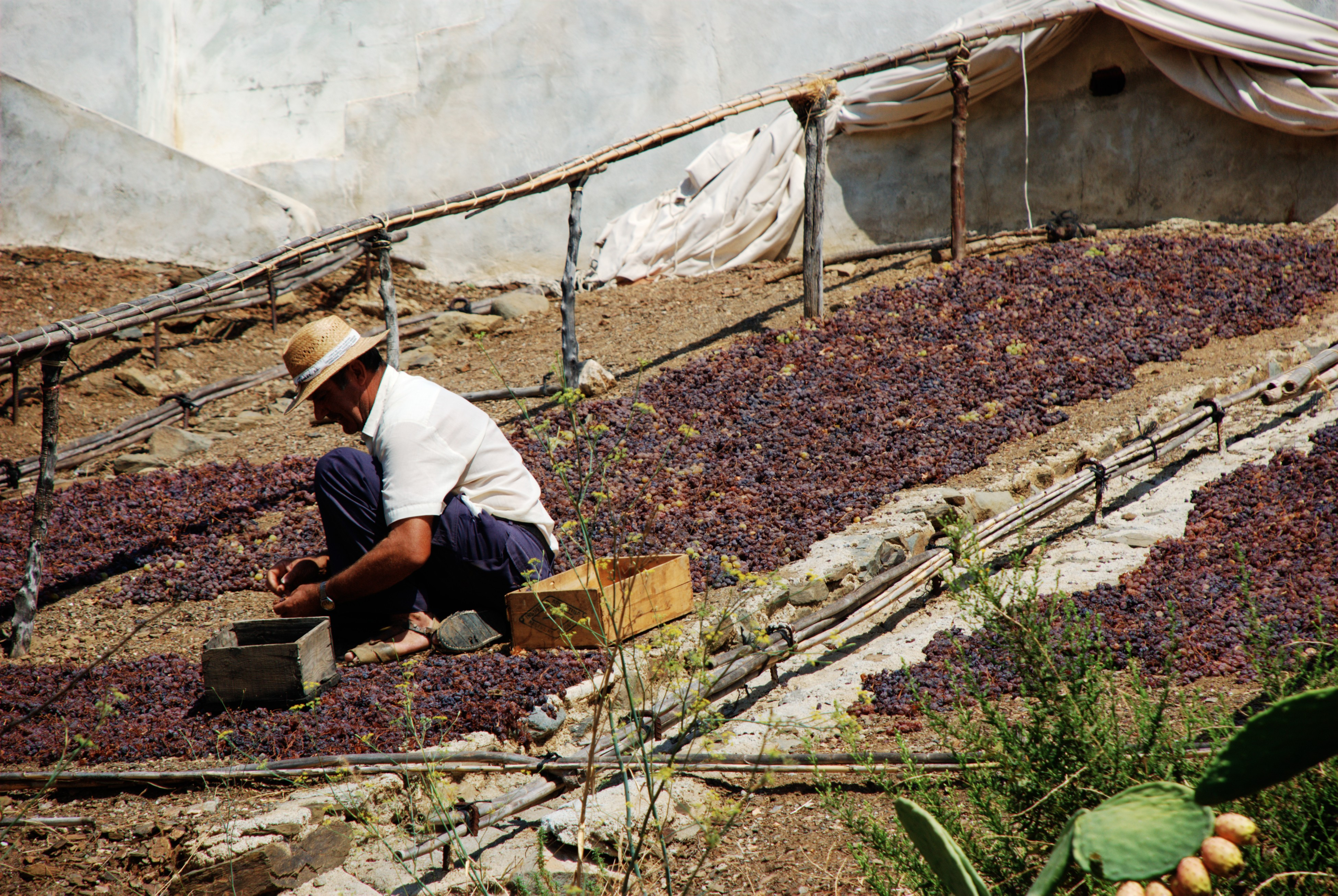
マラガで行われている収穫後のパスリヤージュ。乾燥することで、白ブドウが赤みがかった茶色に変わっている。
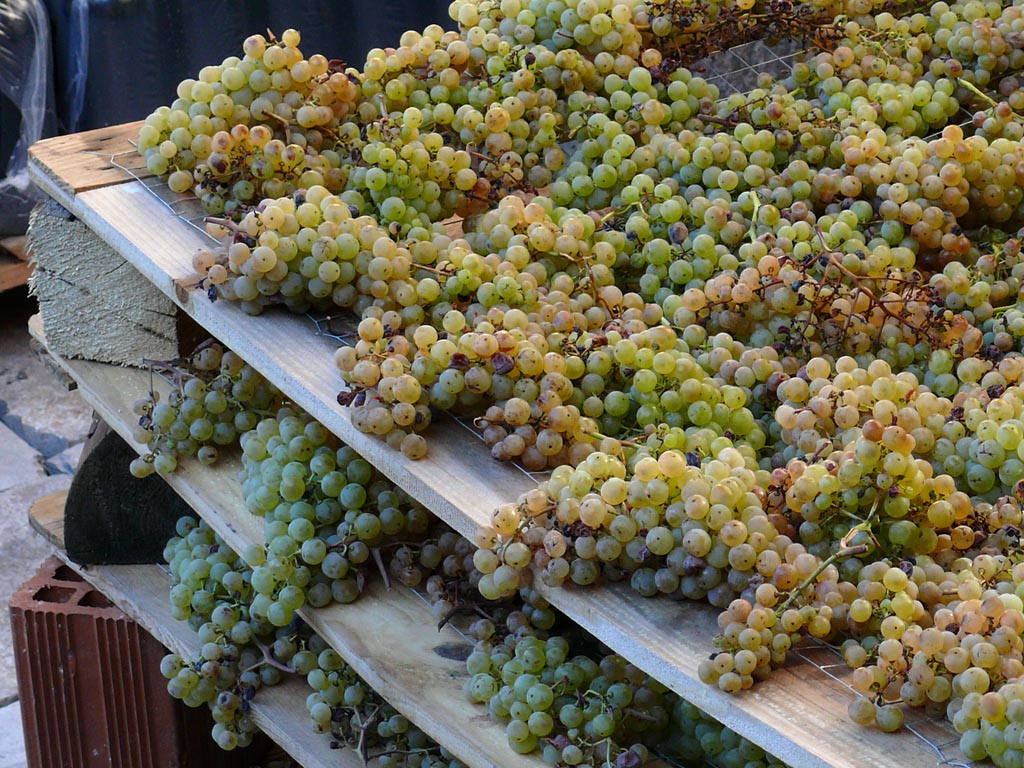
スロベニアでの収穫後のパスリヤージュ
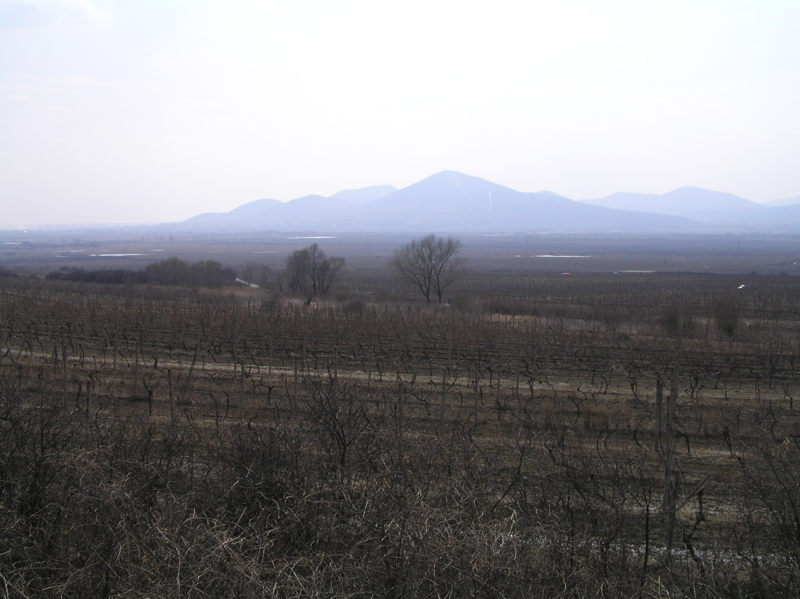
スロヴァキアのトカイの霧がかかったブドウ農園
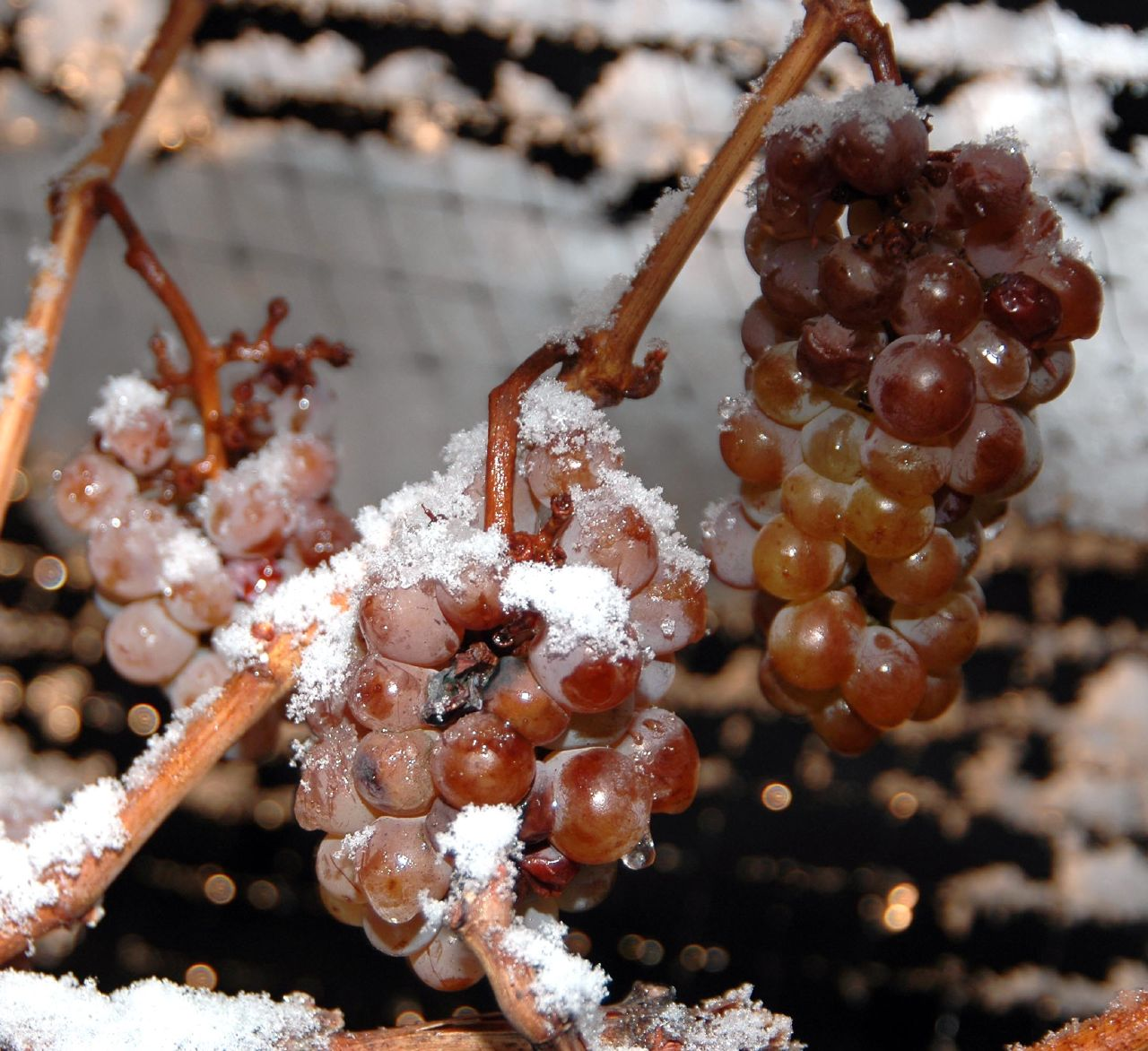
アイスワインを作るための凍結したブドウ
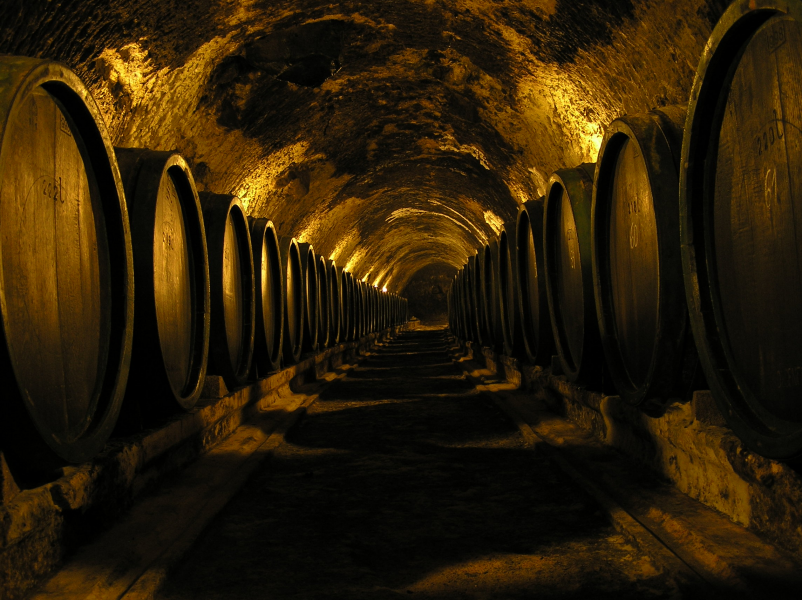
スロヴァキアのトカイの熟成のためのセラー
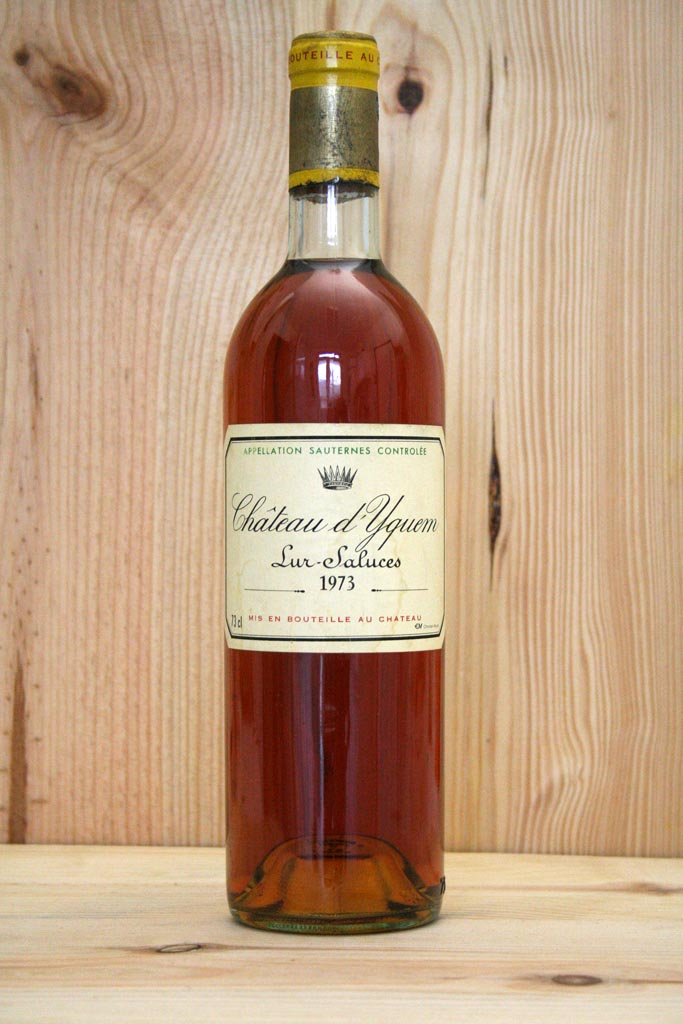
ソーテルヌの偉大な貴腐ワインのボトル
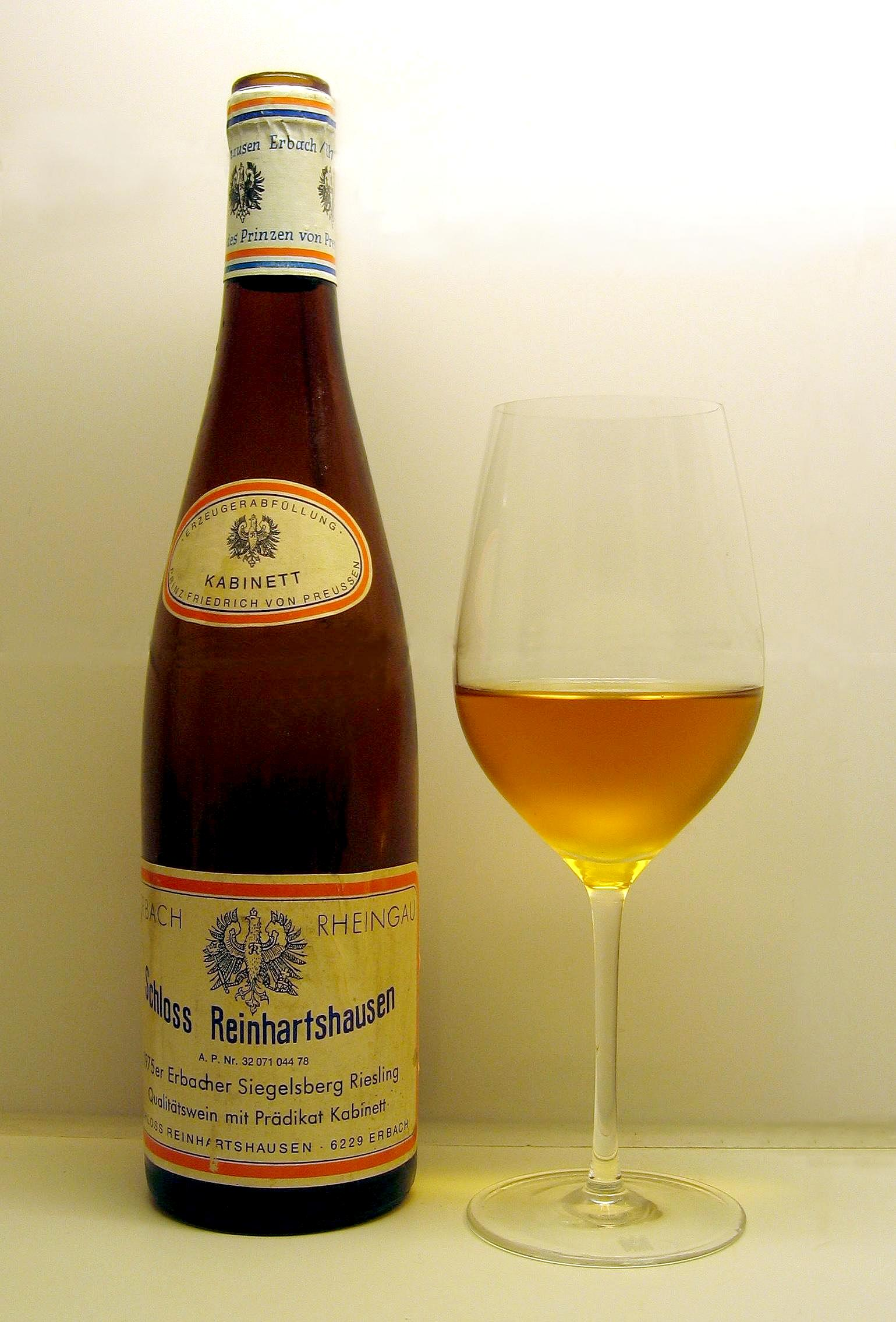
32年経って開封された、古いドイツのリースリング。琥珀色をしている。

### スパークリングワイン
シャンパンの影響で、祝祭用のワインとして高級なイメージがあるスパークリングワインであるが、製法は他のワインとは大きく異なる。スパークリングワインに対して、泡のないワインは「スティルワイン」と呼ばれる。
スパークリングワインはほとんどが白ワインで、発酵ガス（二酸化炭素）を含んでいる。スパークリングワインの登場は最初期のワイン造りまでさかのぼる。すべてのワインで、アルコール発酵中に酵母は二酸化炭素を生成するので、発酵中はすべてのワインが発泡する。ほとんどの場合、ガスは逃げ出し溶存しない。したがって、スパークリングワインの製造方法は、発泡の要因となるCO2をワインに溶解した状態で維持することを意図している。
- トラディショナル方式ないしはシャンパーニュ方式では、まず白ワインまたはロゼワインをスティルワインとして作る。リキュール・ド・ティラージュ（瓶詰め時に添加する添加物であり、砂糖と酵母からなる）をワインに加えてボトルに密封する。次いで、加えられた酵母と砂糖により、二次発酵がボトルの中で起こる。ワインはその後デゴルジュ（澱の除去）され、リキュール・デクスペディシオン（門出のリキュール、の意。糖とワインからなる）が加えられる。リキュール・デクスペディシオンは仕上がりの甘辛度をどうするかによって甘さの度合いが異なる。ブリュット（辛口）、ドゥミセック（半甘口）、ドゥー（甘口）などの区別がある[34]。
- メトード・リュラルないしは田舎方式は、かつては冬が到来すると寒さによって発酵が止まったことを利用した製法である。残存している糖はボトル内で発酵し、その際に発生した二酸化炭素が溶解する。これはガヤックAOC[95] とブランケット・ド・リムー[96] で発展した手法である。
- トランスファー製法はシャンパーニュの伝統的な製法を踏襲しているが、二次発酵後にボトルを開封し、ワインを密閉した圧力容器でブレンドする。その後、濾過されてからボトルに戻される。澱の除去をまとめて行える利点がある[34]。
- ディオワーズ製法 標準的なメトード・リュラルを用いた発酵の後、ワインはトランスファー製法と同様にタンクで一括で濾過される。
- シャルマ方式または密閉タンク方式では、二次発酵は密封されたタンクで行われる。ワインは濾過された後、圧力下で瓶詰めされる[97]。
- 発酵継続製法もしくはロシア製法ではワインは1つの密閉されたタンクから別のものに移される。以前は、酵母はオークチップに固定されていた。濾過後、ワインは圧力下で瓶詰めされる。
- 炭酸ガス注入製法はリキュール・デクスペディシオンをワインに加え、二酸化炭素をタンクに注入する。ワインは圧力下で瓶詰めされる。香りのあるスパークリングワインを作ることができる方法である。

| 国名           | ×百万バレル |
| -------------- | ----------- |
| フランス       | 480-510     |
| ドイツ         | 400-430     |
| スペイン       | 190-220     |
| イタリア       | 180-210     |
| ロシア         | 170-200     |
| アメリカ合衆国 | 85-110      |
| タイ           | 70-80       |
| ウクライナ     | 50-70       |
| ポーランド     | 40-54       |
| オーストラリア | 40-52       |

スパークリング白ワインは、大型船の進水式で洗礼に使われるシャンパンで有名になった。現在ではほぼすべてのワイン生産国でスパークリングワインが生産され、イベントや記念行事にはつきものになっている。このワインのユニークな面は、ボトルにも表れている。まず、ガス圧がかかるためより頑丈な重いボトルを必要とし、きのこ状の栓はミュズレ（栓を押さえる針金）によって固定する必要がある。ボトルの上部は金色や銀色の金属箔で覆われている。

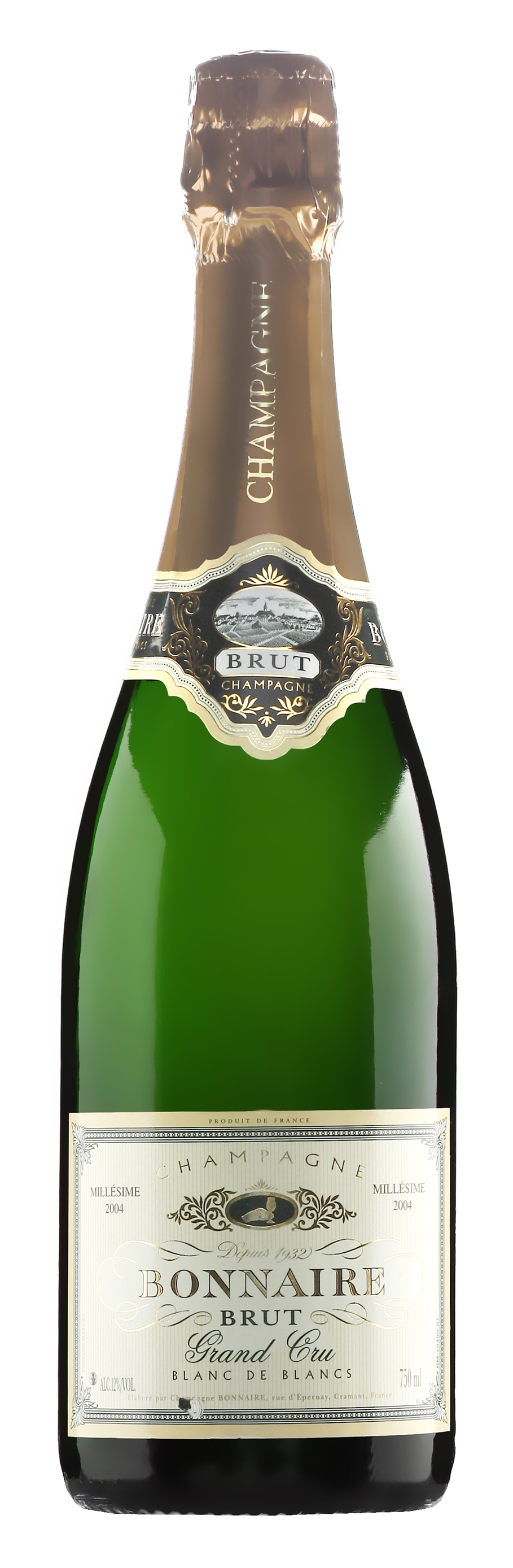
特徴的なカバーのスパークリングワインのボトル
ストックホルム美術館所蔵のペーダー・セヴェリン・クロイヤーの1888年の絵画に描かれた、祝祭でスパークリングワインが用いられている様子
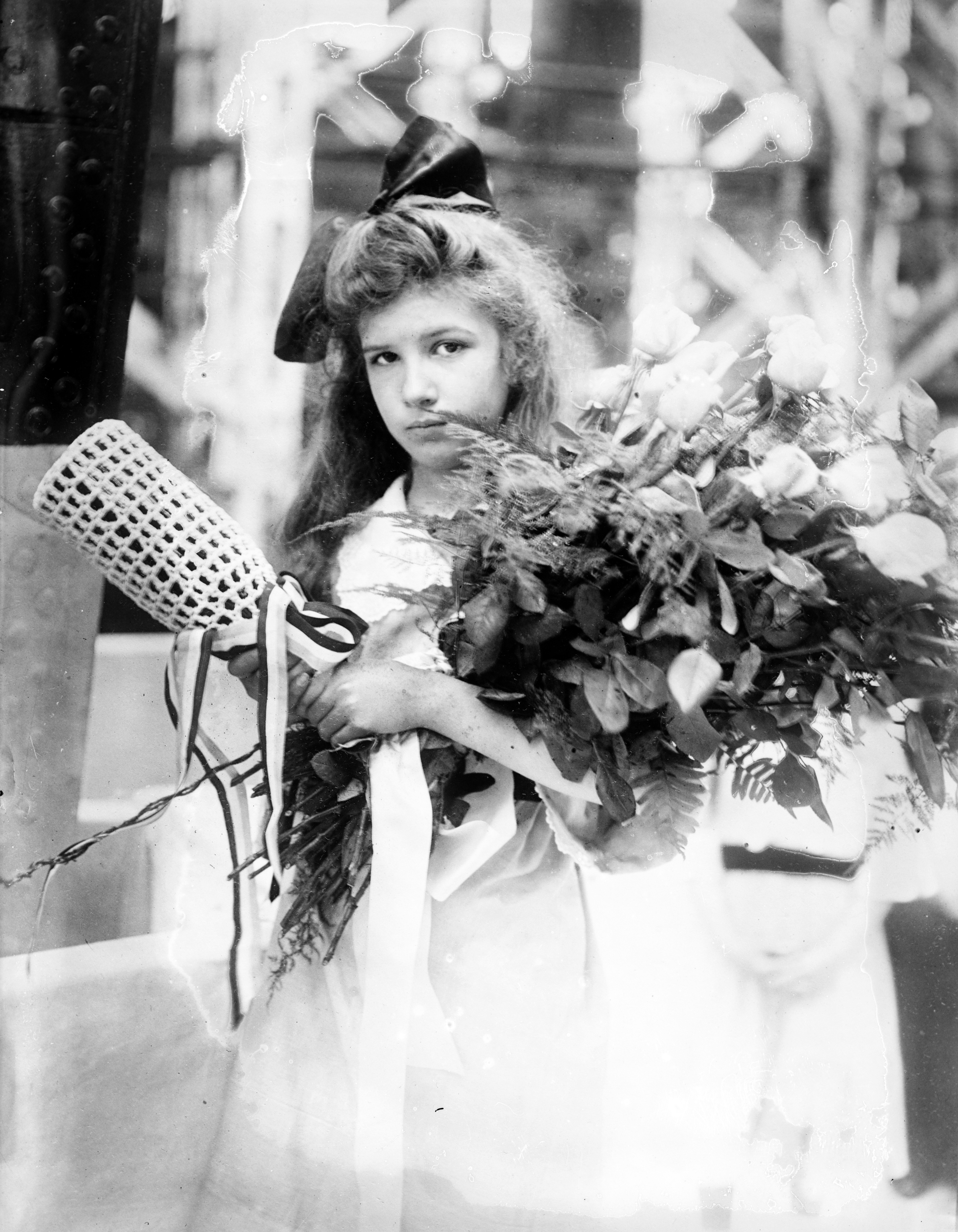
1915年のアメリカ海軍の駆逐艦ウエインライト (DD-62)の進水式。
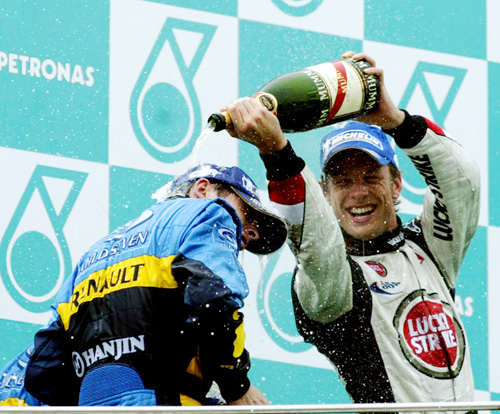
スパークリングワインの伝統的なイメージは、祝い事に使われる、というものである（この場合はカーレースの優勝）。

### 酒精強化ワイン
酒精強化ワインはアルコールが加えられたワインである。このカテゴリーは、発酵のどの段階で酒精強化が行われたかにより3種類に分けられる。
- ヴァン・ド・リキュールもしくはミステル（mistelle）は、ブドウ果汁に酒精強化して発酵を防いだものを指す。発酵させていないので、これをワインとみなせるかについては議論があるものの、ブドウを原料にしたアルコール飲料であることは間違いない。ピノー・デ・シャラント（英語版）、フロック・ド・ガスコーニュ（英語版）、そしてマクヴァン・デュ・ジュラは、AOCに認定されたフランスの3大ヴァン・ド・リキュールである。
- ヴァン・ドゥー・ナチュレルは、発酵が完了する前に酒精強化によって発酵を止めたワインである。アルコールが添加されることで糖分が残存し、味わいは滑らかなものになる。ミュスカ・ド・ボーム・ド・ヴニーズ（英語版）、ミュスカ・ド・リヴザルト（英語版）、ミュスカ・ド・ミルヴァル（フランス語版）、モスカテッロ・カタルーニャ、モスカート・ダスティなど、マスカットを使ったワインの大部分がこれに分類されるほか、白のポートワインやマデイラワインもここに含まれる。
- 辛口の酒精強化ワイン（仏：vins mutés secs）は、発酵が完了したワインに酒精強化した、糖分のない辛口ワインである。アルコール度数を増加させるために一定量のアルコールが添加される。このようなワインは長期熟成され、長きにわたって楽しむことができる。シェリーや白の辛口ポートワインがこれに含まれる。

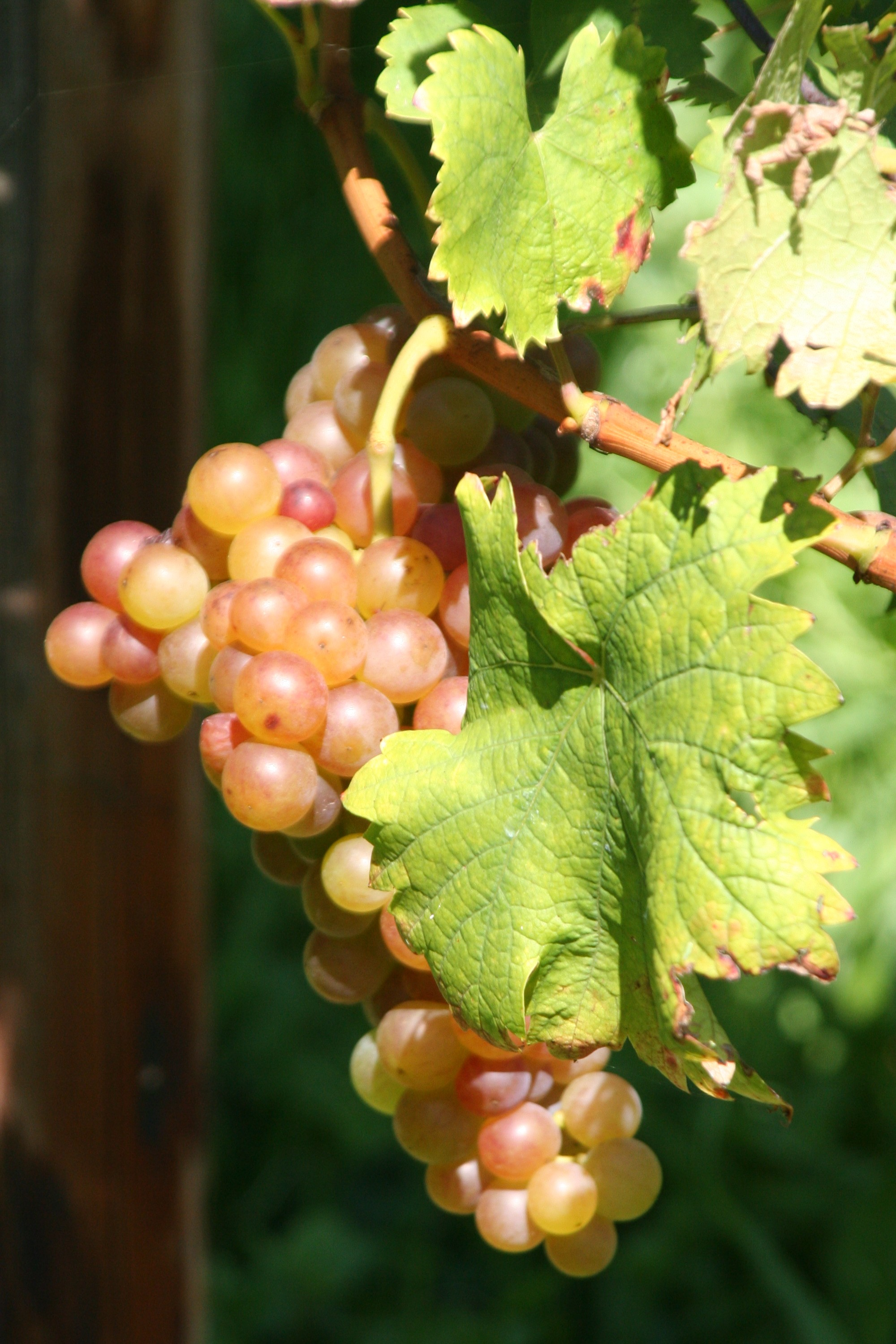
マスカット・ローズのブドウの小さな実
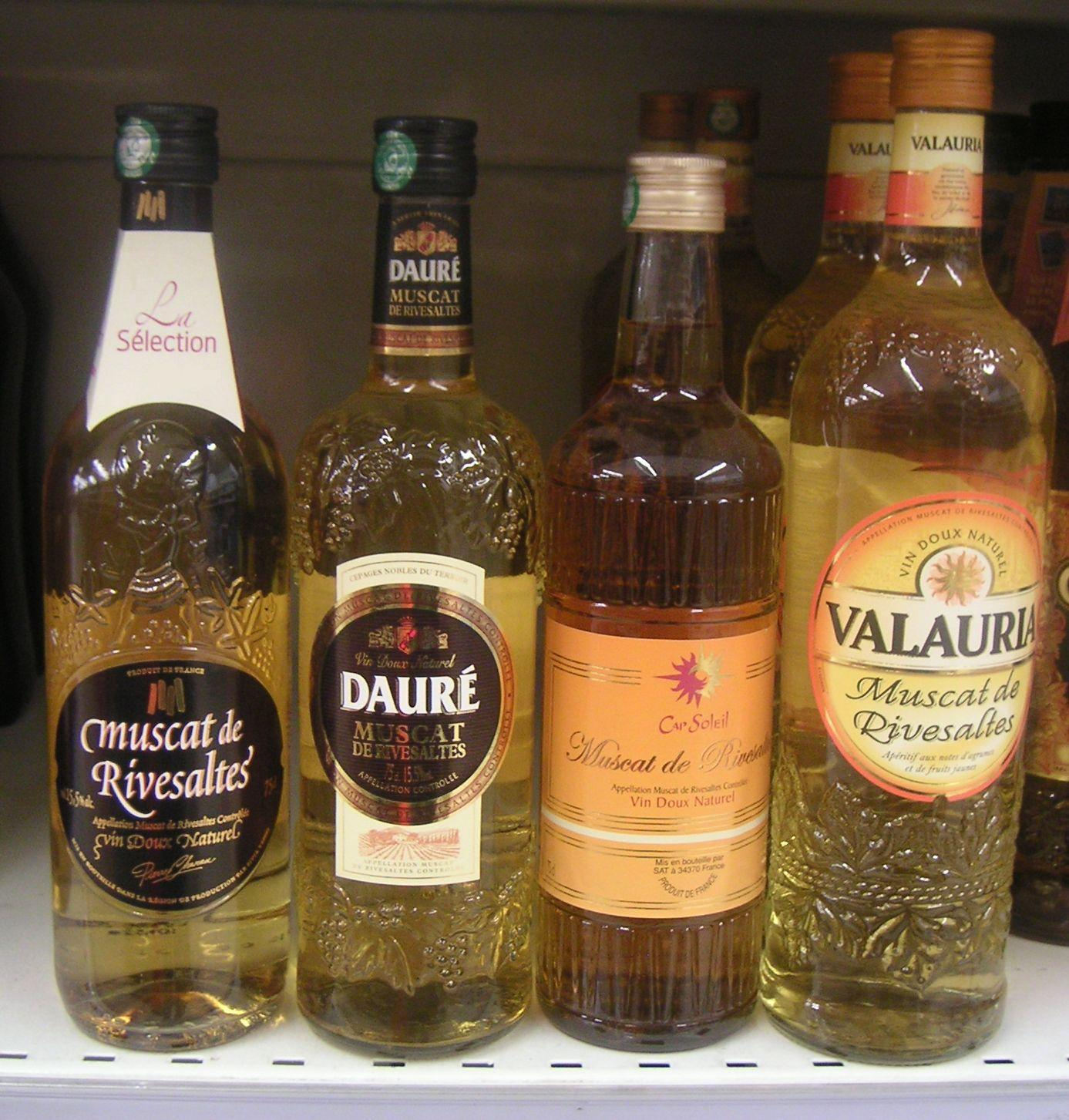
ミュスカ・ド・リヴザルトAOCの瓶
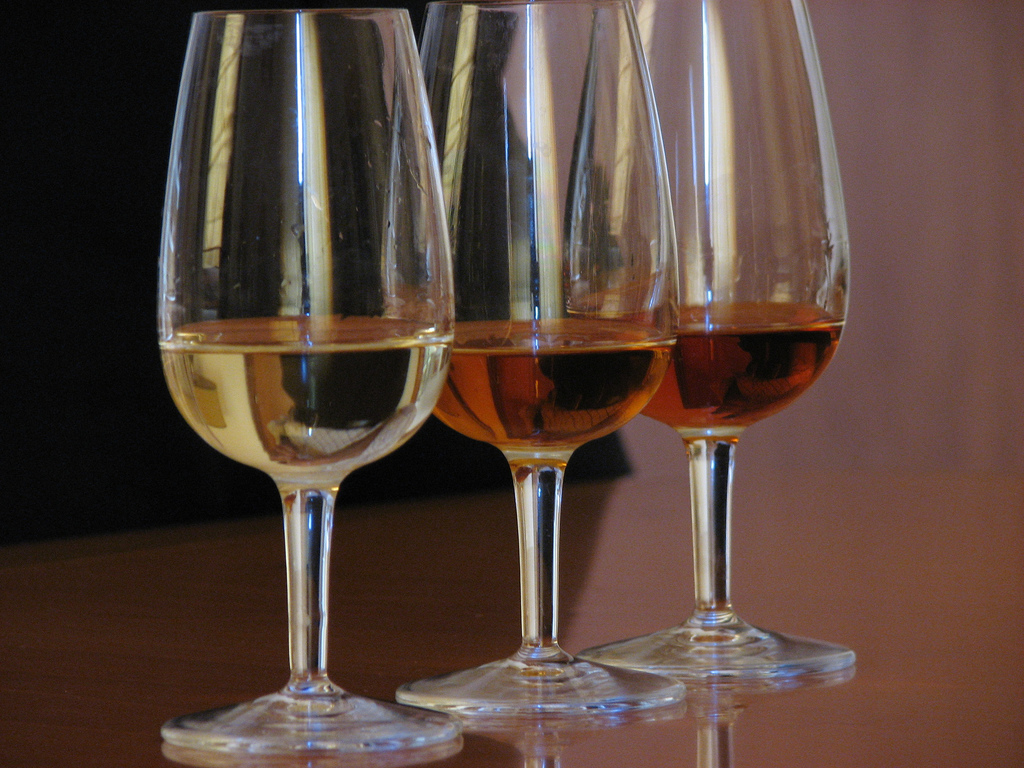
マルサラワインの色のニュアンス
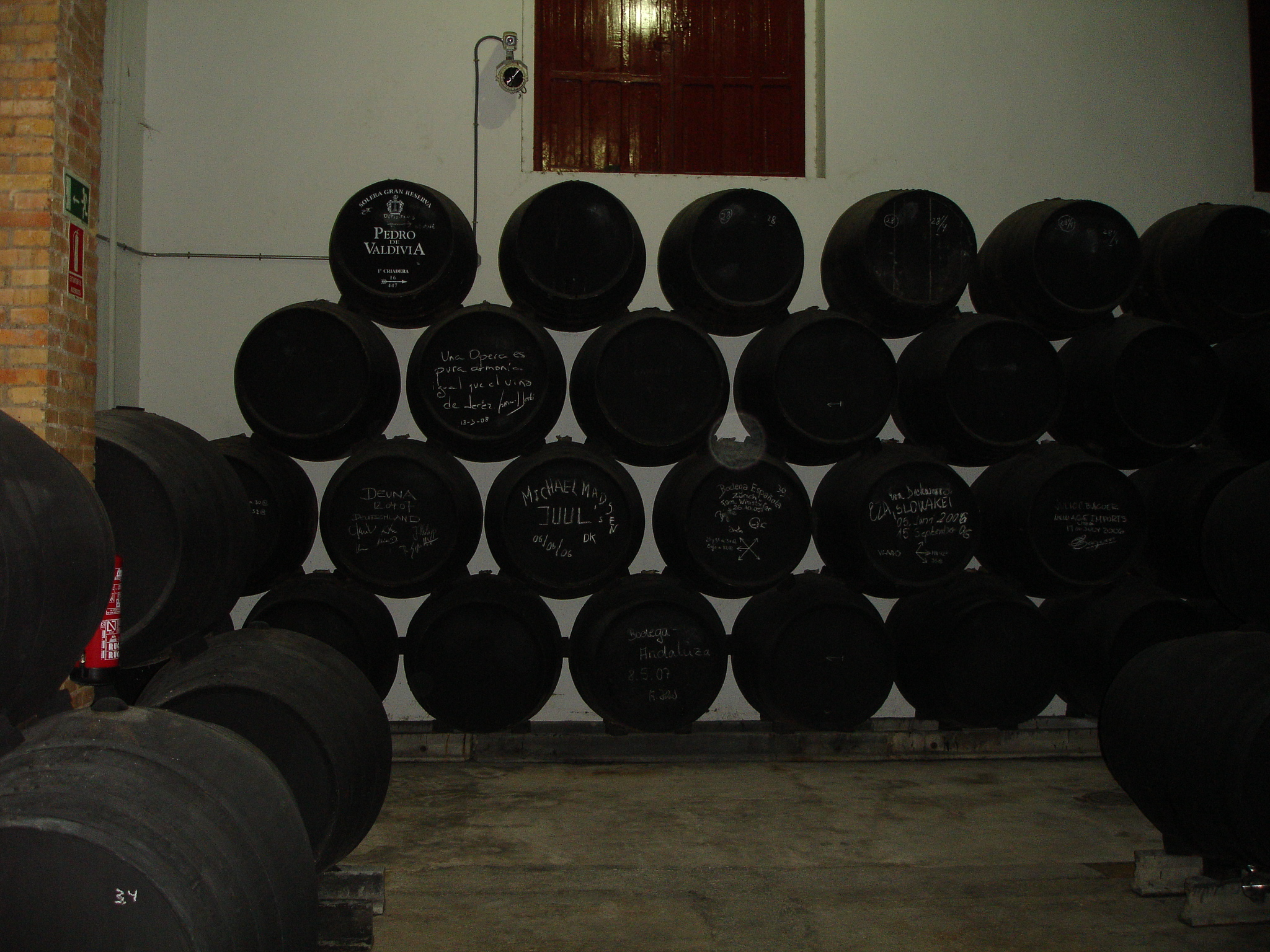
ソレラシステムによるシェリー酒の熟成

## 料理と白ワイン

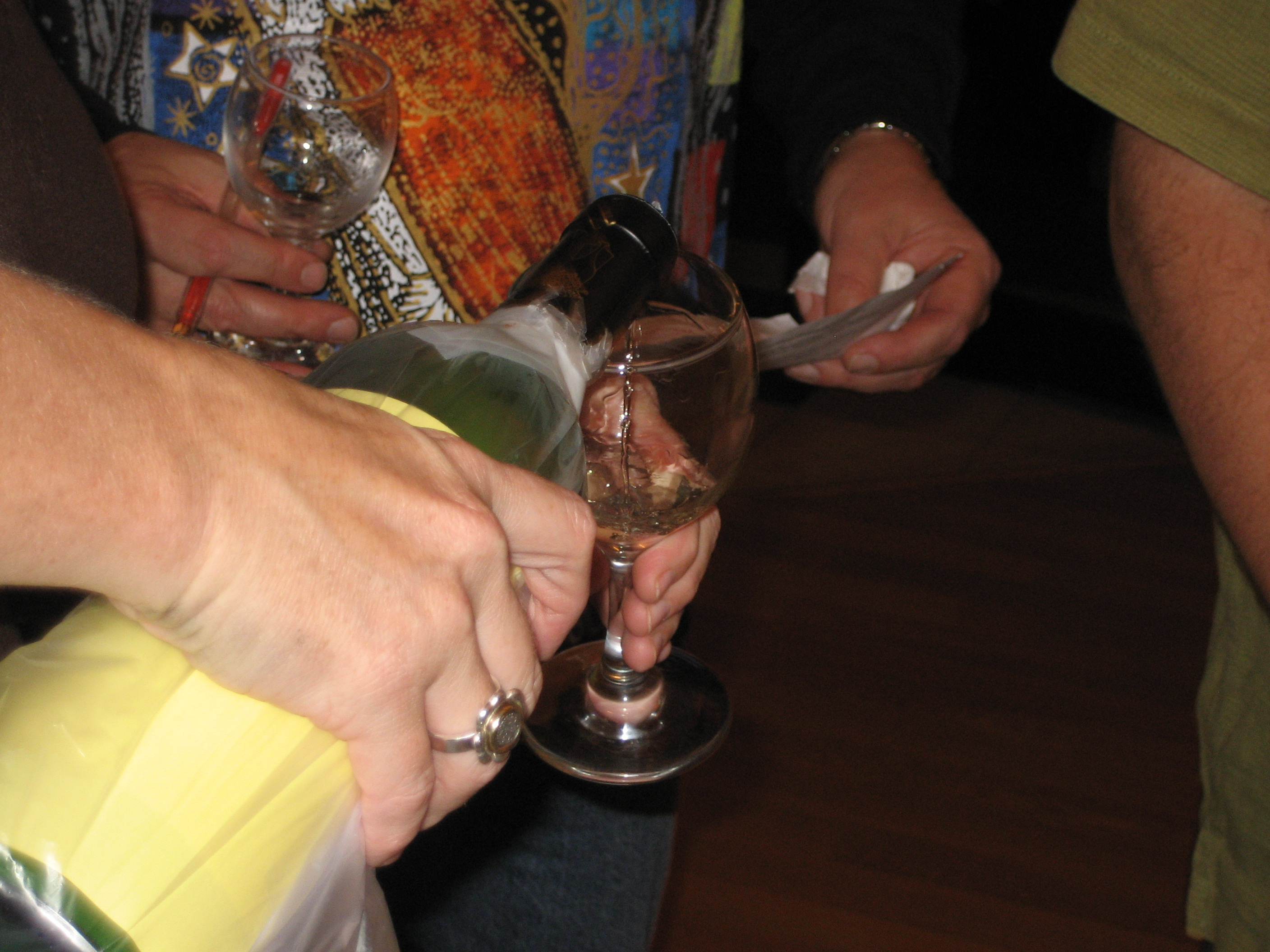
白ワインの給仕

飲むのに最も適した条件でワインをサービスするのに、温度は重要な基準である。白ワインは冷やす必要があるが、氷を入れてはいけない。8-9℃の間では、スパークリングワインの泡が生き生きと感じられ、甘口ワインや酒精強化ワインでは甘みが減少する。10-12℃の間で香りの強い辛口ワインを飲むと、快活で爽やかな香りが感じられる。偉大な白ワインは、12-14℃の温度で最高の状態を示し、この温度で香りとボディが明確に感じられる。

### 白ワインと料理の調和
辛口白ワインの酸味は、少し塩辛い、もしくは甘い料理によって減少するが、ワインは食べ物の塩気を強調し、脂肪分のある食品の重さを和らげる。甘口ワインは、甘く香ばしい料理と相性がよく、強い甘みは和らぎ、フルーティーさが強まる。
食前酒としては、風味の良い辛口ワインまたはスパークリングワインがあらゆる食事と協調する。テイスティングのスペシャリスト は、ある種のワインの糖分やアルコールは味蕾を飽和させると考えている。対照的に、フルーティーで爽やかなワインは来るべき食事のために味覚を目覚めさせる。

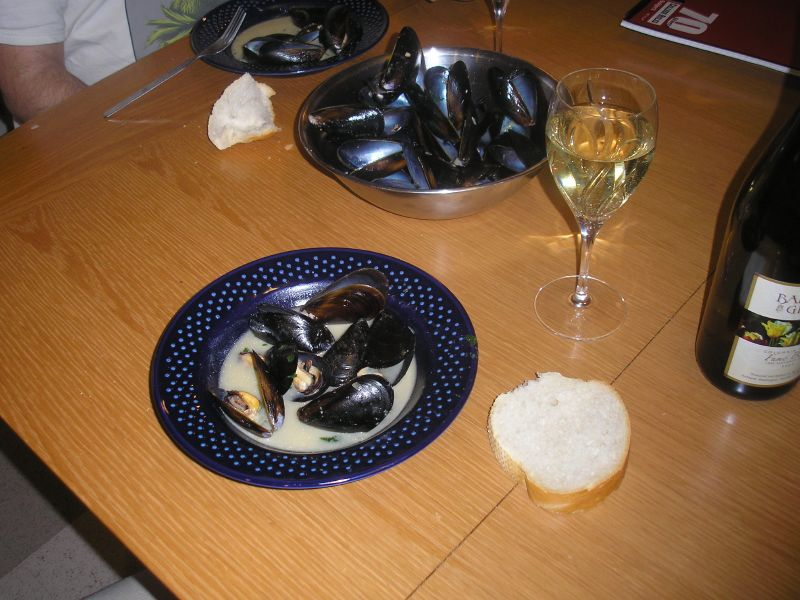
ムール貝と白ワイン

極辛口でミネラル感の少ない白ワインは、牡蠣や魚介類と合わせることが推奨されている。酸味が貝の塩分を明確にするためである。香りの素晴らしいワインは、貝、魚、または茹でた白身の肉類とよく合う。煮込み料理では、白ワインの酸味が料理の脂っこさを相殺する。ソースに味の強いもの (レモンジュースやマスタード)を使っているような場合は、樽熟成した甘口もしくは辛口ワインのような、より贅沢なワインが良いとされる。甘いスパイス (シナモン、バニラなど)を使ったエキゾチックな料理には、甘口ワインか甘口の酒精強化ワインが合う。フォアグラには甘口白ワインがよく合う。スパークリングワインは食事中のいつでも飲むことができるが、これはスパークリングワインの多様性のためである。スパークリングワインの場合、食事の最初から最後まで同じワインを飲み続けることも可能である。
食通は一般にチーズに合わせるときは赤ワインよりも白ワインを好むが、これは白ワインの酸味が乳製品の脂肪分と調和するからである。、ミネラル感のある辛口白ワインは、ヤギ乳チーズのミルキーさを引き出す。ゲヴュルツトラミネールやいくつかのスパークリングワインなどの香りの強いワインは、ウォッシュチーズ (マロリーズ (チーズ)、エポワス、マンステール (チーズ)など)の強い味を支持する。ニュートラルな白ワイン (カスティーリャ＝ラ・マンチャ、イタリアのトレッビアーノ)は、羊のチーズによく適しており、また、ケソ・マンチェゴとペコリーノ・ロマーノは少しスパイシーである。加熱圧搾されたハードチーズには樽の効いた骨太なワインを合わせるのが望ましい。コンテチーズとジュラのヴァン・ジョーヌは完璧な組み合わせである。甘口ワインには、ロックフォールのような青かびチーズが推奨される。この場合、チーズのカビ (ペニシリウム・ロックフォルティ)とワインのカビ (貴腐)が全体的な調和を形成する。
白ワインはまた、デザートワインでもある。甘口および酒精強化ワインが最も適しているが、他の白ワインもデザートワインにできる。香り豊かな白ワイン (ゲヴュルツトラミネールやマスカット)、スパークリング、そして甘口ワインは、フルーツサラダやタルトといったフルーツを用いたデザートとよく合う。酒精強化ワインやスパークリングワインは、クリームやバターを使ったこってりしたデザートに合わせられる。砂糖とクリーム使ったクリームブリュレやカスタードプリンは、ジュランソンやレイトハーヴェストのワインのように甘くて生き生きとしたワインとともに食べられる。チョコレートと合わせるには非常にパワフルなワインが必要であるため、白ワインの選択肢はかなり制限されるが、琥珀色のヴァン・ドゥー・ナチュレルであれば十分調和する。
他のワインよりも、白ワインは食事の間に消費されることが多い。アングロ・サクソン人やドイツ人は、習慣として甘口ワインや辛口でフルーティーなワインを食事中に必用とする。

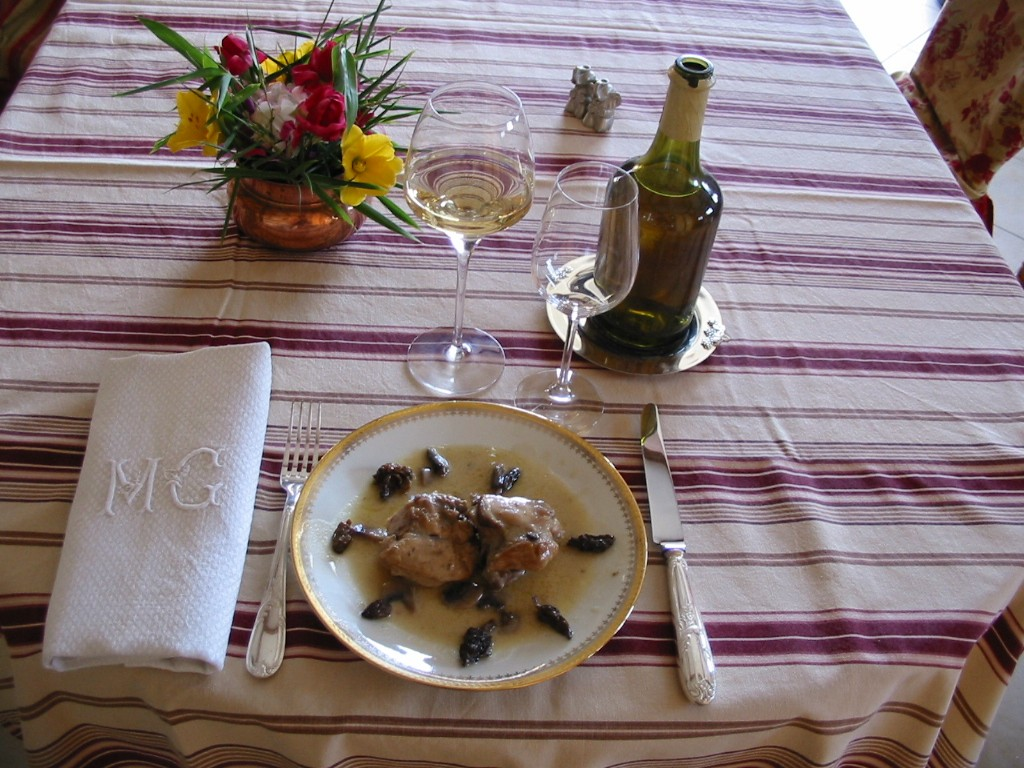
鶏肉のアミガサタケ添えと黄ワイン
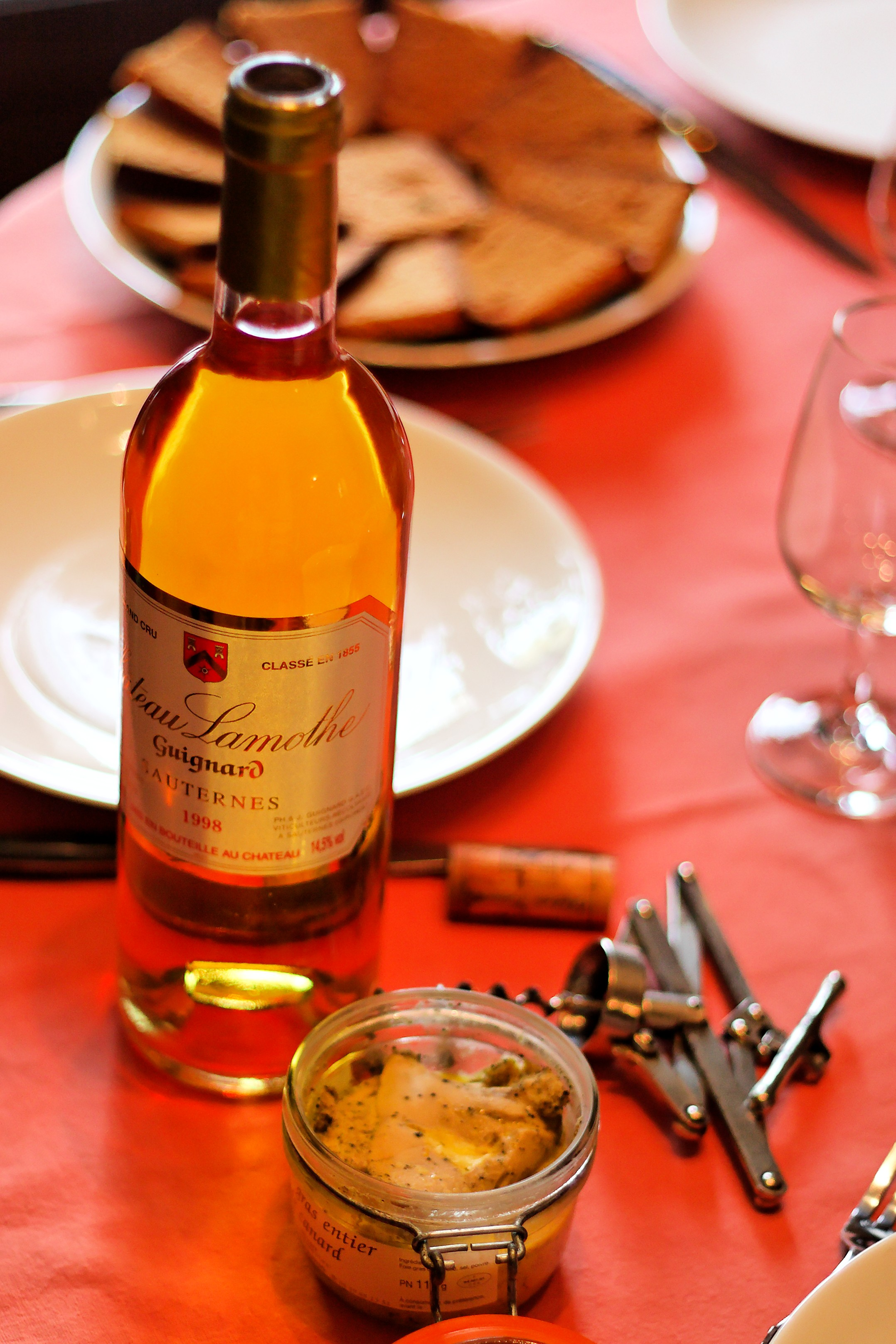
フォアグラとソーテルヌの甘口貴腐ワイン
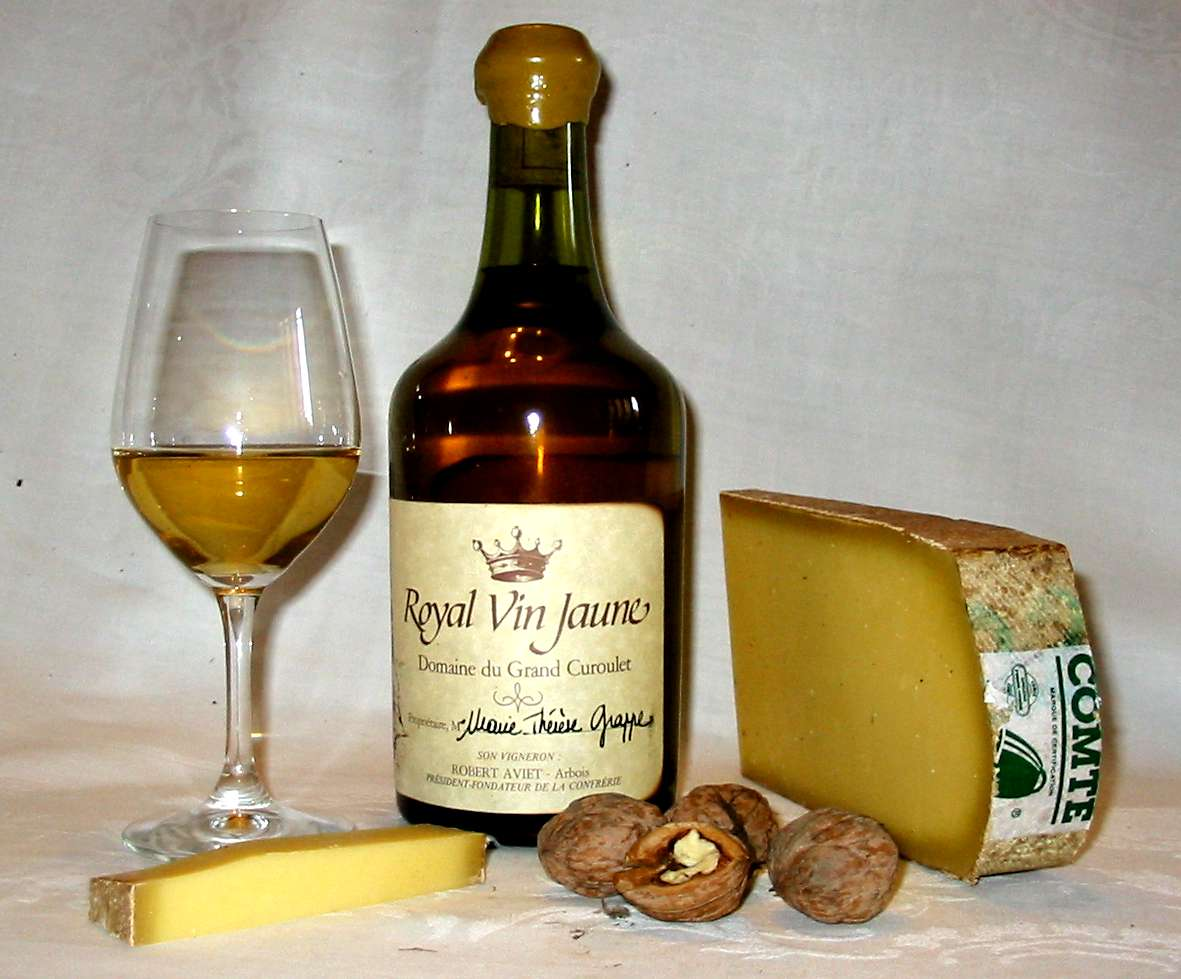
黄ワイン、コンテチーズ、ナッツ
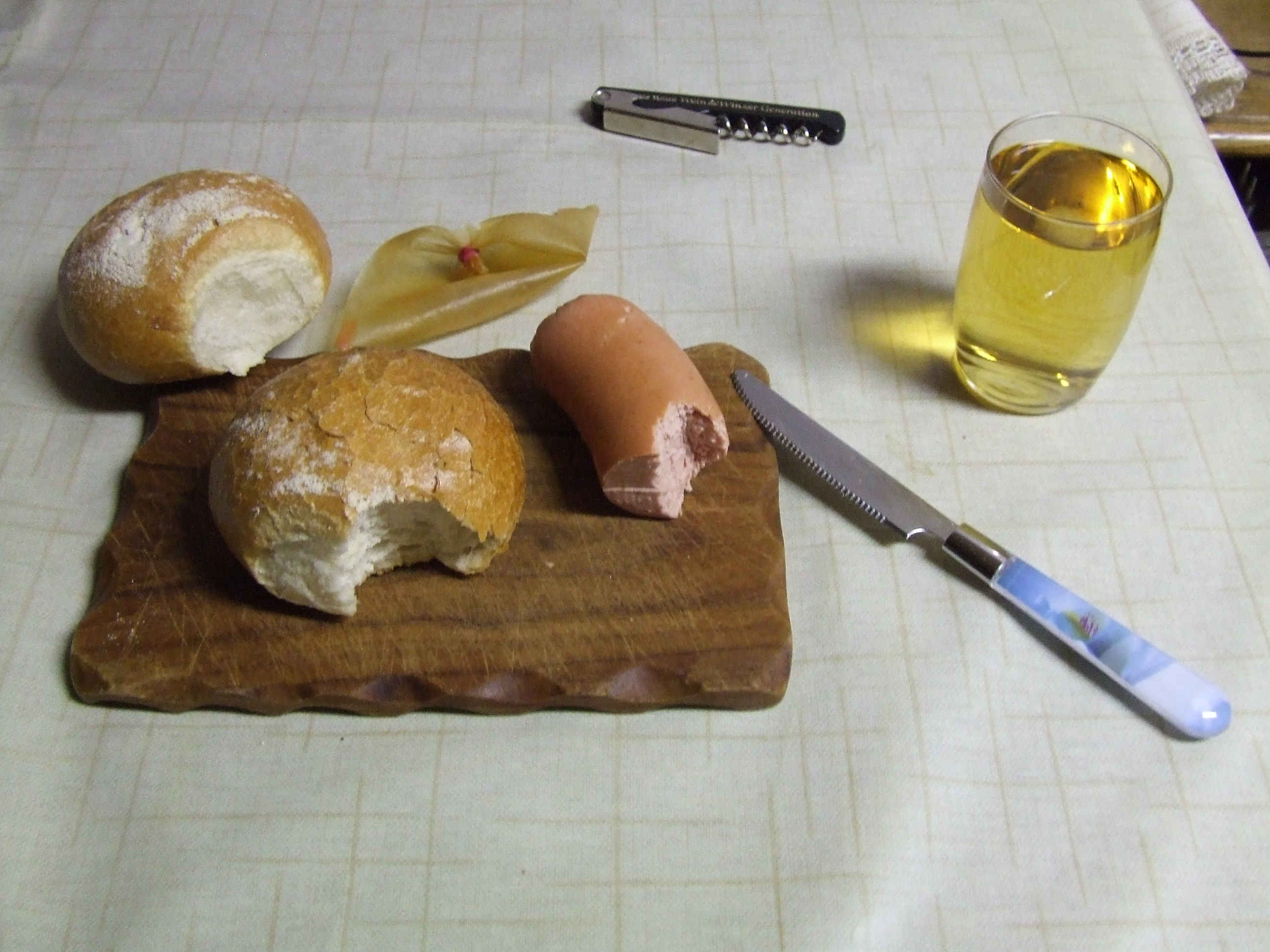
外出先でも白ワインを楽しめる。

### 食品の材料としての白ワイン
白ワインは料理の材料として日常的に使用されている。酸味があるため、脂肪の過剰な重さを取り除き良いバランスを保つ。この酸には肉料理や魚料理を上品にする効果もあり、肉の繊維を分解し柔らかくするのにも役立つ。白ワインの役割は、同じような状況でレモン汁を使うことに似ており、ヴェルジュも同様に使われている。酢は酸味と刺激を兼ね備えており、料理はほろ苦いものになる。
脂肪とのバランスをとる手段として、ラビゴットソース、ベアルネーズソース、マリナラソースなどのソースに白ワインが含まれている。調理中に食材から出る汁に白ワインを使ってソースを作ることもでき、甘口白ワインを使えば甘酸っぱい、あるいは甘さと塩味が同居したソースができる。チーズフォンデュでは、辛口白ワインの爽やかさがチーズの脂肪分と調和する。すっきりした白ワインは、熱いチーズフォンデュとは対照的である。
マリネでは、タンパク質繊維を軟化させる力が用いられる。イタリア風のマグロのカルパッチョのような料理でも同様のことが起こることがある。
白ワインは、ゆっくりとした調理を行うときの水分としても使用される。このタイプの料理では、ワインにより肉が柔らかくなり、ソースの脂肪分とバランスが取れる。シュークルート・ガルニ、ベックオフ、リゾットを作る場合はこの役割を果たし、オッソ・ブーコや仔牛のクリーム煮、チキンのアミガサタケ添えとそのバリエーション、コンテ風チキンとコック・オ・ヴァン・ジョーヌ、ウサギ肉、またはディオ (料理)とトライプのようなシャルキュトリなどに調理の際には肉の下ごしらえに使うこともある。また、魚料理やシーフード料理の下ごしらえに使うこともあり、ポシューズ日本語ブルゴーニュワインを使ったり、アンコウのシチュー、カレイのシチュー、ムール貝の白ワイン煮、シーフードポトフ などの料理にも白ワインが使われる。
調理に使用されたものと同じワインを飲むことが、食通にとっての共通のルールである。

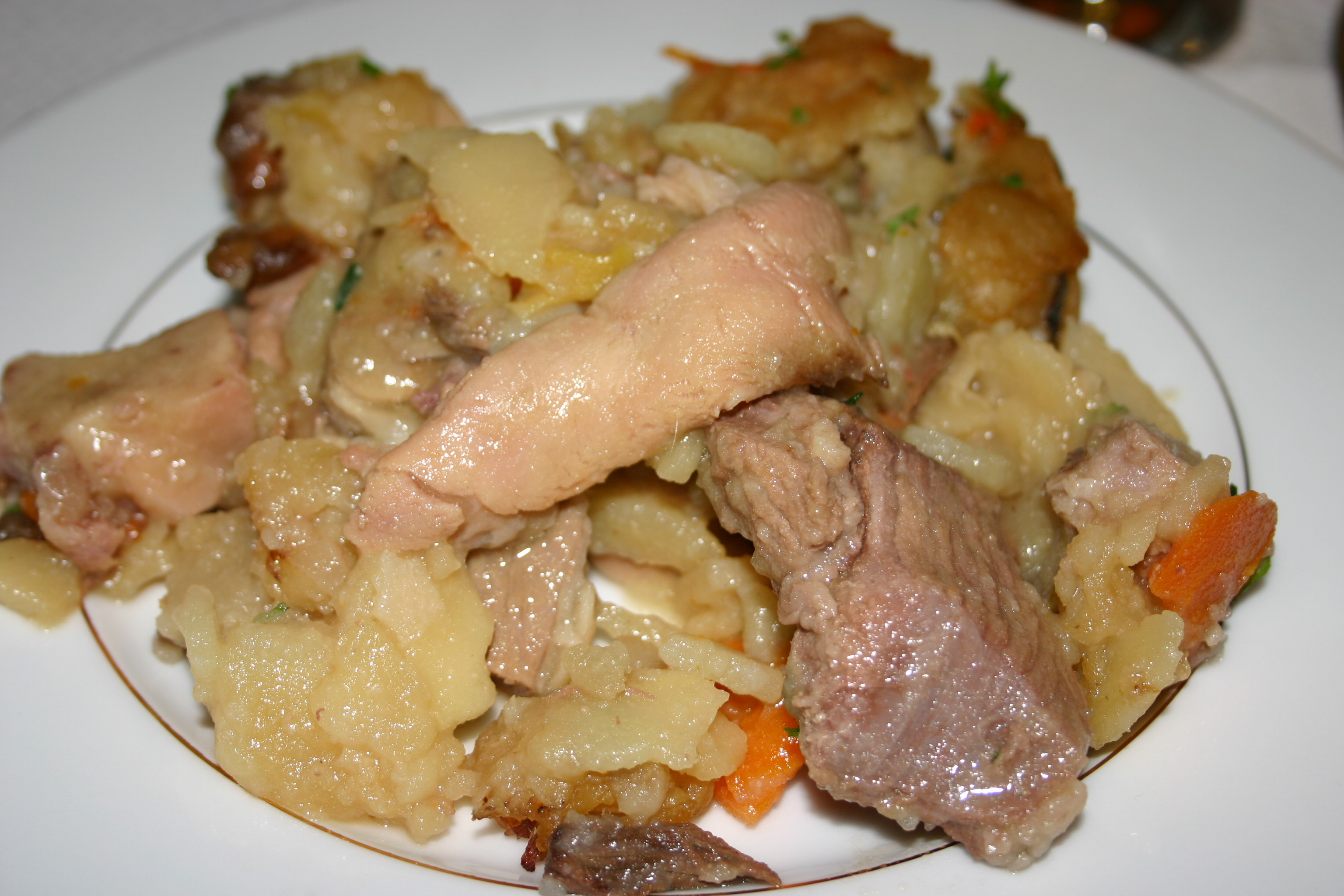
白ワインで煮込んだベッコフ
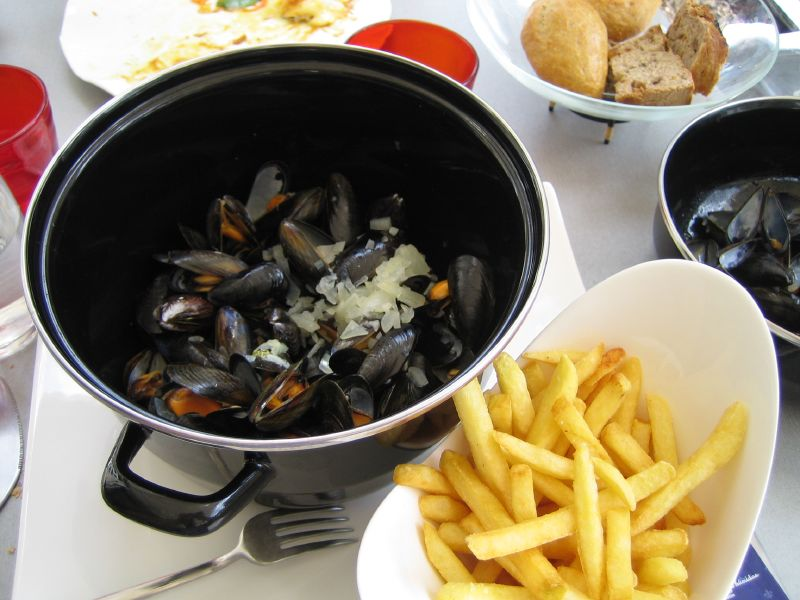
ムール貝の白ワイン煮とフライドポテト
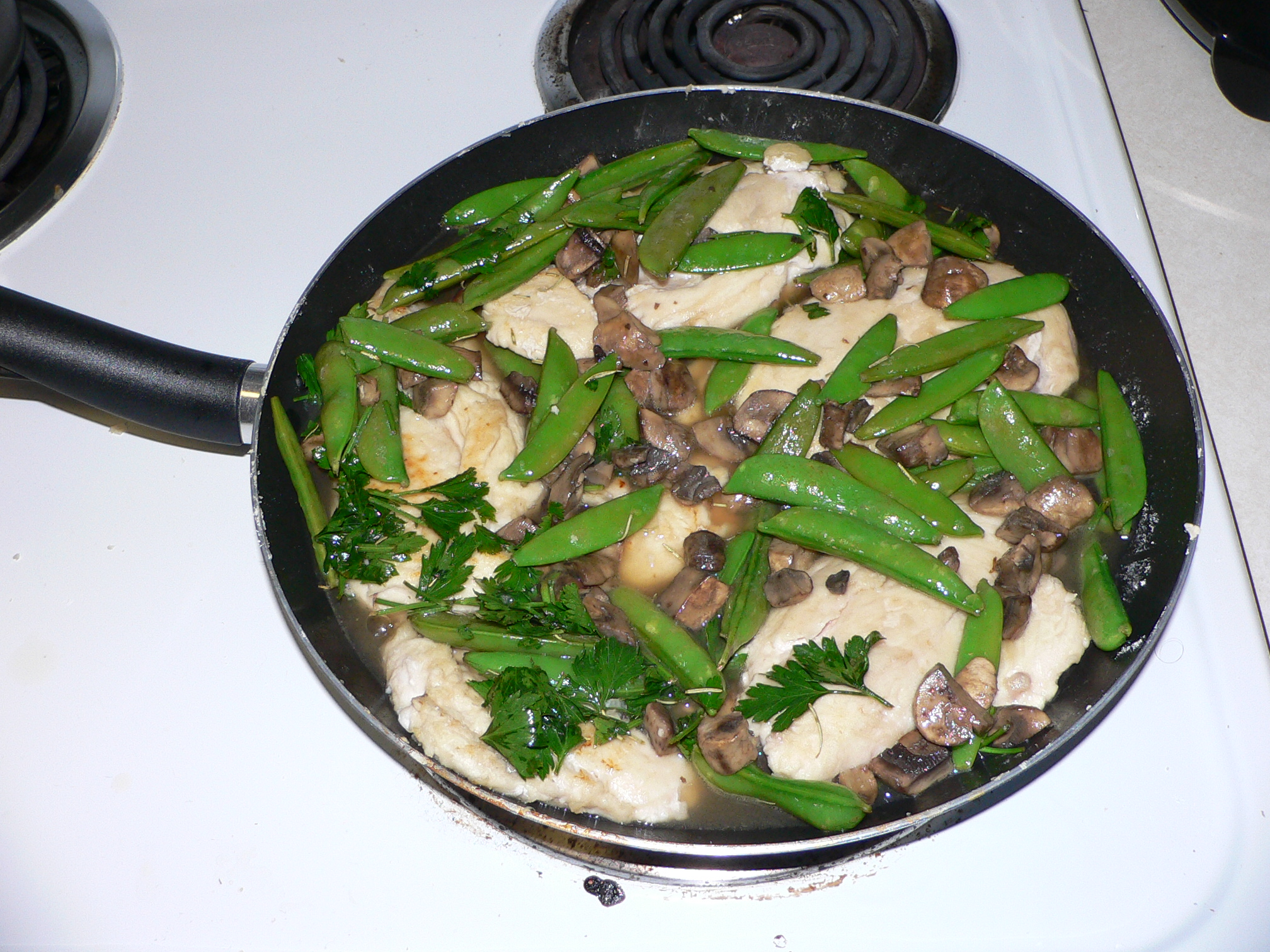
チキンマルサラ
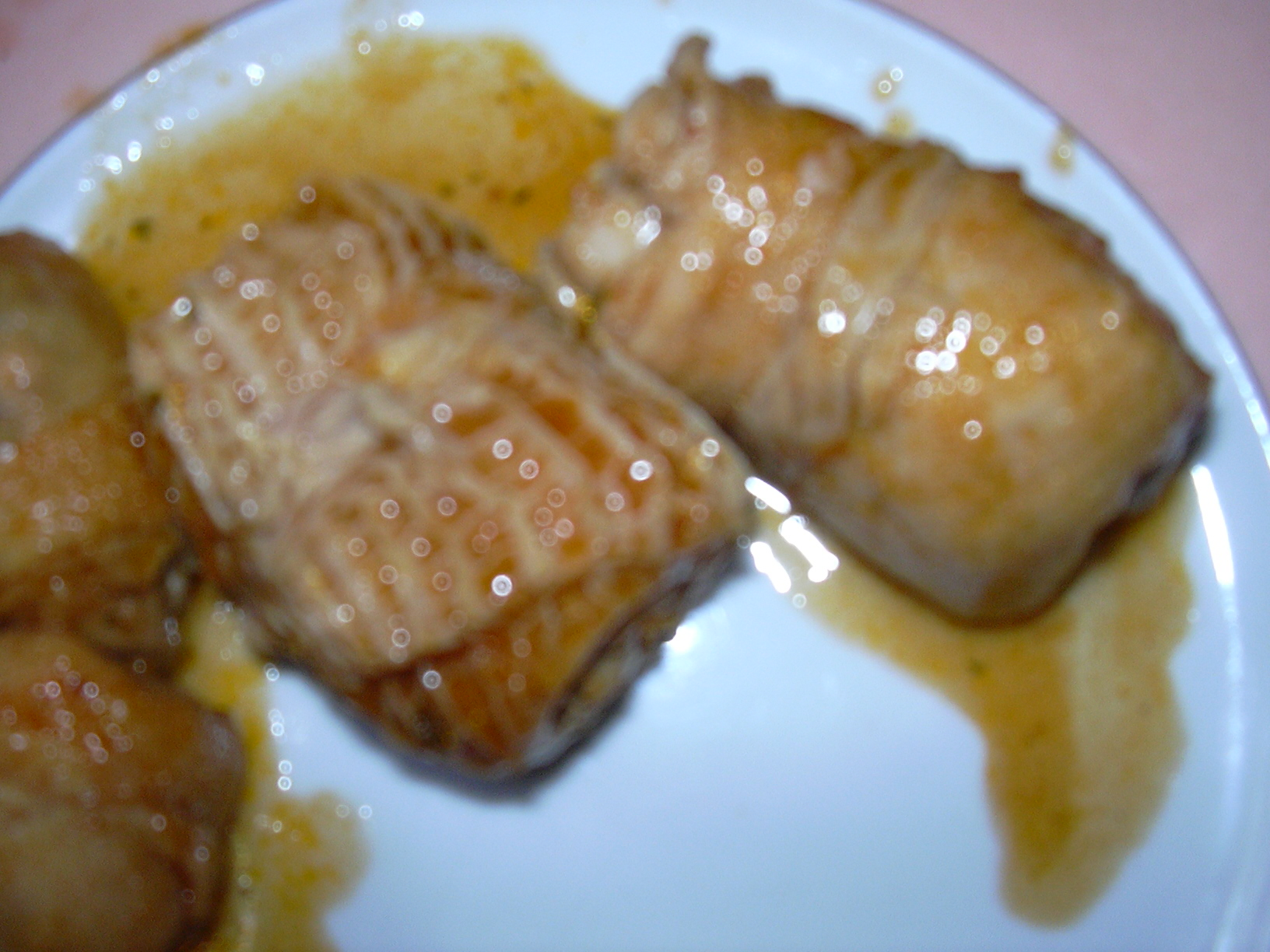
アヴェロンのトライプ
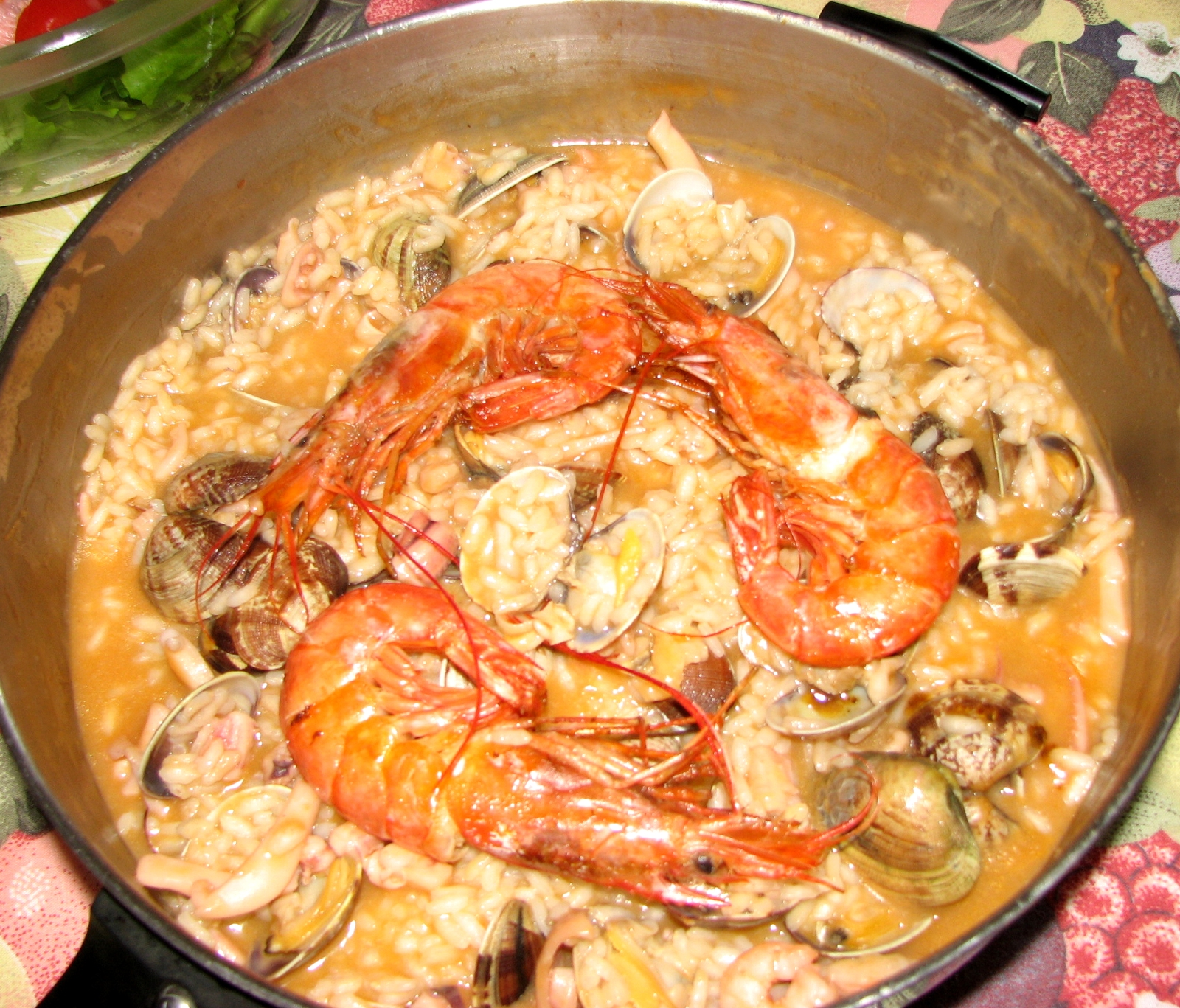
エビのリゾット
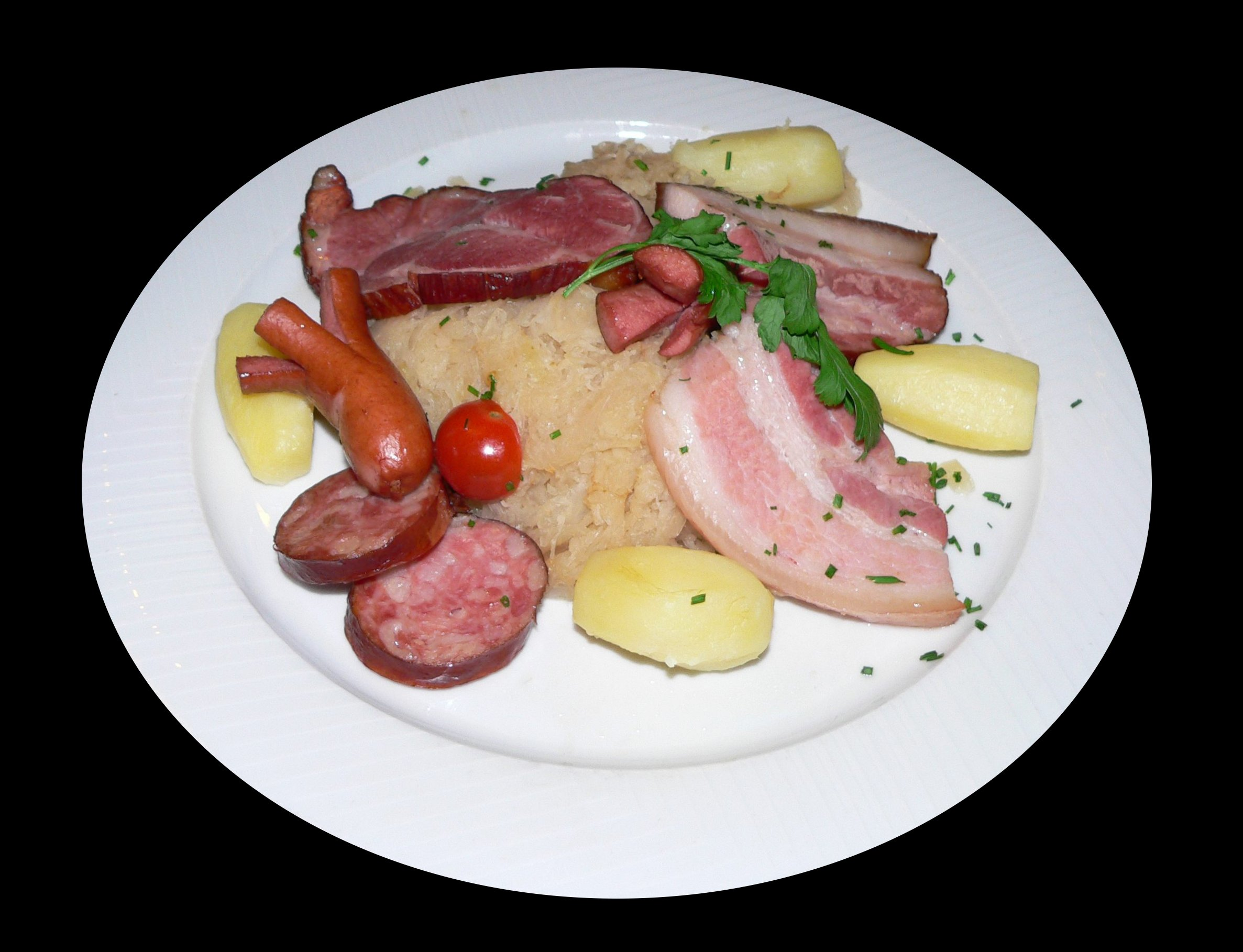
アルザスのシュークルート・ガルニ
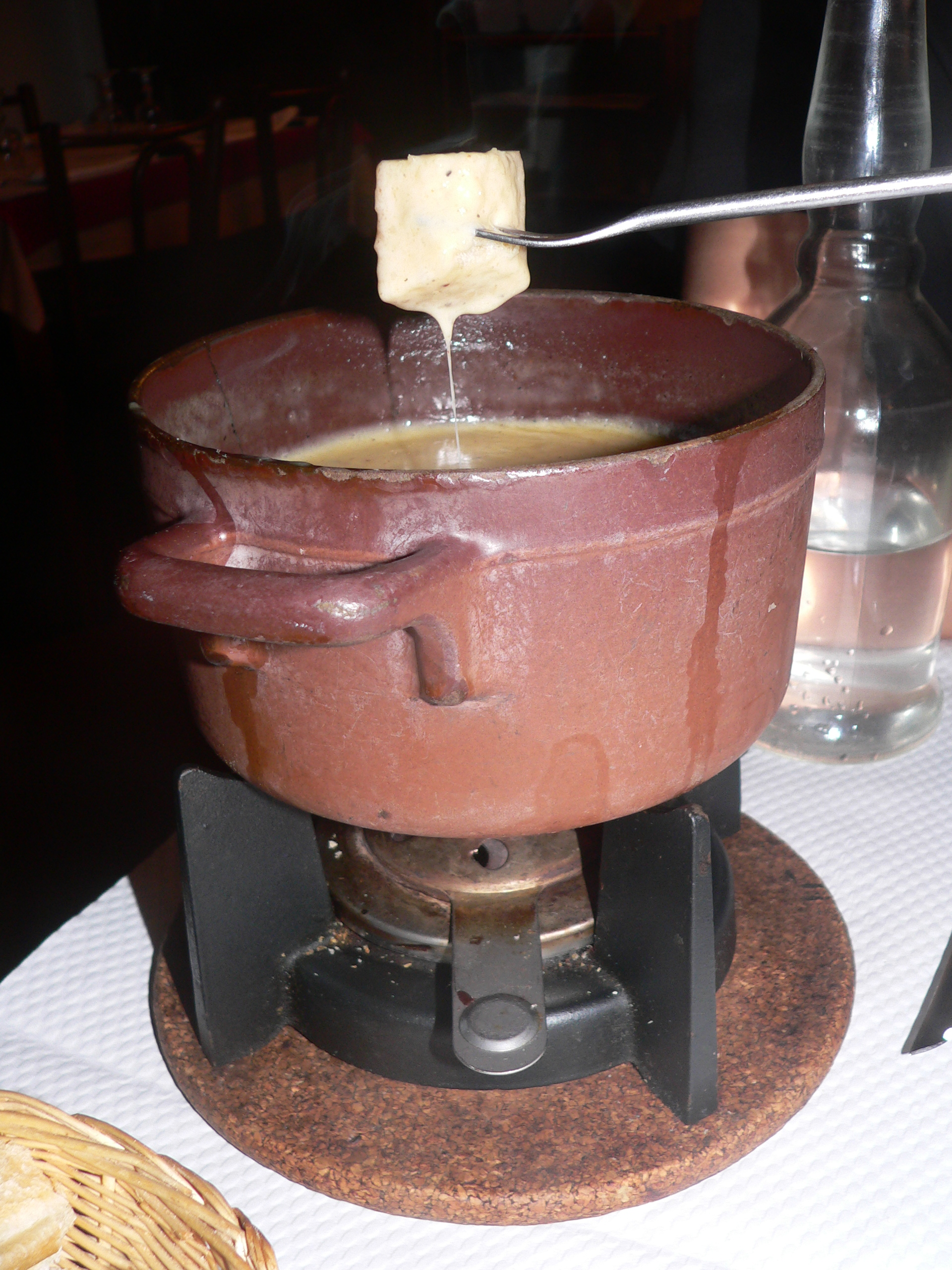
スイスのチーズフォンデュ
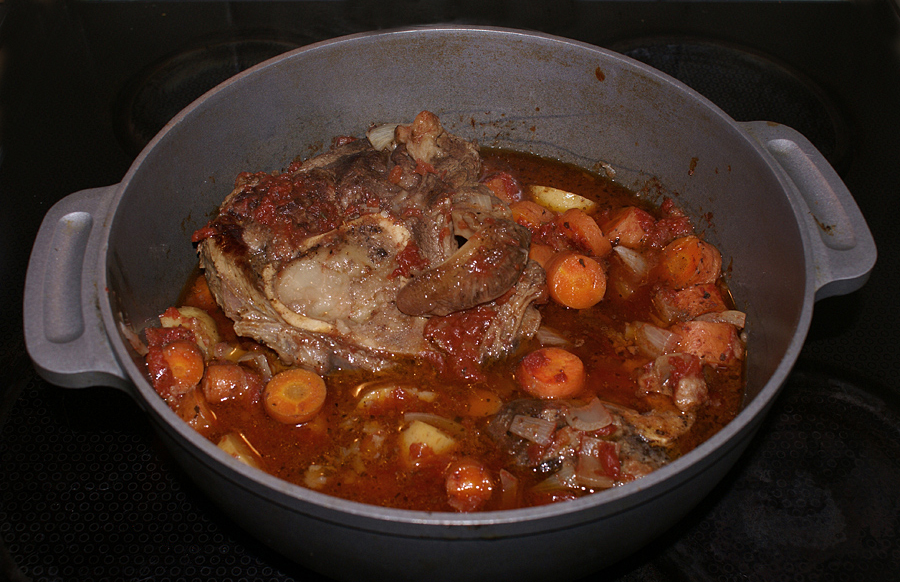
オッソ・ブーコ

### 栄養成分表

#### 米国の調査データ
| 栄養素         | 単位 | 100gあたりの値 |
| -------------- | ---- | -------------- |
| 水             | g    | 〜 86.86       |
| エネルギー     | kcal | 〜 82          |
| タンパク質     | g    | 〜 0.07        |
| 総脂質（脂肪） | g    | 0.00           |
| 炭水化物       | g    | 〜 2.60        |
| 糖類           | g    | 〜 0.96        |

出典: USDA Food Composition Databases

#### 日本の調査データ
| 栄養素         | 単位 | 100gあたりの値 |
| -------------- | ---- | -------------- |
| 水             | g    | 88.6           |
| エネルギー     | kcal | 73             |
| タンパク質     | g    | 0.1            |
| 総脂質（脂肪） | g    | 0.00           |
| 炭水化物       | g    | 2.0            |
| 灰分           | g    | 0.2            |

出典: 日本食品標準成分表2015年版 (七訂) :文部科学省

## 白ワインの熟成
一般的に、辛口白ワインは赤ワインと比べて瓶内熟成には向かないものが多い。これは、熟成中の酸化を防ぐ作用のあるタンニン の含有量が赤ワインに比べて少ないからである。とはいえ、辛口白ワインでも優れたものであれば長期熟成に耐え、良年のブルゴーニュの銘酒であれば50年もの熟成が可能であることもある。また、辛口白ワインの中でも酸味が強いものは長期熟成に向き、熟成により酸が落ち着く。
1907年のシャルル=エドシックの事件で難破し行方不明になった船が1997年に発見され、その中にあったワインが、オークションで1本275,000ドルで落札された。これは今まで販売された白ワインのうち最も高価なものである。
酒精強化ワインや甘口ワインは、一般に赤ワインよりも長命である。

## 芸術と白ワイン

### 白ワインが描かれた絵画
中世以来、白ワインを静物画に含めたり、日常生活やパーティー、または贅沢な生活を表現したりと、多くの画家に影響を与えてきた。17世紀以降、多くのイギリスやオランダ、ドイツの絵画に白ワインが描かれたことは、貴族とブルジョワ階級において、当時ビールの消費に取って代わり、白ワインが大量に消費されたことを示している。

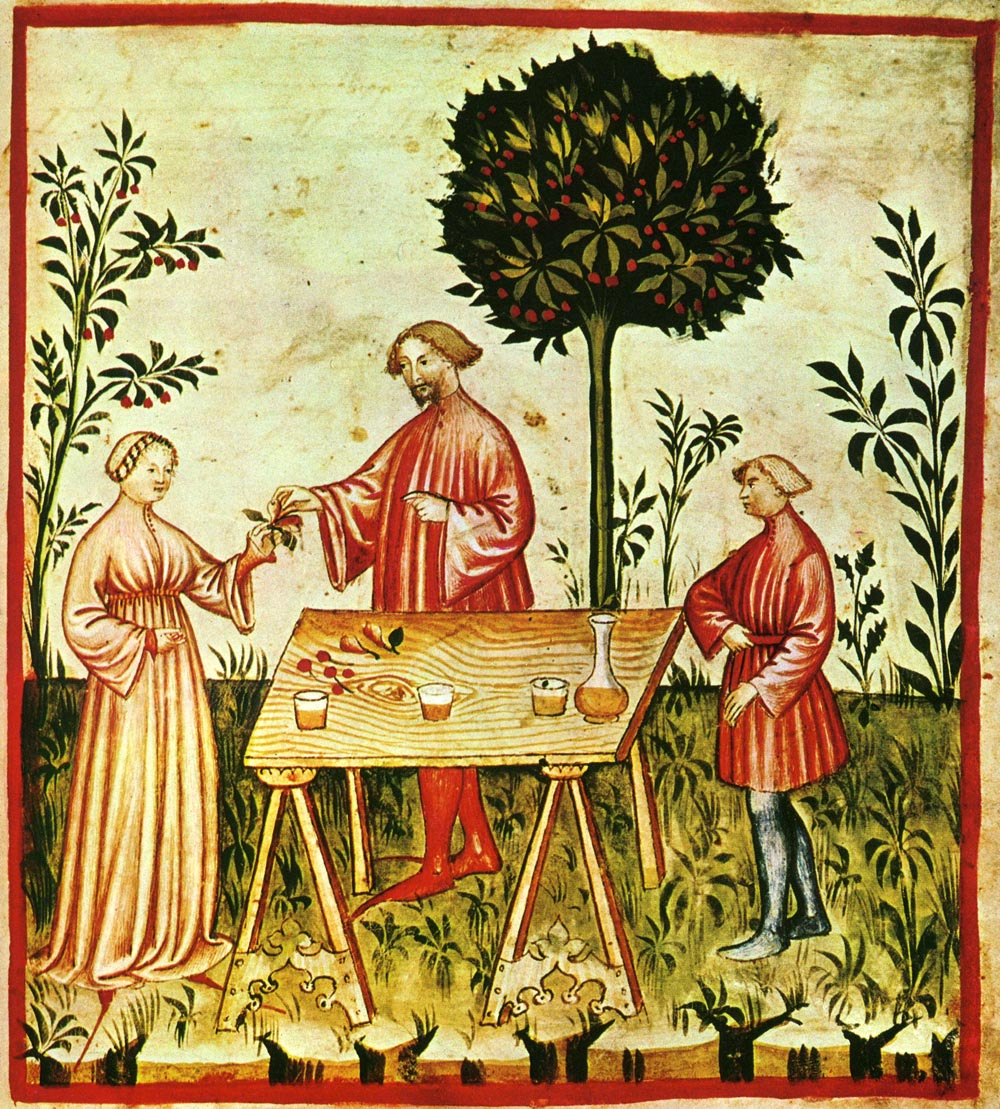
健康全書 (14世紀)
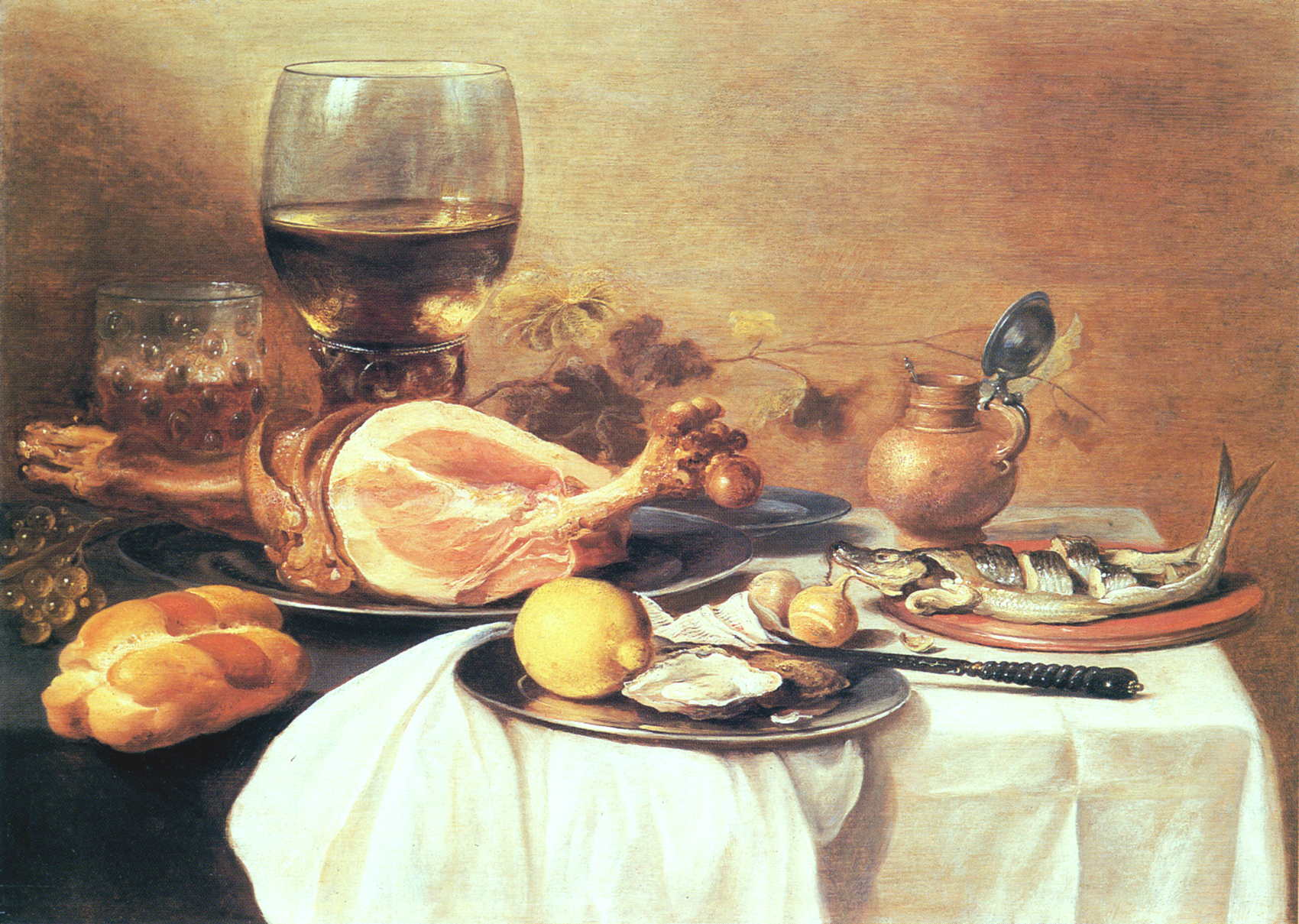
ピーテル・クラースゾーン: "静物" (1645年)
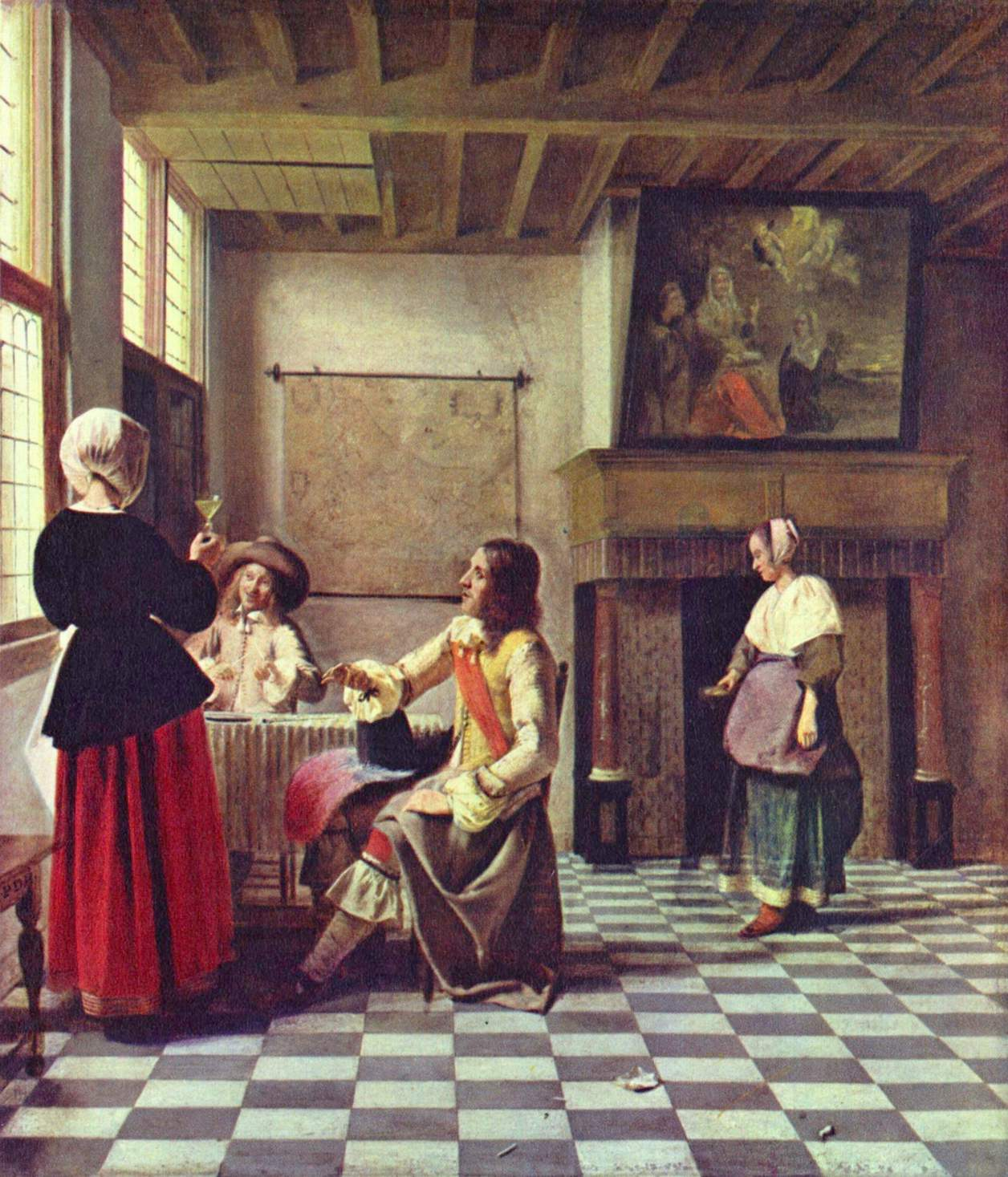
ピーテル・デ・ホーホ: 男二人、給仕の女と杯を交わす女 (1658年)
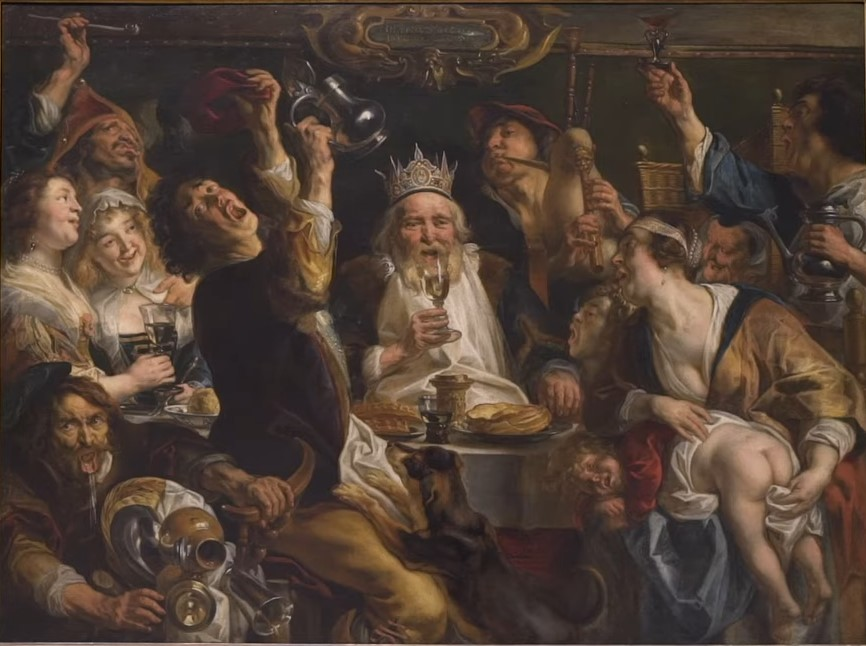
ヤーコブ・ヨルダーンス: 酒を飲む王様 (17世紀)
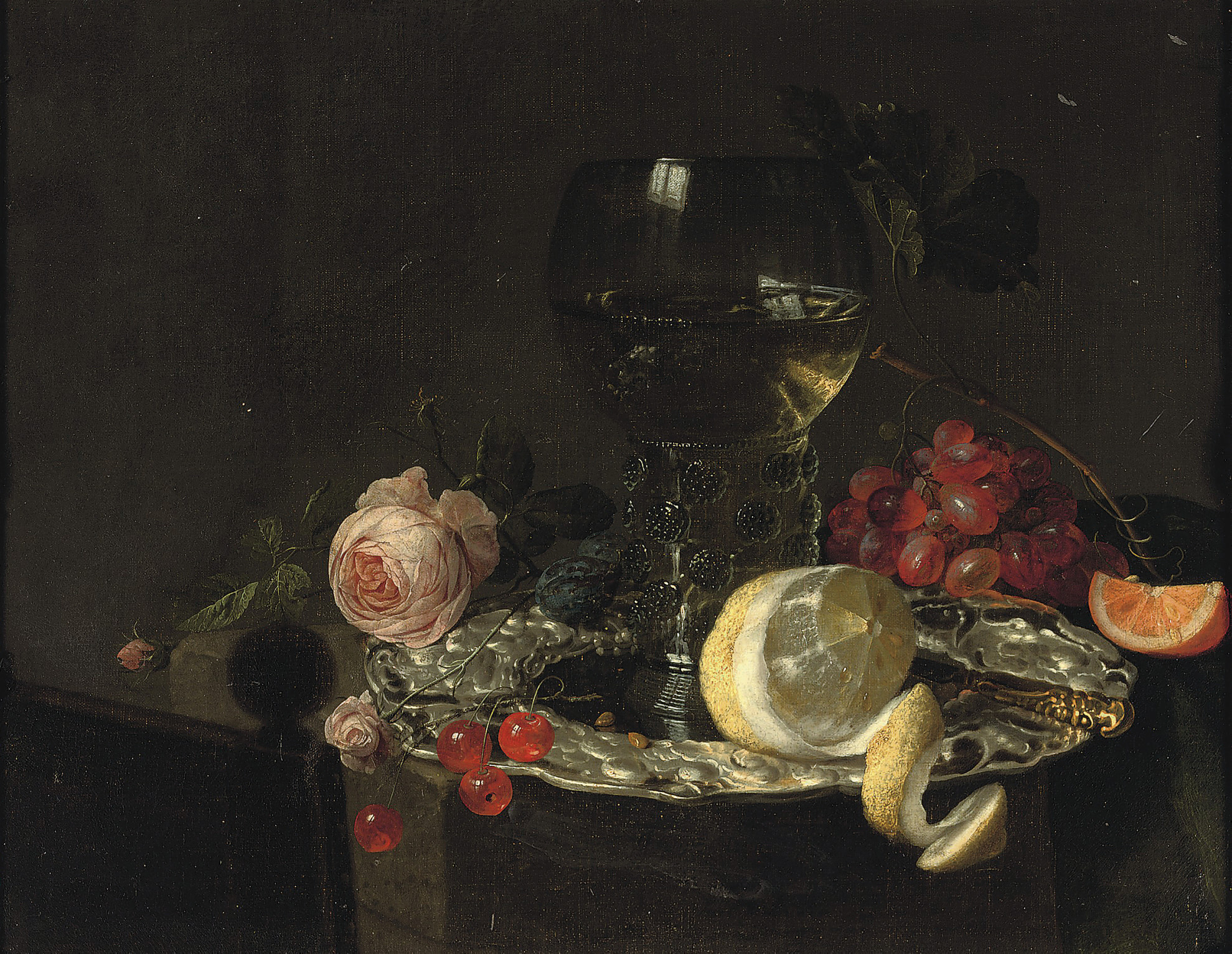
Simon Luttichuys とコルネリス・デ・ヘーム: "静物" (17世紀)
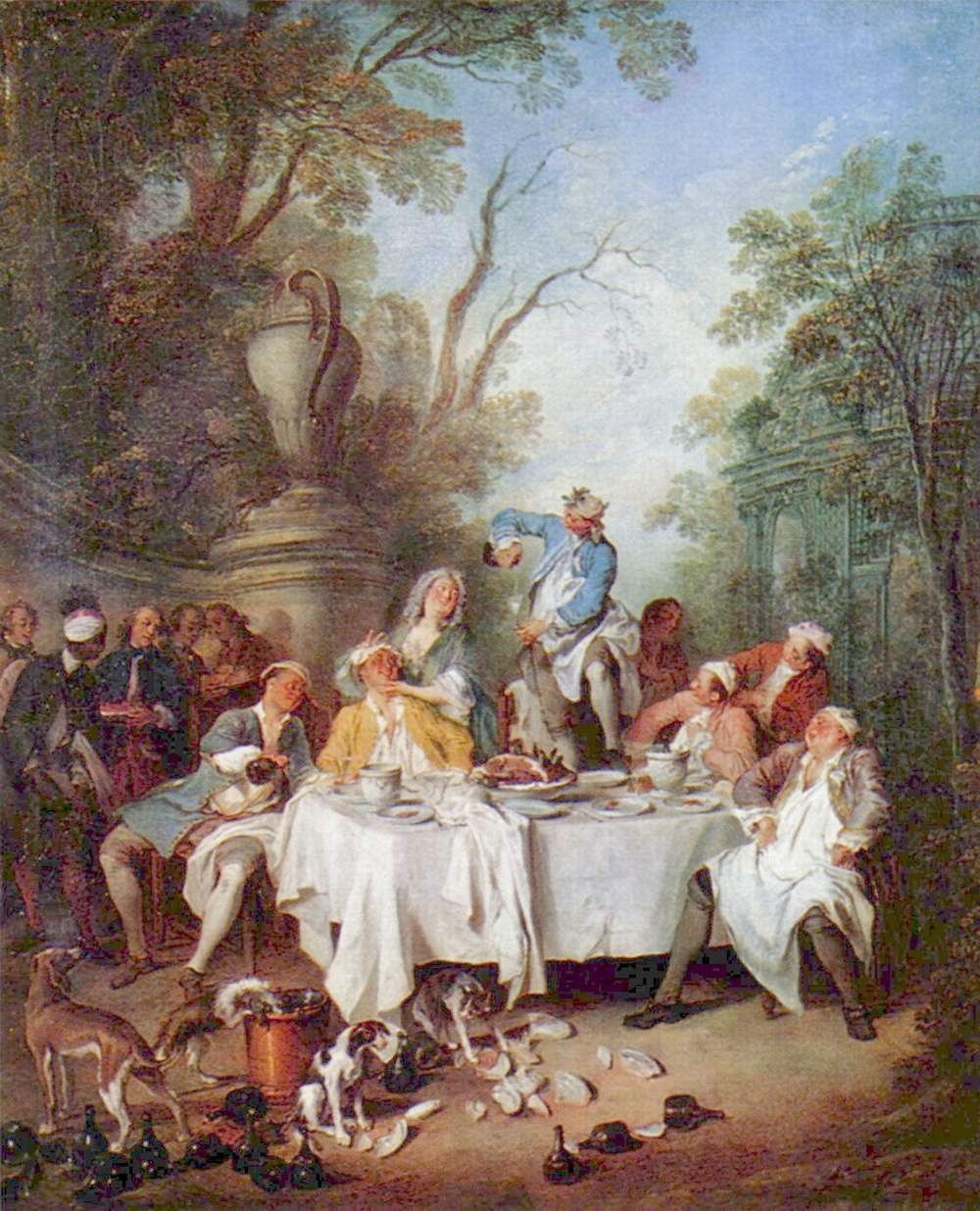
ニコラ・ランクレ: ハムの昼食 (1735年)
ペーダー・セヴェリン・クロイヤー: ヒップ・ヒップ・フーレイ！ - スケーエンの画家の祝祭 (1888年)
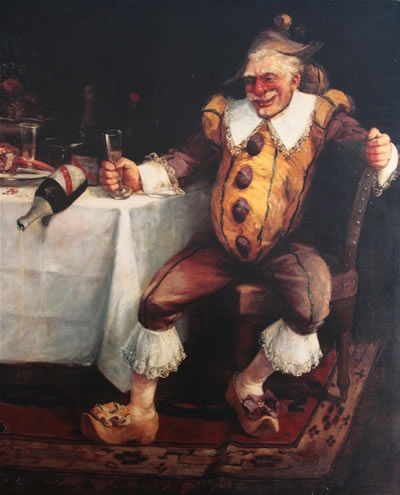
ジョゼフ・ファヴロ: 酔っ払いピエロ (1894年)

白ワインはデザイナー、漫画家、広告などにも影響を与えた。例えば、ジャック・タルディの漫画『Les Aventures extraordinaires d'Adèle Blanc-Sec』のヒロインであるAdèle Blanc-Sec (アデル・ブラン＝セック: 辛口白ワインの意)には、ワインに向かってウィンクするシーンがある。この作品は、後にアデル/ファラオと復活の秘薬というタイトルで映画化された。

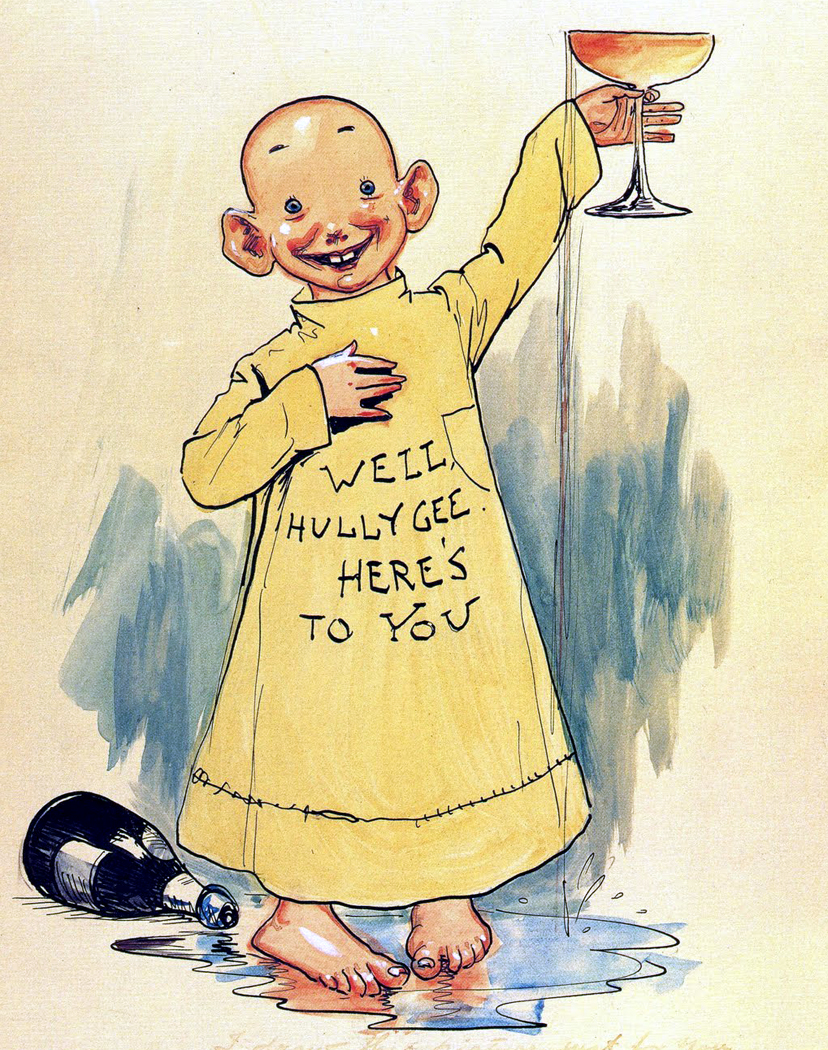
漫画家も、イラストに白ワインを使った
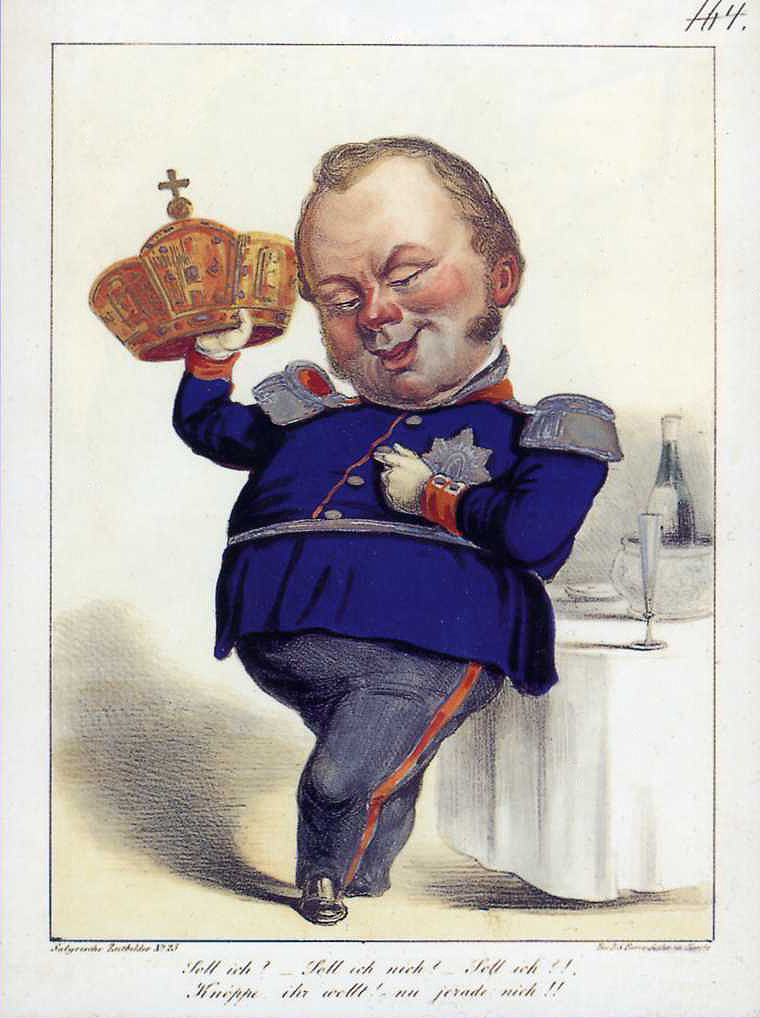
ドイツの風刺画 (1849年)
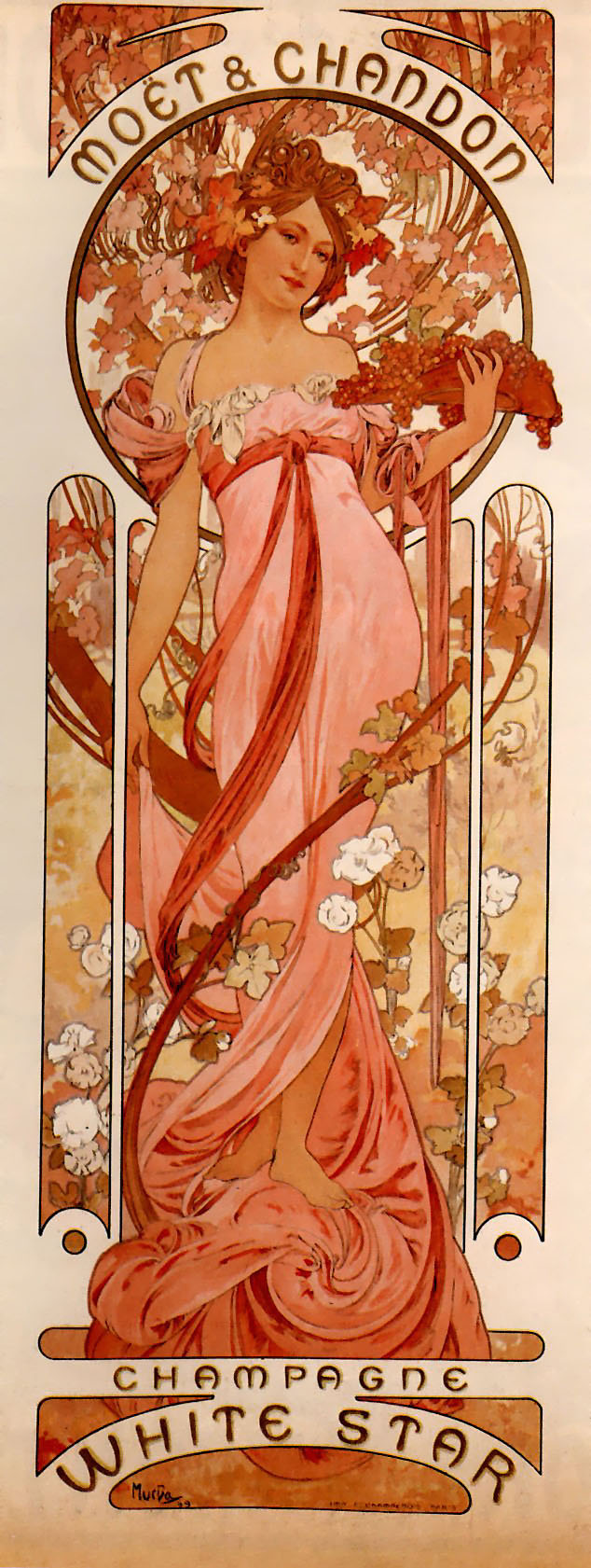
アルフォンス・ミュシャ: ベル・エポックの広告 "モエ・エ・シャンドン・ホワイト・スター" (1899年)
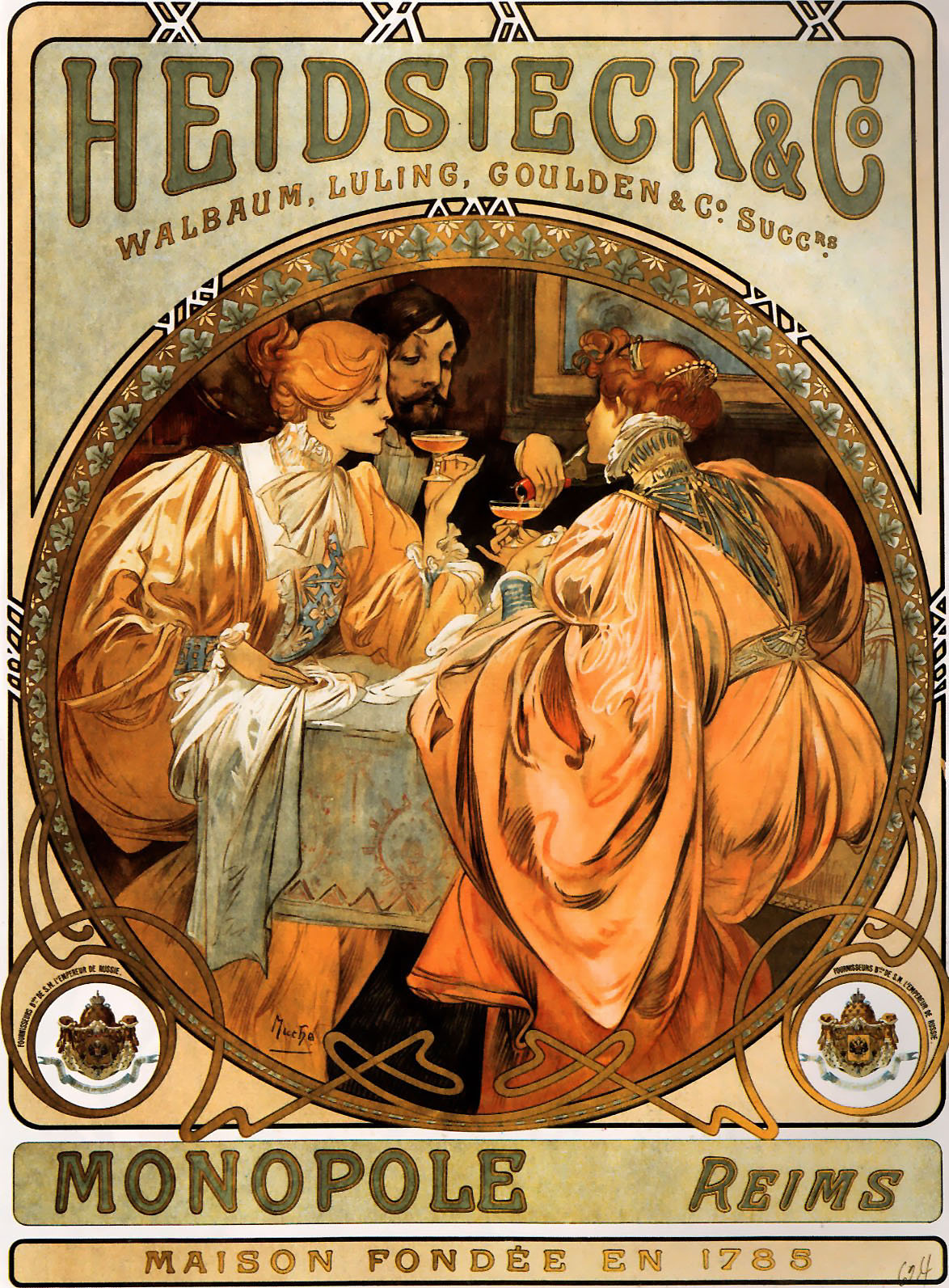
アルフォンス・ミュシャ: 広告 "エドシック・モノポール" (1901年)

### 文学作品
多くの作家、詩人、哲学者が一般的にワインを賞賛しているが、その色が赤か白かまで引き合いに出すことは非常に稀である。すべての時代の作家が、自らの論点を説明するのに白ワインを用いてきた。あらゆる種類の文学作品、小説、詩、あるいは哲学そのものに、白ワインはシリアスあるいはユーモアといった意図を帯びて登場する。文学に最も一般的に名前が挙がる白ワインは、フランスのシャンパンである。
アンジューの美食家としても知られるフランソワ・ラブレーは、彼が好きなアンジューの白ワインを繰り返し賞賛したうえ、彼の作品の主人公にもそれを嘆美させた。
"跳んで、踊って、巡って、白ワインとロゼを飲み、毎日何もしない。太陽の冠が何だって言うんだ。" - フランソワ・ラブレー
西洋哲学における啓蒙時代、ヴォルテールとカサノヴァはワインパーティーを開き、素晴らしい酒席で酔っぱらった。
"客は皆、白ワインや蜂蜜酒のボトルを右手に持っていた。私は酔っぱらっているんだ...素晴らしいブルゴーニュの白ワインで。" - カサノヴァ
"この新鮮なワインから発する気泡。

我々フランス人にとって、輝かしいイメージだ。" - ヴォルテール
白ワインは、ユーモアやマルセル・パニョルのドラマ、ピエール・デプロージュのゴシップ・ラジオ・ショーでもに使われている。
"もし新鮮ならば、その白ワインを私に注いで。

- 新鮮ならばだって？そこに触れてみて！北極のブドウ園から来たみたいに冷えてるだろう！" - マルセル・パニョル
"6月の魚市場では、人はもはや騒がない。人は彷徨い歩く。港の後ろで、農家市場の売店ではチェリートマトは見当たらない。

人は1本のバジルの枝と1杯の冷えたブルム白ワインがあれば、砂の上でそれらに塩をかけてむさぼり食べる。" - ピエール・デプロージュ
ミシェル・オンフレはソーテルヌについて本を書いている。ワインおよびその土地についての記述は部分的であり、テーマとしてはブドウ栽培よりもワインの哲学への影響の方に重きを置いている。

### 歌

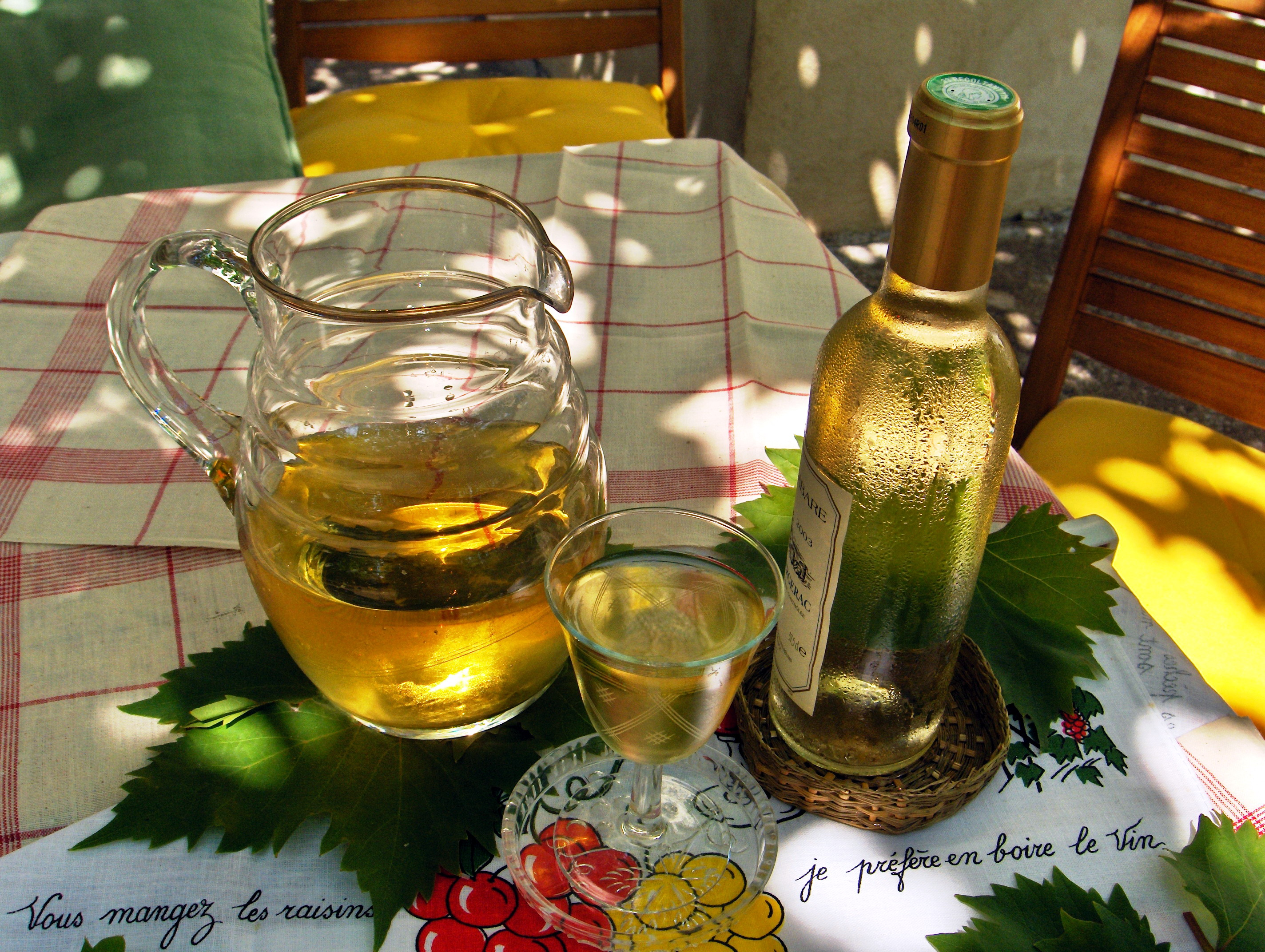
ああ！ 小さな白ワイン、私たちはペルゴラ (東屋)の下で飲む...

白ワインを賛美した詩に、曲が付けられるもあった。歌に詠み込まれているなかで最も有名な白ワインはおそらく、ジャン・ドレジャック作詞、チャールズ・ボレル・クラーク作曲の"ああ、白葡萄酒（原題：Ah ! Le petit vin blanc）"である。
Une Pointe de Champagneは、1890年頃に書かれたハリー・フラッグソンの曲である。
I am Drunk（原題：Je suis pocharde）というLouis Byrecが歌う曲は、1895年にイヴェット・ギルベールによって作られたが、そこにはスパークリングワインに関する知識が詰まっている。
"I come to the wedding of my sister Annette

And, when the champagne is flowing,

I could not hold you, I am tipsy,

and I pinched my little tuft.

I feel flageoler I feel my legsM

I have the heart guil'ret, the pleasing air

I am ready to cavort

When I drank Moet et Chandon".

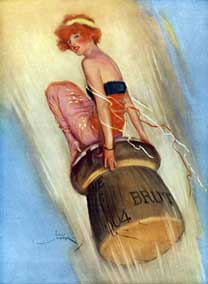
シャンパンはしばしば歌われる...

1926年には、Hubert Lapaireの曲 "ソーヴィニヨン"のように、いくつかの品種が歌のなかに登場するものもある。
"I dounn'rais the burgundy vou the Burgundian

And all your sacred champagne wines

for a little keg of sauvignon

Who gilds the cotiau of nout campaign

It is v'louteux it is blondin

It is of the little wine franch'ment kind ...

If bin before St. Martin J'mettrons the throat under the champ'lure"
帰宅中だったボリス・ヴィアンは、彼の歌「メカニカル・ミュージック」の中で、「緑色の瓶に入ったミュスカデ、その爽やかなワインはなんと素晴らしいことか！」と賞賛した。
ジャック・イジュランは彼のアルバム「Champagne」にChampagneという曲を書いた。
"いますぐ私を見つけてくれ。狂気を鎮めてくれる友、決して裏切らない友、シャンパンよ!!"

### ことわざ
白ワインの消費はまた、ことわざにも謳われている。
- "白ワインの後に赤ワインを出せば誰も立ち去らないが、赤ワインの後に白ワインを出せば誰もいなくなる" - 意味としては、良質な赤ワインを何杯か飲んだ後に白ワインを飲むのは必然的に不快なものである、ということである。[117]
- "朝には白ワインを飲みなさい。血となる赤ワインは夕方に飲みなさい"は、ブルゴーニュ地方のことわざである。

## 健康に対する機能
ブドウ皮の浸漬が短いため、白ワインにはタンニンがほとんど含まれておらず、赤ワインにおいて医学的に注目されているような抗酸化物質はあまり含まれていない。そんな中、モンペリエの研究者チームは、ポリフェノールを豊富に含む白ワインを開発した。このワインは、現時点では白ワインの消費割合が高い北欧への輸出用として考えられている。
ワインに一般的に使用されている添加物である二酸化硫黄は、使用量的には有害ではないが、その影響が喘息患者の間で懸念されている。すなわち、呼吸困難を引き起こす可能性があるという。その他の人にとっては、深刻なアレルギー反応はない。呼吸困難、片頭痛、腹部のほてりなどの症状は、二酸化硫黄不耐性を示している可能性がある。亜硫酸オキシダーゼ（二酸化硫黄分解酵素）の欠乏によって引き起こされる症状は非常にまれである。二酸化硫黄に起因するとされる症状が、ワイン中に存在する他の分子起因でないとはっきりさせるための研究が進行中である。発酵の副生成物であるヒスタミン類（アミン）によりアレルギー症状をおこすことがある。
白ワインは、pHが2.8 - 3.6の酸性を示す飲料である。この酸度は、歯のエナメル質を破壊しうる。
加えて、ワインは度数もしくはパーセンテージで示されるアルコールを含む。アルコールは肝硬変の原因となることがある。この疾患は、女性の場合は1日あたり20g、男性の場合は1日あたり40gの定常的な摂取で発生する可能性がある。しかし、カリフォルニアで行われた研究では、非アルコール性肝硬変患者に対しては少量のワインを毎日摂取することで有益な効果があると示され、この効果はビールやリキュールなどの他のアルコール飲料では見られなかった。2010年にさらなる研究が行われ、この効果がワイン由来のものであることが証明された。
ワイン愛好家の多くはワインが健康に良いのか悪いのかよく分かっていないが、白ワインを摂取することは健康上有益であることは確かである。最近の研究では、白ワインは赤ワインよりも心血管疾患に有意に効用があることが判明した。赤ワインのほうが多いとはいえ、白ワインにも抗酸化物質が含まれている。白ワインと赤ワインの両方がLDLコレステロールの酸化防止に有効である。